# Список сучасних великих держав

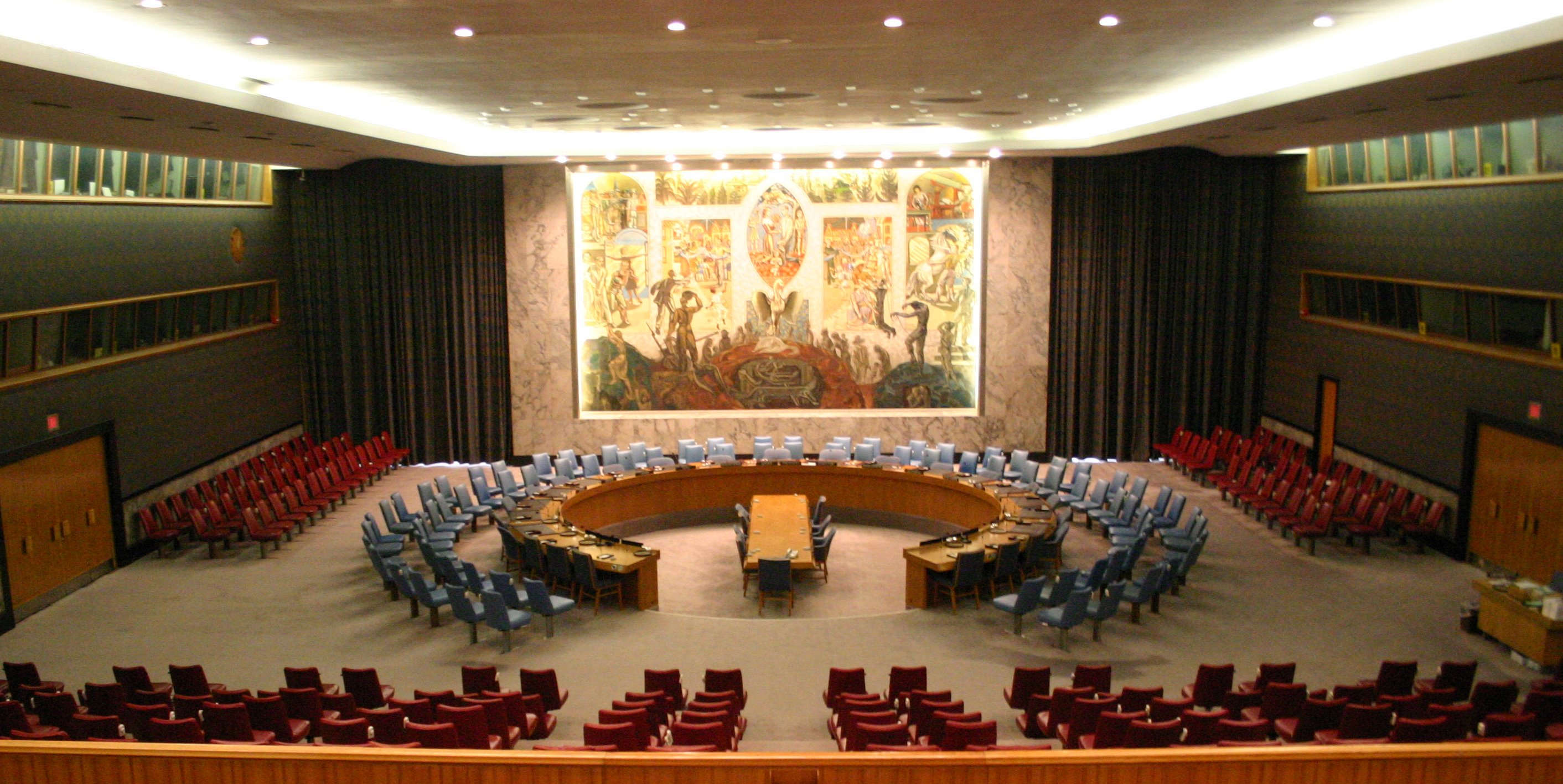
Великі держави часто визнаються в міжнародній структурі, такій як Рада Безпеки ООН.

Нація або держава, що володіє значною економічною, політичною та військовою потугою, може вважатися великою державою. Ця потужність дає їй можливість впливати не лише на свій регіон світу, але й на інші.
Іншими словами:
- Велика держава — це сильна держава.
- Сила держави визначається її економікою, політикою та армією.
- Велика держава може впливати на інші країни.
- Цей вплив може бути позитивним або негативним.

Сучасне поняття «велика держава» з'явилося в Європі після закінчення наполеонівських війн.
У 1814 році, після підписання Шомонського договору, було офіційно визначено поділ на малі та великі держави.
В історичному контексті терміни «Велика нація» та «Велика імперія» вживаються неформально.
«Велика нація» описує значну групу людей, що населяють певну країну або територію.
«Велика імперія» — це група держав або країн, об'єднаних під владою одного правителя.
Ці терміни можна зустріти в повсякденних розмовах про історію.
Важливо зазначити, що ці терміни не мають чіткого наукового визначення.

## Ранньомодерні держави

### Франція (1534—1792, 1792—1804, 1804—1815)

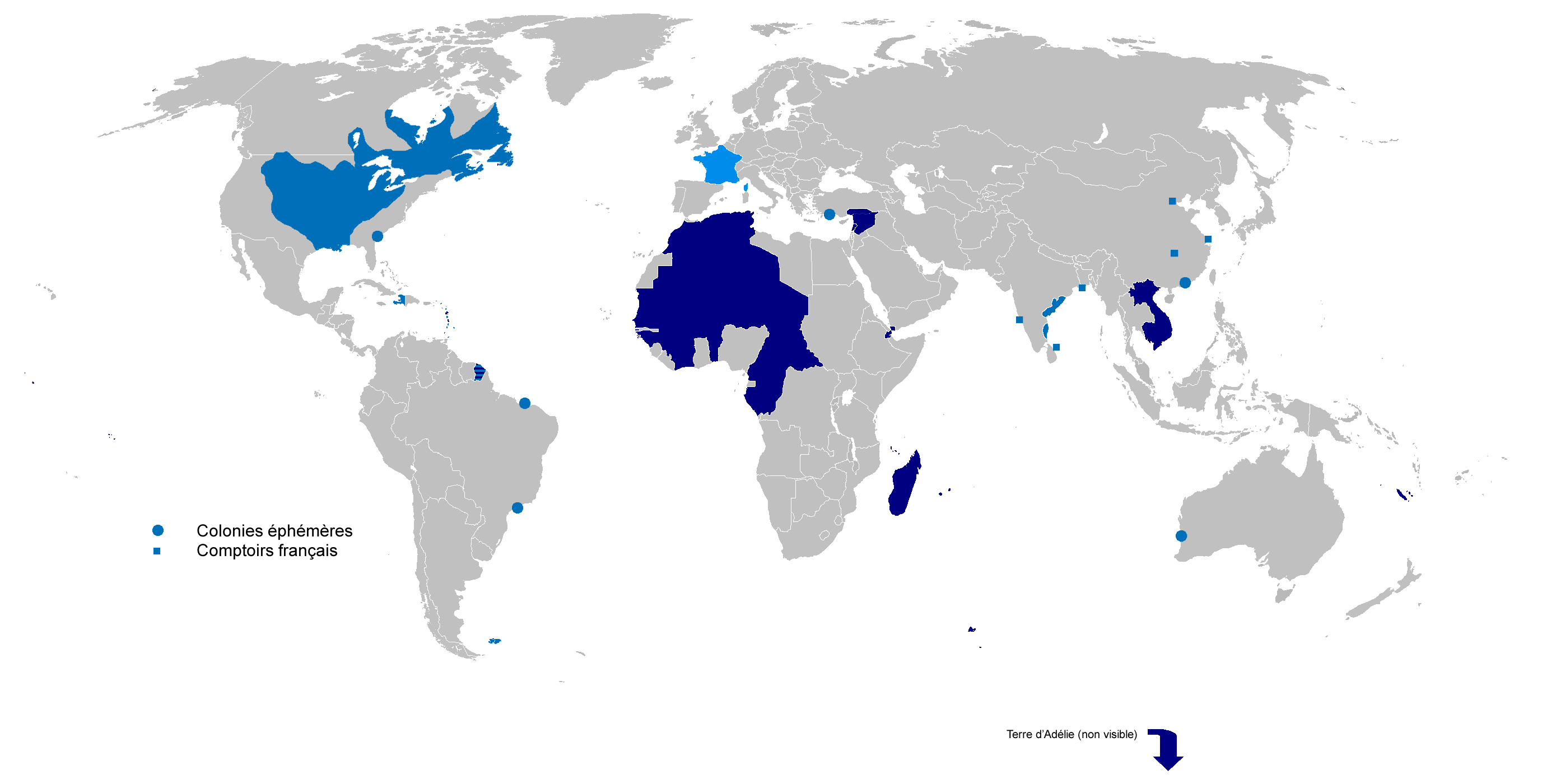
Перша (світло-блакитна) і Друга (темно-синя) французькі колоніальні імперії

Франція протягом своєї історії була могутньою імперією, що володіла колоніями по всьому світу.
Незважаючи на війни в Італії, король Франциск I знаходив кошти для експедицій до Китаю. Ці експедиції, очолювані Джованні да Верраццано, відкрили для Франції «Новий Світ» на північ від іспанських володінь.
Пізніше, за правління Людовика XIV, «Короля-Сонця», Франція стала провідною європейською державою, найбагатшою та наймогутнішою на континенті.
Наполеон також значно розширив імперію, зробивши Францію домінуючою силою в Європі.
З 16-го по 17-те століття Французька колоніальна імперія охоплювала величезні території, сягнувши 10 мільйонів квадратних кілометрів на піку свого розвитку.
Британія була єдиним серйозним суперником Франції на початку 19 століття.
Ось деякі ключові моменти:
- Франція володіла колоніями в різні епохи.
- Французькі дослідники відкрили «Новий Світ».
- За часів Людовика XIV Франція була найсильнішою країною Європи.
- Імперія Наполеона також була домінуючою силою на континенті.
- Французька колоніальна імперія була однією з найбільших в світі.

Важливо зазначити, що колоніалізм мав як позитивні, так і негативні наслідки.
З одного боку, він сприяв поширенню європейської культури та технологій.
З другого боку, він часто призводив до експлуатації місцевого населення та руйнування традиційних суспільств.
Сьогодні колоніалізм розглядається як суперечливе явище, яке має бути ретельно вивчене та оцінене.
Французька імперія була другою за величиною в світі після Іспанської імперії.
Імперія володіла обширними територіями в Америці, Азії та Африці.
На піку свого розвитку в 1750 році Французька Індія була найбільшою колонією Франції з населенням 100 мільйонів людей і площею 1,5 мільйона квадратних кілометрів.
Це робить її однією з найбільших і найнаселеніших колоній в історії.
Ось деякі ключові моменти:
- Французька імперія була однією з найбільших в світі.
- Вона володіла колоніями на трьох континентах.
- Найбільшою колонією Франції була Французька Індія.
- Французька Індія була дуже густонаселеною.

Важливо зазначити, що колоніалізм мав як позитивні, так і негативні наслідки.
З одного боку, він сприяв поширенню європейської культури та технологій.
З другого боку, він часто призводив до експлуатації місцевого населення та руйнування традиційних суспільств.
Нині колоніалізм розглядається як суперечливе явище, яке треба ретельно вивчити й оцінити.
Here are some additional details that you may find interesting:
- Французька імперія була заснована в 16 столітті і проіснувала до 20 століття.
- Імперія включала в себе такі країни, як Канада, США, В'єтнам, Алжир і Марокко.
- Французька мова і культура до сих пір мають значний вплив на багато колишніх колоній.

Наполеон став імператором французів (фр. L'Empereur des Français) 18 травня 1804 року і був коронований 2 грудня 1804 року, завершивши період Французького консульства. Він здобув ранні військові перемоги у війні Третьої коаліції проти Австрії, Пруссії, Росії, Португалії та союзних держав, зокрема в битві під Аустерліцем (1805) та битві під Фрідландом (1807). Тільзитський мирний договір у липні 1807 року поклав край двом рокам кровопролиття на Європейському континенті.
Наступні роки військових перемог, відомі загалом як Наполеонівські війни, поширили французький вплив на більшу частину Західної Європи та Польщі. На своєму піку в 1812 році Французька імперія налічувала 130 департаментів, правила 90 мільйонами підданих, підтримувала значну військову присутність у Німеччині, Італії, Іспанії та Варшавському герцогстві, а також могла вважати Пруссію, Росію та Австрію номінальними союзниками.
Після перших перемог Франції, ідеї Французької революції почали ширитися по всій Європі.
Наполеон здобув підтримку, апелюючи до спільних проблем людей.
У Франції це включало:
- Страх перед поверненням до Старого порядку
- Неприязнь до Бурбонів та дворянства, які емігрували з країни
- Підозри щодо іноземних монархів, які прагнули скасувати революцію
- Бажання якобінців поширити революційні ідеали Франції

Наполеон використовував ці настрої, щоб заручитися підтримкою населення і поширити вплив Франції.
Він обіцяв свободу, рівність і братерство, а також скасував феодальні повинності та привілеї дворянства.
Його реформи мали значний вплив на багато європейських країн, де вони призвели до скасування феодалізму, поширення освіти та розвитку національної свідомості.
Однак Наполеон також був авторитарним правителем, який прагнув до європейської гегемонії.
Його війни призвели до загибелі мільйонів людей і зрештою призвели до його падіння.
Незважаючи на це, Французька революція та Наполеонівські війни мали значний вплив на розвиток Європи.
Вони сприяли поширенню демократії, лібералізму та націоналізму, які стали основоположними принципами сучасної Європи.
Ось кілька ключових моментів:
- Французькі перемоги поширили революційні ідеї.
- Наполеон здобув підтримку, апелюючи до проблем людей.
- Його реформи мали значний вплив на Європу.
- Наполеон був авторитарним правителем, який прагнув до гегемонії.
- Французька революція та Наполеонівські війни мали значний вплив на розвиток Європи.

Важливо зазначити, що колоніалізм мав як позитивні, так і негативні наслідки.
З одного боку, він сприяв поширенню європейської культури та технологій.
З іншого боку, він часто призводив до експлуатації місцевого населення та руйнування традиційних суспільств.
Сьогодні колоніалізм розглядається як суперечливе явище, яке має бути ретельно вивчене та оцінене.
Наполеон скасував феодалізм і аристократичні привілеї в більшості європейських країн.
Він також запровадив Кодекс Наполеона, який гарантував юридичну рівність, систему присяжних і легалізував розлучення.
Наполеон також намагався поширити свій вплив, саджаючи своїх родичів на престоли інших європейських країн.
Він також хотів укласти союз з індійським правителем Типу Султаном, щоб напасти на британців в Індії.
Наполеонівські війни забрали життя 6,5 мільйонів людей, що становить 15 % населення Французької імперії. Коаліція Австрії, Пруссії, Росії, Великобританії, Швеції, Іспанії та німецьких держав остаточно перемогла Францію і вигнала Наполеона на острів Ельба. Після невдалого вторгнення в Росію, європейські країни приєдналися до Росії, Великобританії, Португалії та іспанських повстанців. Переформувавши свої армії, вони вигнали Наполеона з Німеччини в 1813 році і вторглися у Францію в 1814 році. Це змусило Наполеона зректися престолу і призвело до реставрації династії Бурбонів.

### Іспанська імперія (1492—1815)

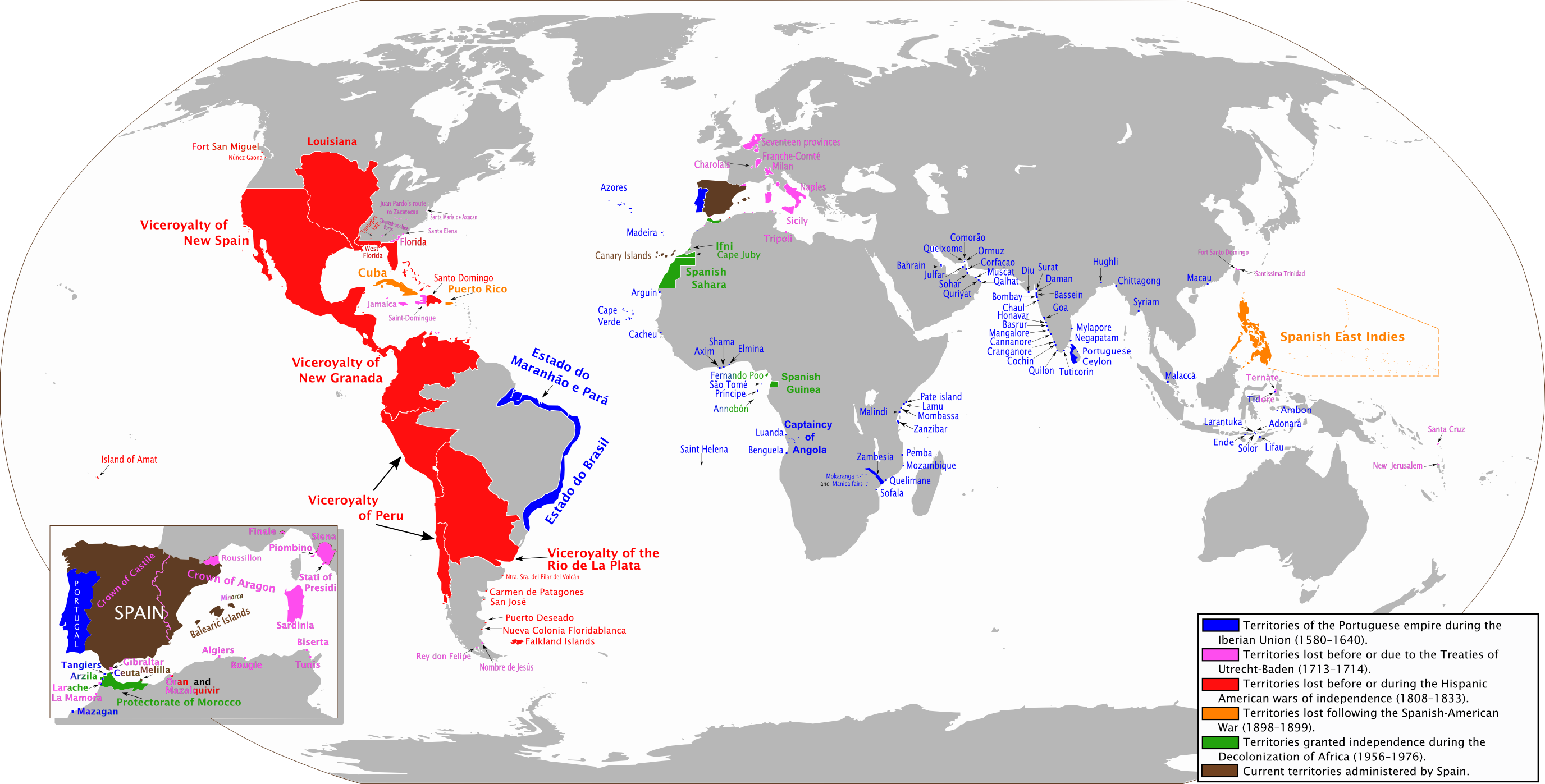
Території, що належали Іспанській імперії в різні періоди протягом понад 400 років

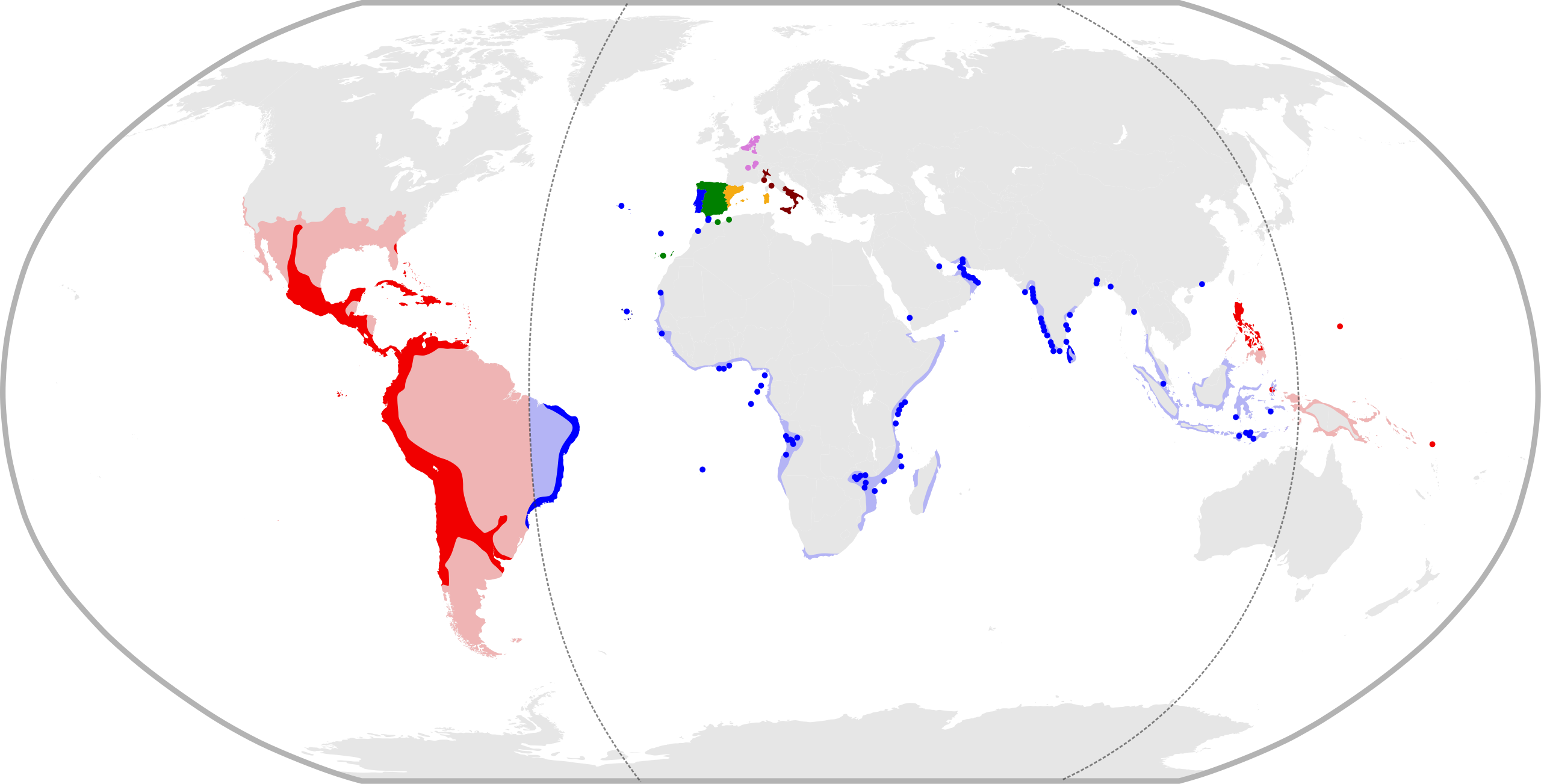
Території, що потрапили під владу іспанського монарха під час Піренейського союзу

У 16 столітті Іспанія та Португалія стали лідерами європейських досліджень світу, колоніальної експансії та прокладання торговельних шляхів через океани. Між Іспанією та Америкою через Атлантичний океан, а також між Азією, Тихим океаном та Мексикою через Філіппіни процвітала торгівля. Іспанські конкістадори знищили цивілізації ацтеків, інків та майя, завоювавши величезні території в Північній та Південній Америці. Завдяки потужному флоту Іспанська імперія протягом довгого часу домінувала в океанах, а її знаменита піхота, терції, робила її непереможною на європейських полях битв. У 16-му та 17-му століттях Іспанія пережила культурний золотий вік, будучи передовою державою Європи.
З 1580 по 1640 рік Іспанська та Португальська імперії об'єдналися під владою династії Габсбургів, утворивши Піренейський союз. Попри об'єднання, імперії й далі управлялися автономно.
З середини 16 століття срібло та золото з американських копалень значною мірою фінансували військову міць Іспанії, яка на той час була найсильнішою державою світу. Завдяки цим ресурсам Іспанія протягом 300 років володіла однією з найбільших імперій в історії, незважаючи на періоди економічного та військового спаду. Зіткнувшись з труднощами та стражданнями, пов'язаними з колонізацією, іспанські мислителі сформулювали нові ідеї про природне право, суверенітет, міжнародне право, війну та економіку. Деякі з них навіть ставили під сумнів легітимність імперіалізму. Ці ідеї, відомі як Саламанкська школа, мали значний вплив на розвиток сучасної політичної та економічної думки.
З середини 17 століття Іспанія почала втрачати свою велич через постійні конфлікти з іншими державами. Ці конфлікти мали територіальний, торговий та релігійний характер. У Середземному морі Іспанія воювала з Османською імперією, а на європейському континенті Франція стала її сильним конкурентом. За кордоном Іспанія спочатку суперничала з Португалією, а потім з Англією та Голландією. Фінансована Англією, Францією та Голландією діяльність каперів та піратів, надмірне розширення військових зобов'язань Іспанії, зростання корупції в уряді та економічна стагнація, спричинена військовими витратами, призвели до ослаблення імперії.
Утрехтський мир 1713 року остаточно поклав край європейській імперії Іспанії, відібравши у неї решту територій в Італії та Нідерландах. Після цього Іспанія пережила певне покращення, але все ж таки залишалася другорядною державою на політичній арені континентальної Європи. Водночас, Іспанії вдалося зберегти та навіть розширити свою величезну заморську імперію, яка проіснувала до 19 століття. Проте, війна на Піренейському півострові стала поштовхом до проголошення незалежності в Кіто (1809), Венесуелі та Парагваї (1811), а також до подальших революцій, які призвели до відділення іспанських колоній на американському континенті.

### Російське царство та Російська імперія (1547—1917)

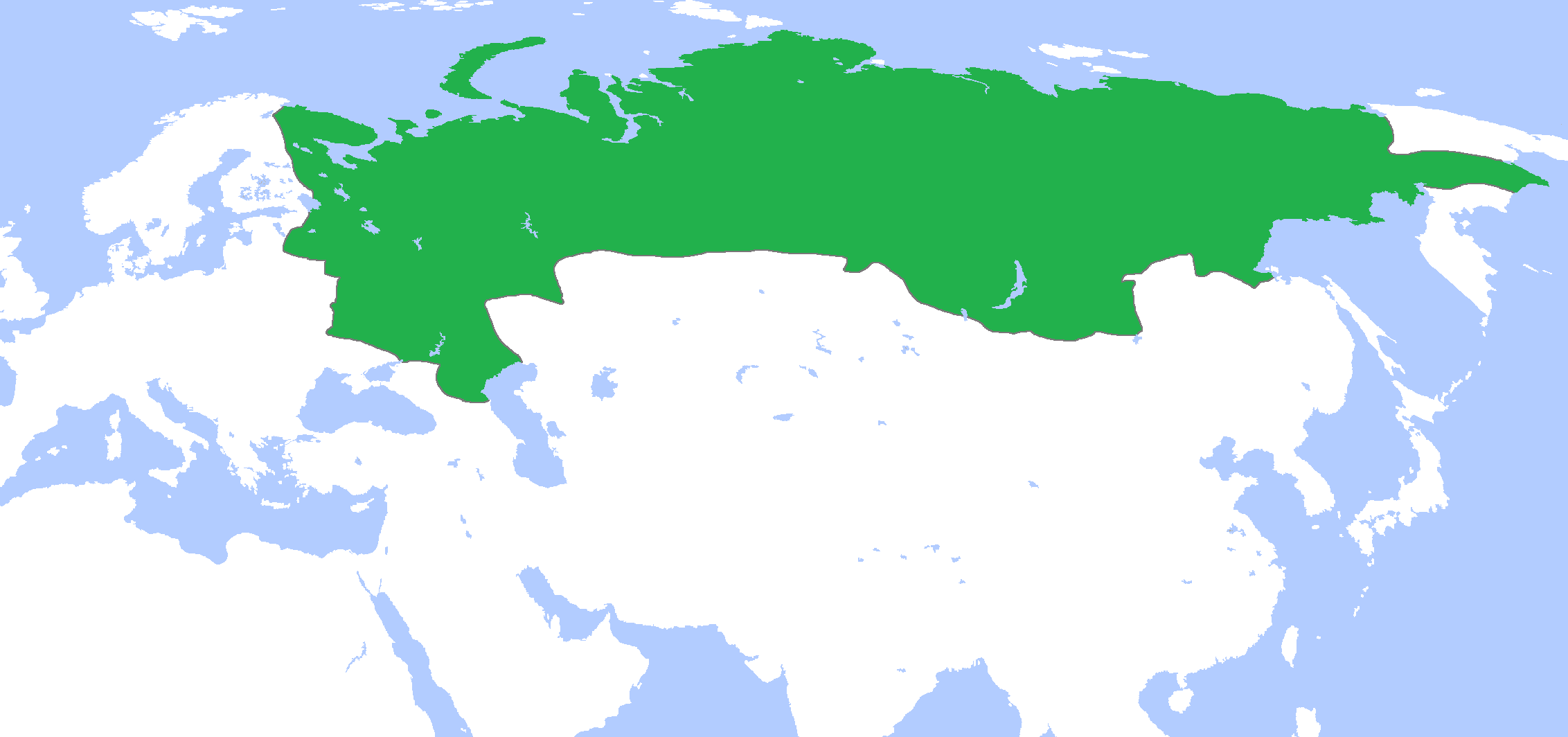
Царство Російське, бл. 1700 р., за правління Петра Великого

Російська імперія виникла з Московського царства за правління Петра I, який вів численні війни, задля цього. Він переніс столицю з Москви до Санкт-Петербурга, збудованого за західним зразком. Петро також провів культурну революцію, замінивши традиційні звичаї на сучасні, наукові та раціоналістичні. Імператриця Катерина II (1762—1796) розширила імперію за допомогою завоювань, колонізації та дипломатії. Вона також продовжила модернізацію країни за західноєвропейським зразком. Імператор Олександр I (1801—1825) відіграв важливу роль у розгромі Наполеона та створенні Священного союзу. Росія далі розширювалася на захід, південь і схід, ставши однією з наймогутніших європейських імперій.
Її перемоги над Османською імперією зупинила поразка в Кримській війні (1853—1856). Після цього Росія почала реформи та експансію в Центральній Азії. Наприкінці 19 століття Російська імперія охоплювала Євразію, поступаючись за розміром лише Британській імперії. Більшість населення проживало в європейській частині імперії. Імперія включала понад 100 етнічних груп, з яких 45 % становили етнічні росіяни. Імператор Олександр II (1855—1881) провів численні реформи, найважливішою з яких стала селянська у 1861 році.

### Династія Цин (Китай) (1636—1912)

Династія Цін у 1820 році

Династія Цін була останньою імперською династією Китаю, яка правила з 1636 по 1912 роки (з коротким відновленням у 1917 році).
Її попередницею була династія Мін, а наступницею — Китайська Республіка.
Заснована маньчжурським кланом Айсін Гіоро, династія Цін почала поширювати свою владу з Маньчжурії (сучасний Північно-Східний Китай) на власне Китай та прилеглі території з 1644 року. Остаточне завоювання Китаю було завершено близько 1683 року за правління імператора Кансі. Багатоетнічна імперія Цін проіснувала майже 300 років і заклала територіальну основу для сучасного Китаю. Вона стала найбільшою китайською династією, а також четвертою за величиною імперією в історії світу за площею на 1790 рік. З населенням 432 мільйони людей у 1912 році, династія Цін також керувала найнаселенішою країною світу в той час. Економічний розквіт династії Цін припав на 1820 рік, коли вона стала найбільшою економікою світу з 30 % часткою світового ВВП.
У 1636 році династія Пізньої Цзінь змінила свою назву на «Великий Цін», що означає «чистий» або «прозорий». У 1644 році Пекін був захоплений повстанцями під проводом Лі Цзичена, колишнього чиновника династії Мін, який проголосив нову династію Шунь. Останній імператор Мін, Чунчжень, покінчив життя самогубством, що ознаменувало кінець династії Мін. Цінські війська об'єдналися з мінським генералом У Саньгуєм, захопили Пекін і вигнали з нього сили Шунь.

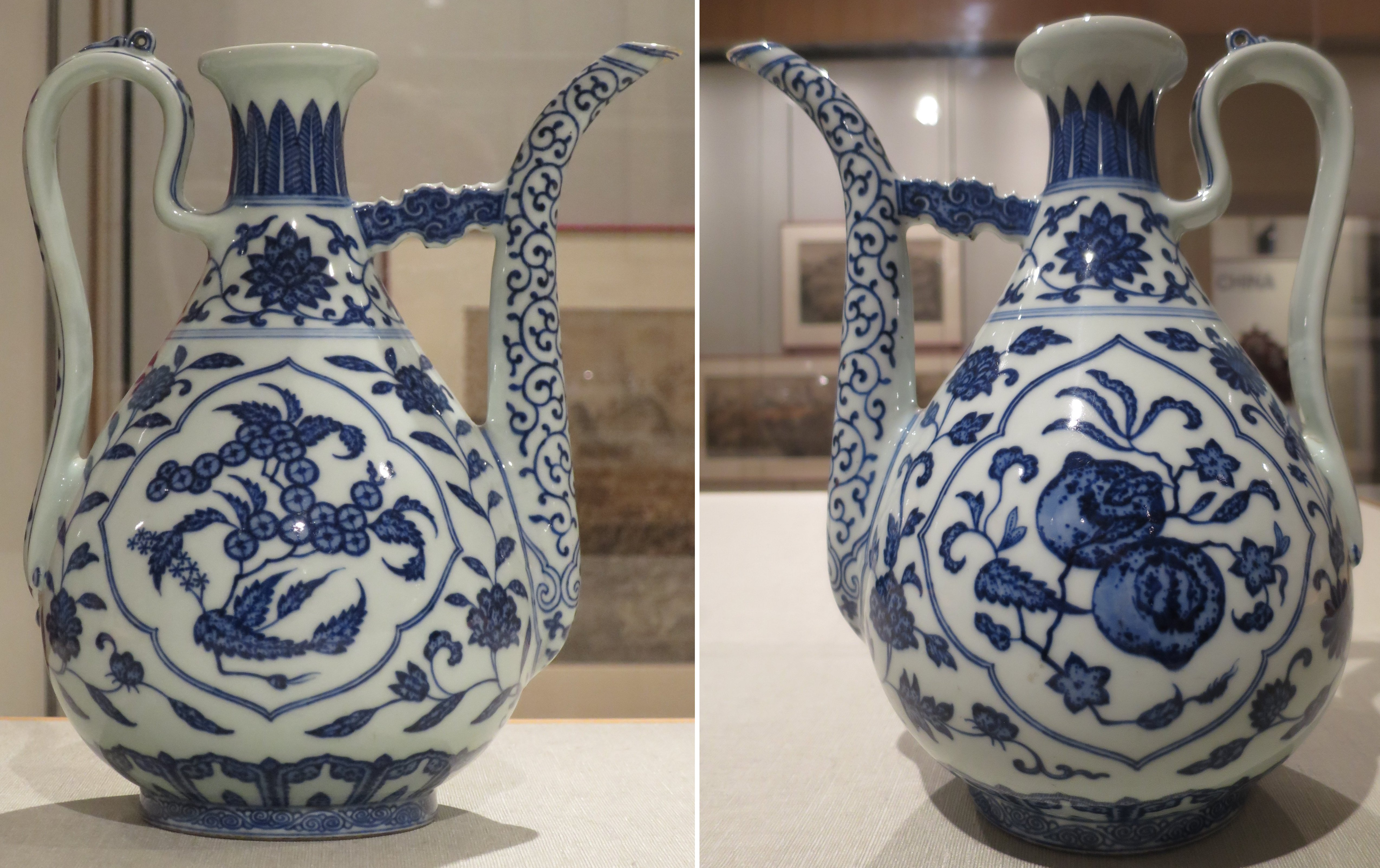
Приклади високоякісної порцеляни, яка масово вироблялася в епоху Високої Цінь

Династія Цін пережила період розквіту під час правління імператорів Кансі, Юнчжен і Цяньлун. Десять великих походів, а також завоювання монголів, тибетців і мусульманських земель на заході, сприяли цьому процвітанню. Важливу роль також відіграло мудре правління імператорів того часу. Система управління через вождів на таких територіях, як Тайвань, дозволяла підкореним народам зберегти свою культуру та самоврядування, визнаючи при цьому верховну владу імперії Цін. Ця тактика мінімізувала ризик повстань з боку завойованих народів. Важливою відмінністю правління маньчжурів від монгольського панування було те, що Цінські імператори правили зсередини країни, а не ззовні. Це дозволило їм встановити та зберегти стабільний і ефективний контроль над державою.
Нове покоління імператорів династії Цін поєднувало в собі сильні сторони маньчжурської культури з китайською культурою завойованих народів. Це дозволило їм асимілювати ці народи, не втрачаючи при цьому власної культурної ідентичності.
Імператор Кансі, який правив на початку епохи Високого Цін, був одним із перших, хто застосував цю стратегію. Він був освіченим і досвідченим воїном, який реорганізував бюрократію імперії, зробивши її більш космополітичною. Його син, імператор Юнчжен, правив жорсткіше, але також був дуже ефективним і прагнув до покращення імперії. Останнім успішним імператором Високого Цін був імператор Цяньлун, який за правління свого діда і батька досяг вершини могутності імперії. Унікальні методи правління цих трьох імператорів, а також їх наголос на мультикультуралізмі, сприяли процвітанню імперії Цін.
Відродження мистецтва стало однією з характерних рис епохи Високого Цін. Комерціалізація призвела до масового виробництва та торгівлі такими предметами, як порцеляна. Під час створення імператорських бібліотек наголошувалося на літературі, а рівень грамотності серед еліти значно виріс. Освіта та мистецтво стимулювали економіку протягом більш ніж п'ятдесяти років.
Після смерті імператора Цяньлуна династія Цін зіткнулася з численними проблемами, включаючи:
- Зміни в світовій системі
- Іноземні вторгнення
- Внутрішні повстання
- Зростання населення
- Економічний розлад
- Корупція
- Небажання еліти змінюватися

Населення зросло до 400 мільйонів людей, але податки та державні доходи залишалися на низькому рівні, що призвело до фіскальної кризи.

### Перша Британська імперія (1600—1783)
Наприкінці 16 століття Англія та Голландія кинули виклик монополії Португалії на торгівлю з Азією. Для цього вони створили акціонерні компанії: Англійську (згодом Британську) Ост-Індську компанію (1600) та Голландську Ост-Індську компанію (1602). Метою цих компаній було отримати доступ до прибуткової торгівлі спеціями, зосередившись на двох регіонах: Ост-Індії та Індії.
Там вони змагалися за торговельну перевагу з Португалією та між собою.
Хоча Англія згодом стала більшою колоніальною державою, Нідерланди мали більш розвинену фінансову систему, що дало їм кращі позиції в Азії в короткостроковій перспективі. Три англо-голландські війни 17 століття не змінили цю ситуацію. Військові дії припинилися після Славетної революції 1688 року, коли голландський принц Вільгельм Оранський став королем Англії, уклавши мир між двома країнами. За угодою, Нідерланди отримали контроль над торгівлею спеціями в Ост-Індії, а Англія — над торгівлею текстилем в Індії.
Однак текстиль незабаром став більш прибутковим, ніж спеції.

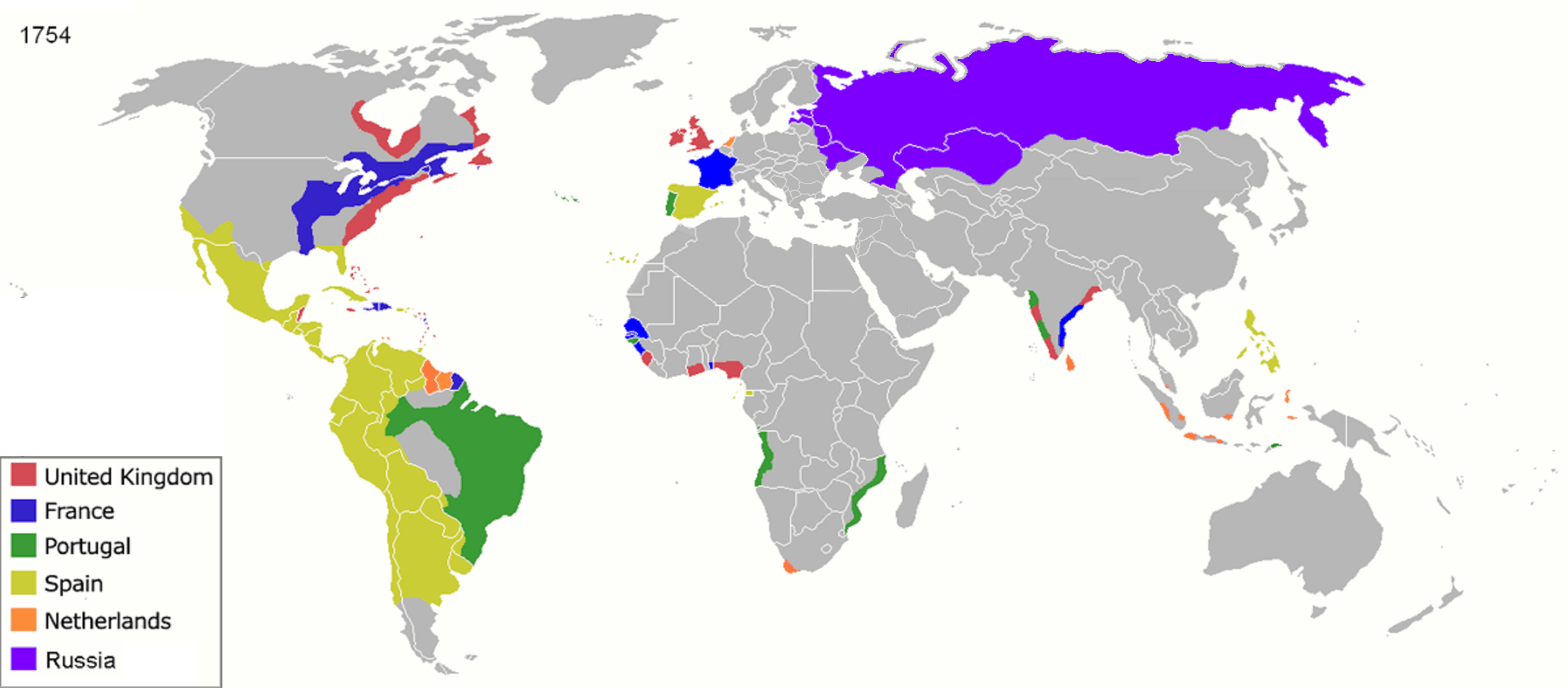
Карта 1754 року, Британська імперія в червоному кольорі

У 17-18 століттях на східному узбережжі Північної Америки з'явилися британські колонії. Південні колонії мали плантаційну економіку, засновану на праці поневолених африканців, які вирощували тютюн і бавовну. Бавовна з цих колоній відіграла важливу роль у розвитку британських текстильних міст і сприяла початку промислової революції в Британії. Північні колонії постачали деревину, кораблі, хутра та китовий жир, який використовувався для виготовлення ламп, що дозволяло працювати вночі.
Всі колонії служили важливими ринками для британських готових виробів і товарів, включаючи текстиль, чай, каву та інші. 
З 1756 року Британська імперія брала участь у Семирічній війні, яку деякі історики вважають першою світовою війною. Британці сподівалися, що перемога над Францією, їхнім колоніальним суперником, покращить оборону американських колоній, де зростала напруга через прагнення поселенців до переселення на захід. Союз Британії та Пруссії змусив Францію поступитися Канадою Британії, а Луїзіану — Іспанії, нібито захищаючи Британську Північну Америку. Війна також дозволила Британії захопити Бенгалію у союзної з Францією Імперії Великих Моголів, тодішнього лідера в торгівлі текстилем. Британія також повернула Хайдарабад Великим Моголам, захопила більшість французьких територій в Індії і стала домінуючою морською державою світу.
Незважаючи на перемогу в Семирічній війні, Британія опинилася на межі банкрутства. Уряд значно підвищив податки, щоб сплатити борги, що спричинило невдоволення. Британцям також потрібно було налагодити стосунки з новопридбаними франко-канадськими підданими та індіанськими племенами, які підтримували Францію. У 1763 році спалахнула війна Понтіака. Індіанські племена Великих озер і північного заходу були незадоволені втратою французьких союзників. Вони також побоювалися, що британці витіснять їх з земель. Війна йшла погано для британців, і лише перемога в битві при Буші-Ран врятувала їх від краху.

Частина східної Північної Америки; «лінія проголошення» 1763 року є межею між червоною та рожевою областями.

Король Георг III, намагаючись заспокоїти індіанців і запобігти повстанням, видав Королівську прокламацію 1763 року. Прокламація забороняла білим поселятися за Аппалачами, що обурило жителів Тринадцяти колоній, які прагнули до нових земель. Квебекський акт 1774 року, спрямований на завоювання лояльності франко-канадців, також спричинив невдоволення колоністів.
Невдоволення прокламацією, оподаткуванням без представництва та іншими факторами призвело до проголошення Тринадцятьма колоніями своєї незалежності та початку Війни за незалежність США (1775—1783).
Війна за незалежність США отримала всебічну підтримку від конкурентів Британії, Франції та Іспанії. Британія програла війну, що ознаменувало кінець першої Британської імперії. Велика Британія та новостворені Сполучені Штати Америки зберегли торгові домовленості, що існували до незалежності, мінімізуючи шкоду для британських інтересів. Після війни торговельний дефіцит Америки з Великобританією становив 5:1, що спричинило дефіцит золота.
Британська імперія перемістила свою увагу з Північної Америки на Індію, розширюючись з Бенгалії, що ознаменувало початок другої фази імперії.

### Португалія (1415—1822)

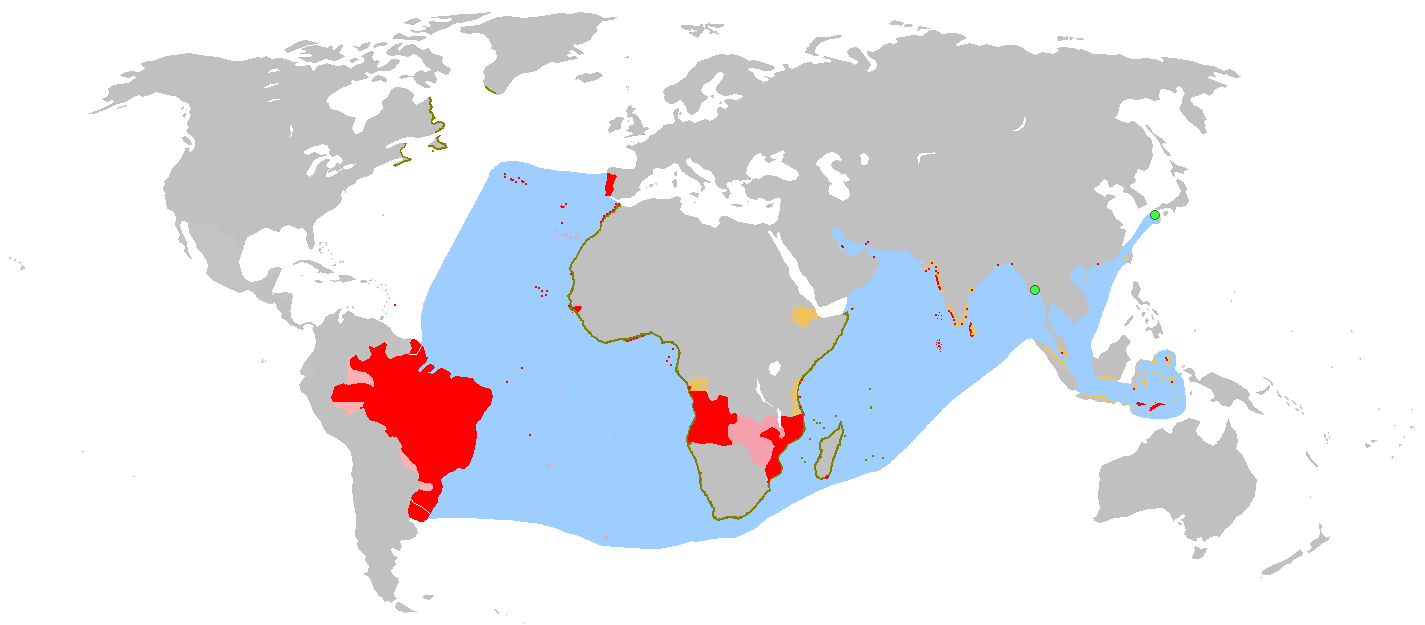
Португальська імперія (1415—2002)

Португальська імперія була першою глобальною імперією в історії, а також найдавнішою та найдовшою із західноєвропейських колоніальних імперій. Незважаючи на невеликі розміри та населення, Португалія зуміла створити імперію в 16 столітті, яка включала форпости в Африці, Індії та Бразилії. Португальська морська міць, заснована на суднобудуванні та артилерії, дозволяла їй панувати в Атлантичному, Індійському та Тихому океанах. Після 16 століття імперія почала занепадати через байдужість королів Габсбургів і конкуренцію з боку інших колоніальних держав. Після 18 століття Португалія зосередилася на своїх колоніях в Бразилії та Африці.
Тордесільяський договір 1494 року розділив світ за межами Європи між Іспанією та Португалією. Межа проходила по меридіану, розташованому на 370 льє (1560 км) на захід від островів Кабо-Верде. Через неможливість точно виміряти довготу, точний кордон залишався спірним до 1777 року. Це може бути однією з причин, чому португальцям знадобилося 9 років, щоб продовжити подорож Діаша до мису Доброї Надії. Інші причини включають можливі таємні подорожі протягом цього періоду.
Незважаючи на це, португальці, нарешті, знайшли морський шлях до Азії під керівництвом Васко да Гами.

### Голландська імперія (1581—1795)

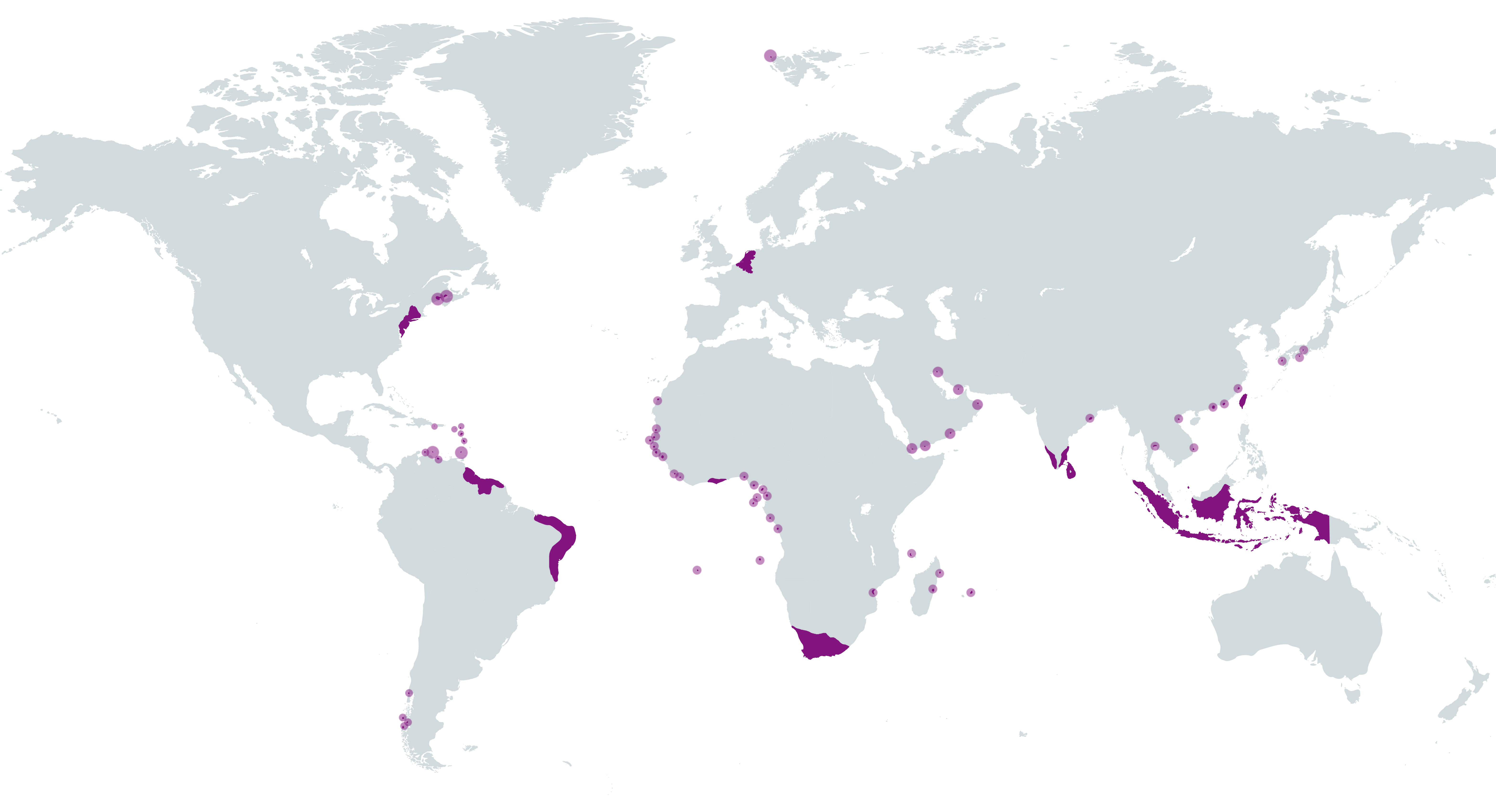
Землі у власності Нідерландів

Нідерландська імперія з'явилася після того, як Нідерланди здобули незалежність від Іспанії в 16 столітті. Сильна судноплавна промисловість та розширення торгових шляхів між Європою та Сходом зробили імперію могутньою. Спочатку імперія ґрунтувалася на непрямому колоніалізмі через торговельні компанії, такі як Голландська Ост-Індійська компанія. Ці компанії стали одними з найбільших у світі, володіючи монополією на важливі торговельні маршрути. Домінування в торгівлі сприяло комерційній революції та «Золотому віку» Нідерландів у 17 столітті. В цей час Нідерланди були лідерами в торгівлі, науці та мистецтві.
Нідерландська військова міць також була на піку, і флот країни був найсильнішим у світі.
До середини 17 століття Нідерланди витіснили Португалію з позиції лідера в торгівлі прянощами та шовком. У 1652 році голландці заснували колонію в Кейптауні, Південна Африка, як опорний пункт на шляху до Азії. Поселенці розширювалися за межі Кейптауна, а кочові скотарі (трекбури) мігрували на внутрішні плато.
Між 1602 і 1796 роками багато європейців їздили до Азії для роботи в торгівлі. Деякі з них оселилися в Індії.
Найбільш інтенсивна взаємодія з корінними народами відбувалася на Шрі-Ланці та в Індонезії. У деяких колишніх колоніях існують значні етнічні групи голландського походження. Прикладами таких груп є африканери в Південній Африці, бюргеры на Шрі-Ланці, індо в Індонезії та креоли в Сурінамі.
Три американських президенти мали голландське коріння: Мартін Ван Бюрен, Теодор Рузвельт і Франклін Д. Рузвельт.

Голландські мореплавці, шукаючи нові торговельні шляхи між Азією та Європою, дослідили та нанесли на карту багато нових земель. До цих земель належать Австралія, Нова Зеландія, Тасманія та частини східного узбережжя Північної Америки.
Під час протоіндустріалізації імперія отримувала 50 % текстилю та 80 % шовку з Індійської імперії Великих Моголів, переважно з Бенгалу.
Голландська колоніальна імперія почала занепадати в 18 столітті.
Це сталося після Четвертої англо-голандської війни, в якій Нідерланди втратили багато колоній і торговельних монополій на користь Британії.
Британська Ост-Індська компанія також захопила Бенгал у 1757 році.
Деякі частини імперії, такі як Ост-Індія та Голландська Гвіана, проіснували до Другої світової війни.
Три карибські колонії — Аруба, Кюрасао та Сінт-Мартен — досі є частиною Королівства Нідерландів.

### Османська імперія (Туреччина) (1453—1918)

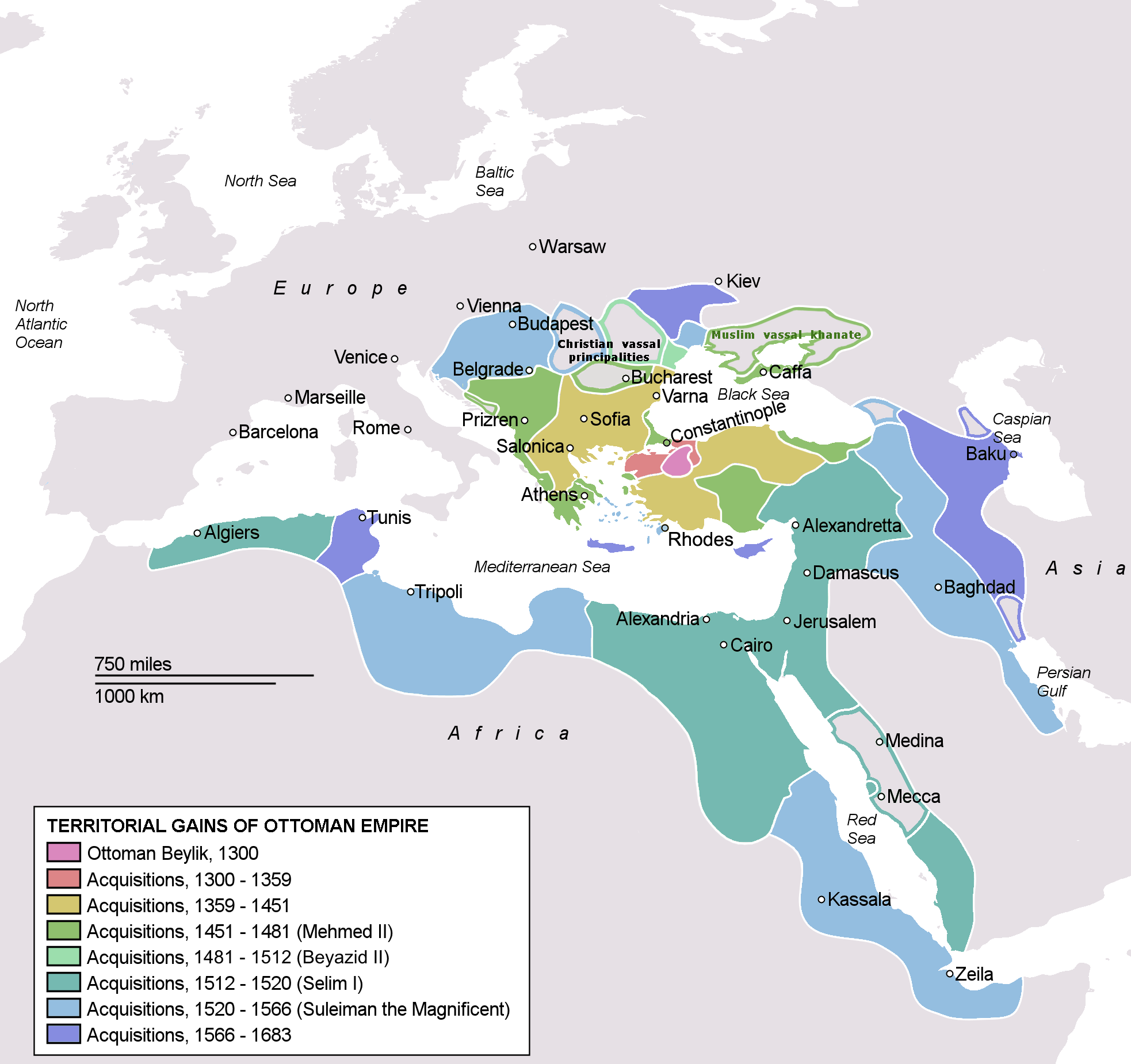
Османські території в її найбільшому обсязі

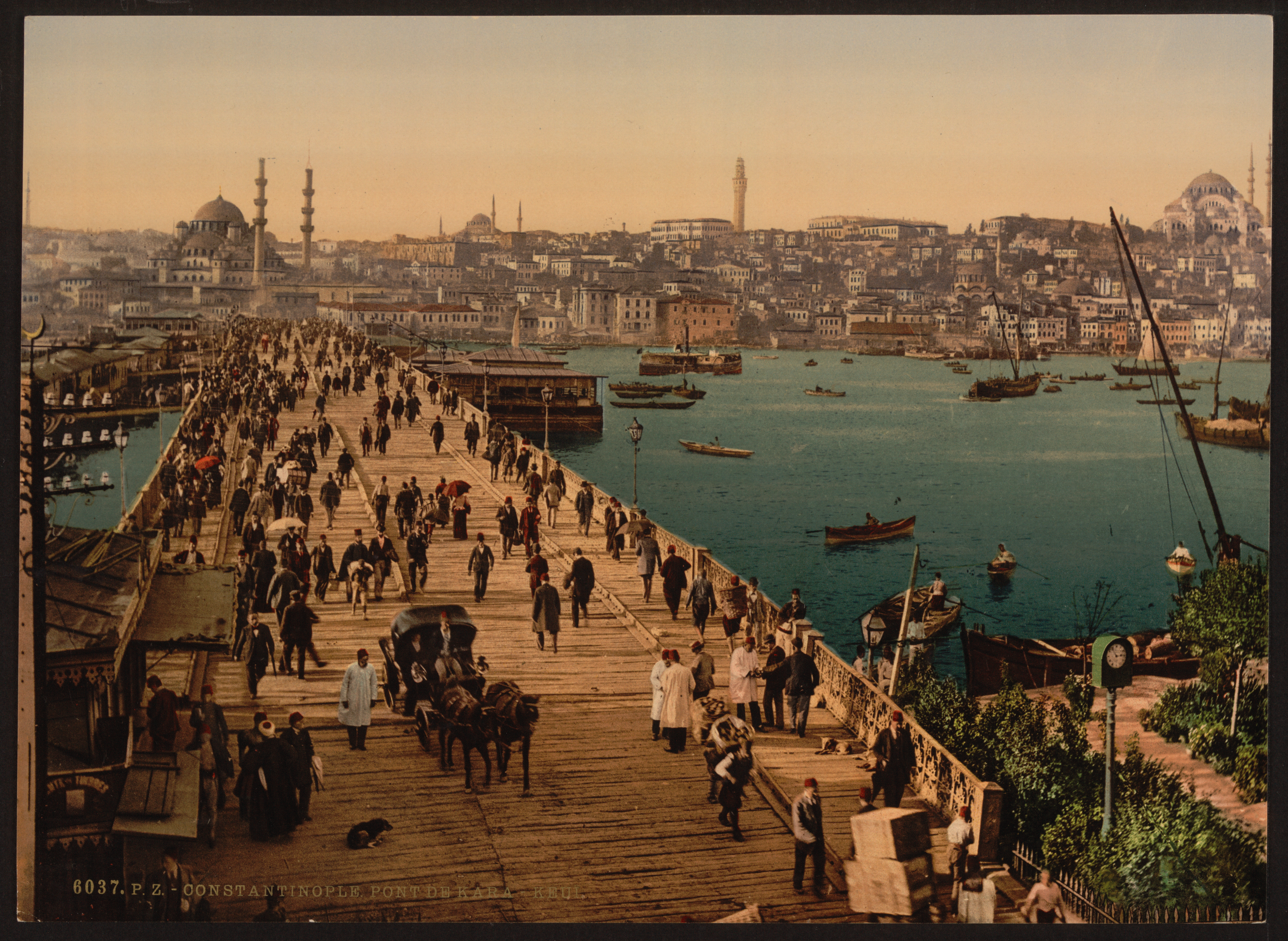
Галатський міст у Константинополі, між 19 і 20 століттями

Османська імперія була однією з наймогутніших імперій в історії. Вона існувала з 13 по 20 століття і охоплювала території на трьох континентах: Європі, Азії та Африці. В 16-17 століттях імперія переживала свій розквіт, контролюючи значні частини Південно-Східної Європи, Близького Сходу та Північної Африки.
Історики називали Османську імперію «Всесвітньою імперією» через її велич та вплив .
Вона також була однією з «Порохових імперій», які використовували нові військові технології для розширення своїх територій.
Османська імперія протягом 600 років була мостом між Сходом і Заходом. Це була єдина ісламська держава, яка протягом 15-19 століть могла протистояти зростаючій силі Західної Європи.
Столиця імперії, Стамбул (колишній Константинополь), робила її спадкоємцем Римської та Візантійської імперій у деяких аспектах.
Османська військова реформа розпочалася за часів правління Селіма III (1789—1807), який прагнув модернізувати армію за європейським зразком. Однак його реформи зустріли опір з боку релігійних лідерів та яничарського корпусу, який втратив свою боєздатність, але не хотів втрачати привілеї. Яничари повстали проти Селіма, що коштувало йому трону та життя.
Його наступник, Махмуд II, рішуче придушив яничарський корпус у 1826 році, що стало поворотним моментом у реформуванні армії.
Незважаючи на потужні військові та бюрократичні структури, Османська імперія почала занепадати через нездатність султанів. Імперія все ще розширювалась до битви під Віднем у 1683 році, після якої експансія в Європі припинилась.19 століття стало для імперії періодом значного занепаду, в основному через тиск з боку Росії.
До 1913 року імперія втратила Єгипет та Балкани, а після Першої світової війни розпалась, залишивши Туреччину єдиною спадкоємницею.

### Імперія Великих Моголів (1526—1857)

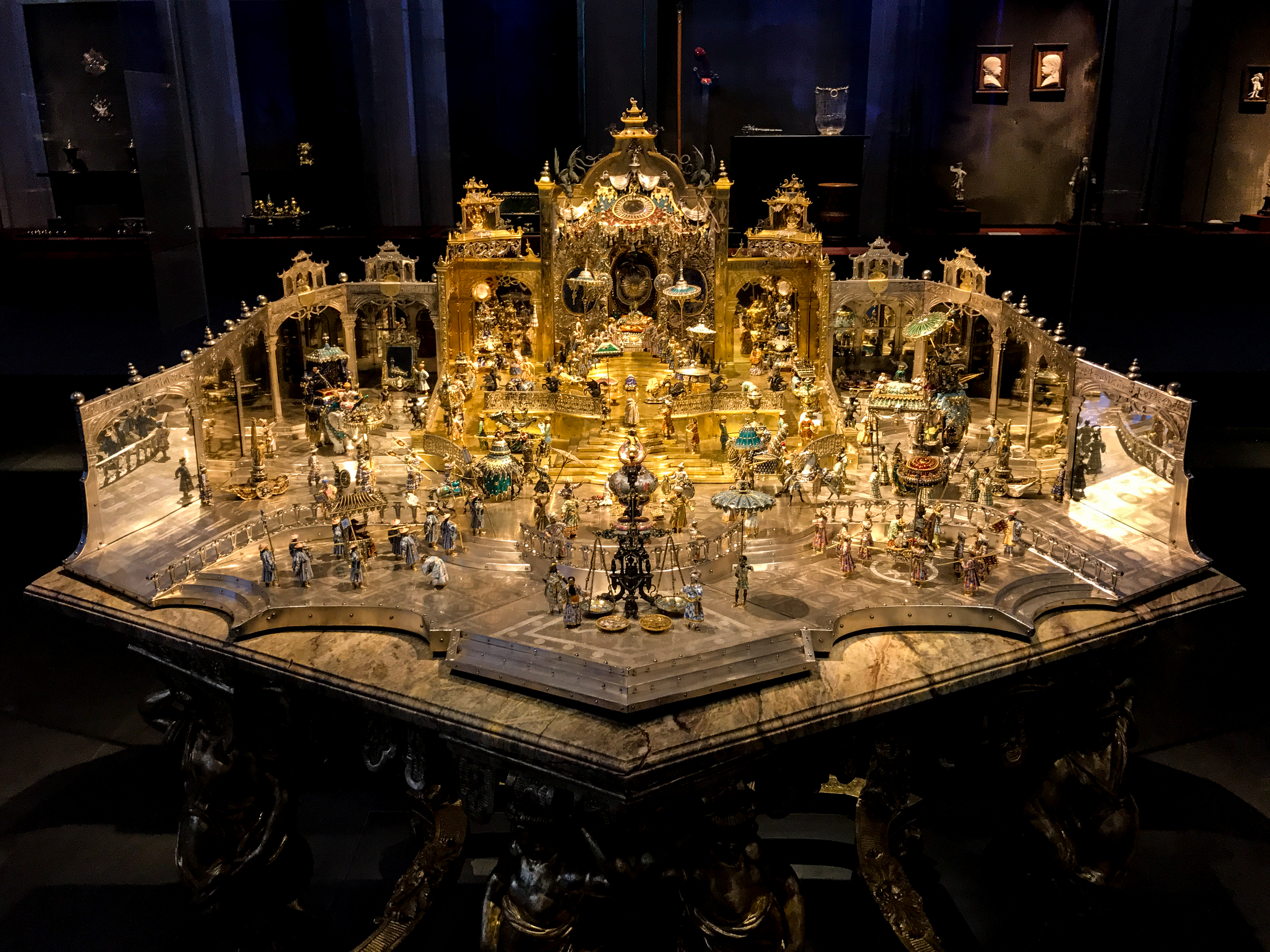
Модель із зображенням двору імператора Аурангзеба, роботи Йоганна Мельхіора Дінглінгера

Імперія Монголів була заснована Бабуром у 1526 році після його перемог над Делійським султанатом та Раджпутською конфедерацією. Імперія розширювалась і процвітала протягом наступних століть під керівництвом таких імператорів, як Акбар, Джахангір та Шах-Джахан.
За часів Аурангзеба імперія досягла свого піку, охопивши майже весь Індійський субконтинент.
Після 1720 року, внаслідок війн та смерті Аурангзеба, імперія почала занепадати.
Імперія Маратхів та Конфедерація сикхів стали новими сильними державами на субконтиненті.
Остаточно імперія Монголів була розпущена Британською імперією у 1857 році після Індійського повстання. .
Індійський субконтинент протягом 1000—1800 років був одним з найважливіших промислових центрів світу, виробляючи близько 25 % світової промислової продукції. Імперія Монголів, що існувала в 16-18 століттях, була однією з найбагатших у світі. Річний дохід імператора Аурангзеба сягав 100 мільйонів фунтів стерлінгів (450 мільйонів доларів), що робило його одним з найбагатших монархів того часу.
Важливу роль в економіці імперії відігравала розгалужена мережа доріг, що з'єднувала міста по всій країні. Ця мережа була побудована та обслуговувалась департаментом громадських робіт, створеним Великими Моголами.
Імперія Моголів використовувала систему монет, засновану на рупії та дам. Рупія була срібною монетою, а дам — мідною. Співвідношення між рупією та дамом змінювалося протягом 16-17 століть. Спочатку воно було 48 дамів за рупію, потім 38, а потім 30.Зниження вартості дамба було пов'язано з його зростаючим використанням у промисловості. Монети Моголів відрізнялися високою чистотою металу (не нижче 96 %).
Якість монет почала погіршуватися лише після 1720 року..
Сільське господарство було хребтом економікиІмперії Моголів. Різноманіття ґрунтів та клімату дозволяло вирощувати широкий спектр культур, як продовольчих (пшениця, рис, ячмінь), так і товарних (бавовна, індиго, опіум). З середини 17 століття набули поширення кукурудза та тютюн, завезені з Америки.
Аграрні реформи: Імператори Моголів, починаючи з Шер Шах Сурі, приділяли значну увагу аграрній реформі. Акбар та його наступники продовжили цю політику, вдосконалюючи систему оподаткування, іригаційні та земельні відносини.
Ефективна адміністрація: Цивільна адміністрація імперії, організована на основі ієрархії та заслуг, сприяла розвитку сільського господарства. Впровадження нових технологій, таких як сівалка, та будівництво іригаційних систем значно підвищили урожайність та рентабельність сільського господарства.
Зростання виробництва: В результаті реформ та інвестицій сільськогосподарське виробництво в Імперії Моголів значно зросло. Це призвело до збільшення доходів імперії та покращення добробуту селян.
Окрім сільського господарства, імперія Моголів також мала потужну промислову базу. До кінця 18 століття на її частку припадало близько 25 % світового промислового виробництва. Промислові товари та товарні культури з імперії Моголів експортувалися по всьому світу.
Галузі промисловості:
Основними галузями промисловості в імперії Моголів були текстильна, суднобудівна та металургійна. Вироблялись бавовняні та шовкові тканини, пряжа, нитки, джутові вироби, металеві вироби, а також продукти харчування, такі як цукор, олія та масло.
Європейський попит:
Імперія Моголів вдало скористалася попитом на індійські товари в Європі. Бавовняний текстиль, спеції, перець, індиго, шовк і селітра (для виготовлення боєприпасів) користувалися великим попитом. До кінця 17 століття Індія Моголів постачала 95 % британського імпорту з Азії, а провінція Бенгалія Суба — 40 % голландського імпорту з Азії.
Вплив на європейську моду:
Текстиль та шовк з Індії Моголів стали невід'ємною частиною європейської моди. Це свідчить про значний вплив імперії на світову економіку та культуру.
Текстильна промисловість, а саме виробництво бавовняних тканин, була флагманом економіки Імперії Великих Моголів. Індійський бавовняний текстиль, який включав штучні вироби, ситець та муслін, протягом 18 століття був найважливішим промисловим товаром у світовій торгівлі. Його споживали в усіх куточках світу, від Америки до Японії.
Глобальний вплив:
До початку 18 століття одяг з бавовняних тканин індійських майстрів носили люди на Індостані, у Південно-Східній Азії, Європі, Америці, Африці та на Близькому Сході. Це свідчить про значний вплив імперії Моголів на світову економіку та культуру.
Центр бавовняного виробництва:
Провінція Бенгалія, а особливо її столиця Дакка, була центром виробництва бавовни. Висока якість бенгальських тканин та їх доступність зробили їх популярними в усьому світі.

### Папство і папська держава (1420—1648)

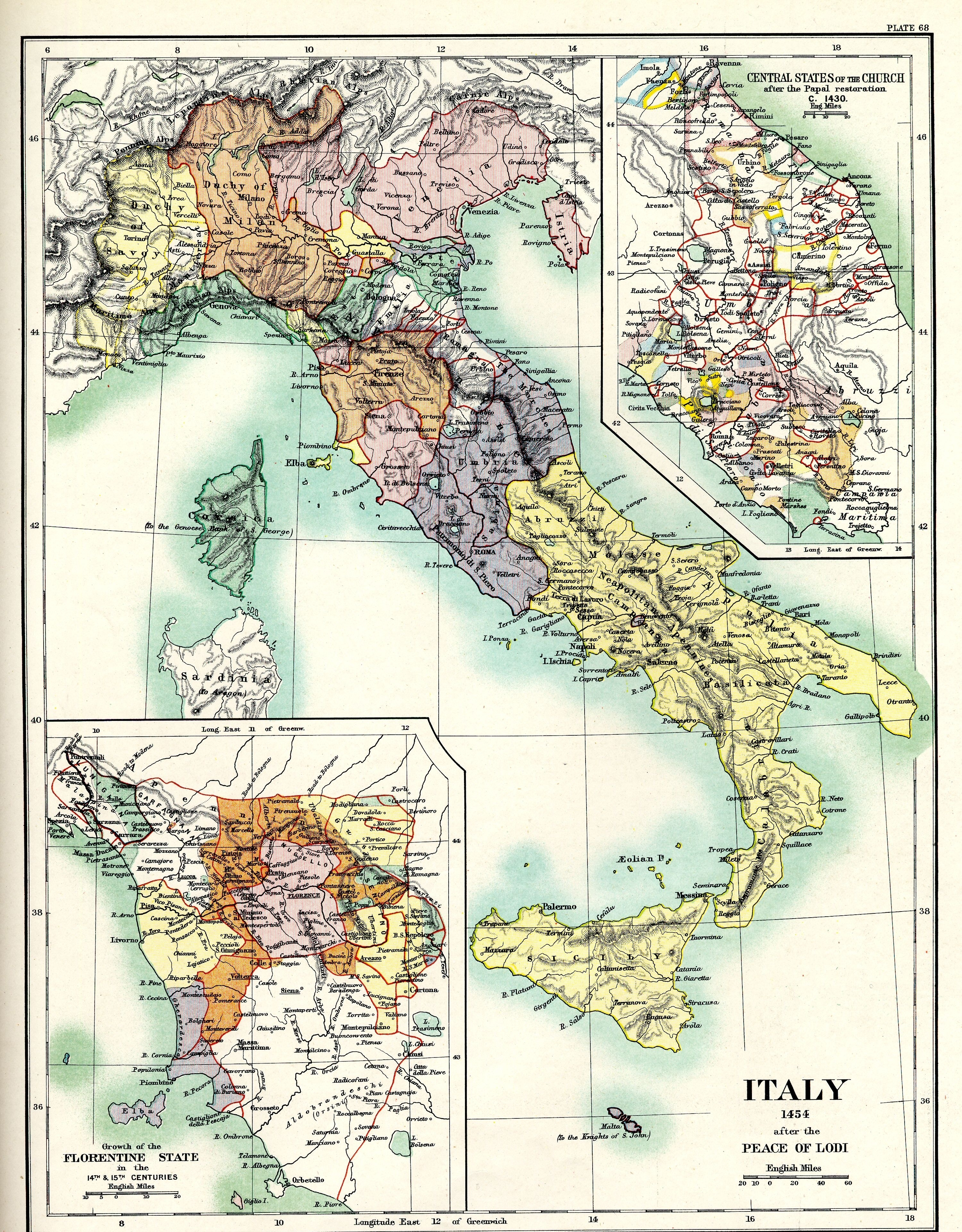
Італія під час Лодійського миру. Папська область займала більшу частину центральної Італії.

Такі відомі мислителі, як Макіавеллі та Джованні Ботеро, вважали папство однією з найбільших сил свого часу.
Папство: політична та релігійна сила:
В епоху Відродження та раннього Нового часу Папство відігравало значну роль як у політичному, так і в релігійному житті Європи. Папська держава охоплювала центральну Італію і була однією з найсильніших держав на Апеннінському півострові. Папи, такі як Юлій II, активно розширювали свої володіння та брали участь у військових конфліктах.
Італія: центр Відродження та поле битви:
Італія, хоча й була розділена на кілька держав, пережила період великого культурного та економічного процвітання. Рим, завдяки зусиллям папи Мартіна V, знову став єдиною резиденцією католицької церкви. З 1494 року Італія стала ареною запеклих боїв за європейське панування, в яких брали участь монархи та папи.
Контрреформація та дипломатичний вплив:
Наприкінці 16 століття Папство очолило Контрреформацію, рух, спрямований на відновлення впливу католицької церкви в Європі. Папи, такі як Павло III і Пій V, мали значний дипломатичний вплив і виступали посередниками в укладенні мирних договорів.
Місіонерська діяльність та боротьба з Османською імперією:
Папство активно вело місіонерську діяльність в Новому Світі, де тисячі людей були навернені в католицтво. Папи також брали участь у організації «Священних ліг» для боротьби з Османською імперією.
Релігійні війни та Вестфальський мир:
Папство підтримувало католицькі ліги в релігійних війнах, які охопили Францію, Нідерланди та Німеччину. В результаті цих війн Франція залишилася католицькою, а Нідерланди розділилися на католицьку та протестантську частини. Тридцятирічна війна (1618—1648) остаточно підірвала статус Папства як великої держави.
Вестфальський мир та занепад папської влади:
Папа Римський оголосив Вестфальський мир 1648 року «недійсним», але європейські правителі ігнорували його накази та відмовилися від папського посередництва в майбутніх переговорах. Це стало свідченням занепаду політичної влади Папства.

### Бірманська імперія Тунгу (1510—1599)

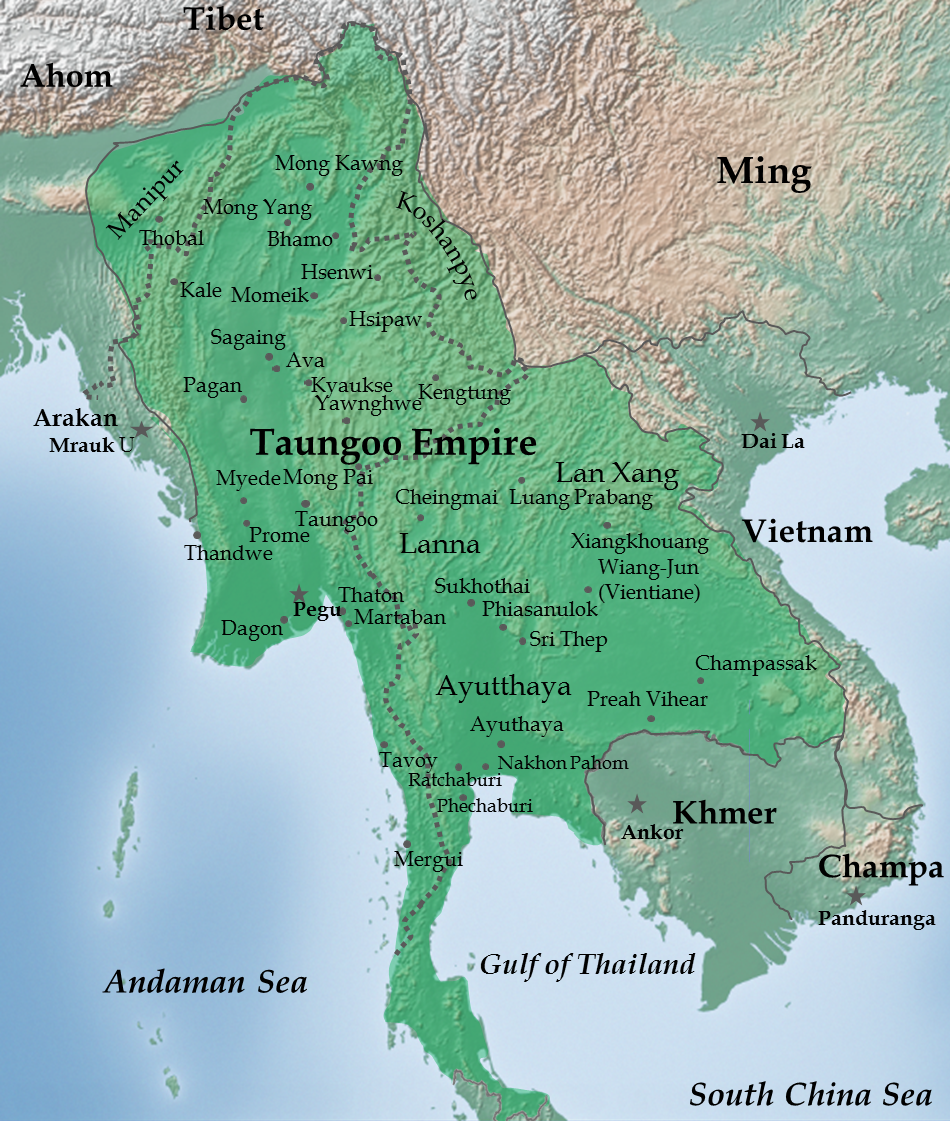
Перша імперія Тунгу

Велич і занепад Першої імперії Тунгу:
Перша імперія Тунгу, також відома як Друга Бірманська імперія, панувала в материковій частині Південно-Східної Азії в другій половині 16 століття.
Територія імперії:
В часи розквіту імперія Тунгу простягалася від Маніпуру до Камбоджійських маршів, від кордонів Аракана до Юньнаня. Її масштаби роблять її «ймовірно, найбільшою імперією в історії Південно-Східної Азії».
Військова міць:
Династія Тунгу здобула славу «найавантюрнішої та успішною у військовому відношенні» в історії Бірми. Завдяки своїй військовій потузі імперія змогла підкорити значні території.
Короткочасність:
Незважаючи на велич і силу, імперія Тунгу виявилась «найкороткочаснішою» в історії Бірми. Її панування обмежилось 16 століттям.
Перша імперія Тунгу виникла з князівства Тунгу, яке до 1510 року було незначним васалом Ави. Невелика, не прибережна держава почала свій стрімкий Aufstieg в 1530-х роках під керівництвом Табіншвехті. До 1550 року він зумів створити найбільше державне утворення в М'янмі з часів Язичницької імперії.
Ще більш відомий наступник Табіншвехті, Байіннаунг, значно розширив імперію, завоювавши більшу частину материкової Південно-Східної Азії до 1565 року. Наступне десятиліття він присвятив збереженню імперії, придушуючи повстання в Сіамі, Ланшані та найпівнічніших штатах Шан. З 1576 року Байіннаунг проголосив широку сферу впливу в західних землях, включаючи трансманіпурські штати, Аракан та Цейлон.
Імперія, яка трималася на патрон-клієнтських відносинах, занепала незабаром після смерті Байіннаунг в 1581 році. Його наступник Нанда не зумів отримати повної підтримки васальних правителів, що призвело до стрімкого розпаду імперії протягом наступних 18 років.

Перша імперія Тунгу поклала край періоду дрібних королівств, які протягом століть домінували в Південно-Східній Азії. Її поява знаменувала собою початок нової ери, ери великих імперій. Незважаючи на свою велич, Перша імперія Тунгу виявилась недовговічною. Її швидке розширення та надмірна централізація призвели до занепаду після смерті Байіннаунг. Дві головні держави-спадкоємці Тунгу — Відновлена Тунгу Бірма та Аюттхая Сіам — успадкували її силу та вплив. Ці дві імперії домінували в західній і центральній частині материкової Південно-Східної Азії протягом наступних двох століть.
Хоча сама імперія Тунгу зникла, сили, які зумовили її піднесення, нікуди не поділися. Ці сили, такі як розвинена військова організація, ефективна система управління та активна зовнішня політика, згодом допомогли її спадкоємцям досягти успіху.

### Іран

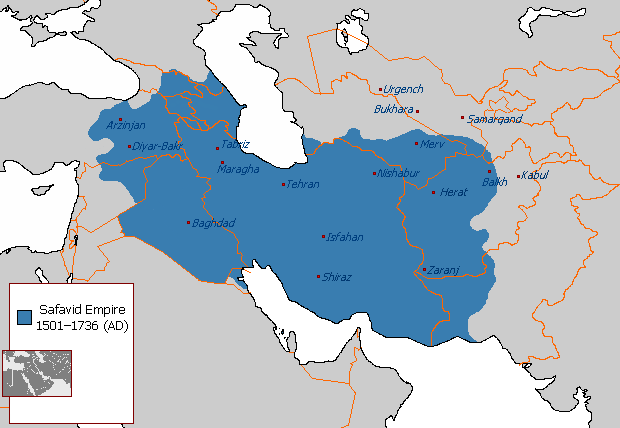
Імперія Сефевідів у своєму найбільшому масштабі

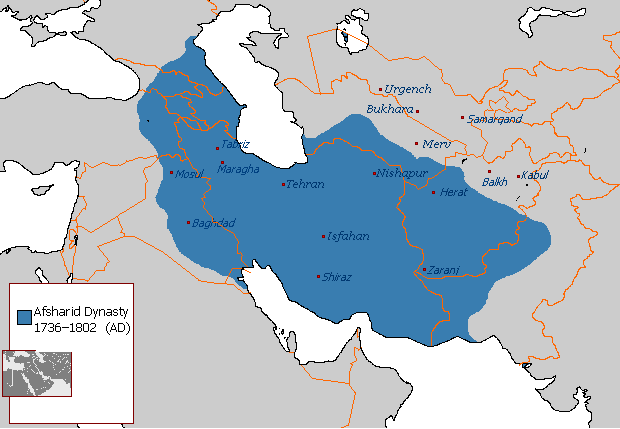
Імперія Афшаридів: найбільший розмах за правління Надер-шаха, 1741–43

#### Імперія Сефевідів (1501—1736)
Імперія Сефевідів, що правила з 1501 по 1736 рік, посідає одне з найвидатніших місць в історії Ірану. В часи свого розквіту вона володіла значними територіями, включаючи сучасний Іран, Азербайджан, Вірменію, більшу частину Іраку, Грузії, Афганістану та Кавказу, а також частини Пакистану, Туркменістану та Туреччини. Зародившись в Ардебілі, Іран, династія Сефевідів бере свій початок від давнього суфійського ордена Сафавіє. Цей орден, завдяки релігійному та політичному впливу, зумів об'єднати Іран під своїм прапором, створивши першу незалежну іранську державу після мусульманського завоювання.
Сефевіди не лише об'єднали Іран, але й відновили його політичну ідентичність. Завдяки їм шиїтський іслам став офіційною релігією країни, що значно вплинуло на культуру та самосвідомість іранського народу. Завдяки сильній армії, оснащеній вогнепальною зброєю, Сефевіди зуміли здолати своїх супротивників і розширити імперію. Імперія Сефевідів стала однією з трьох «порохових імперій» ісламського світу, поряд з Османською імперією та Імперією Великих Моголів.
.Хоча Імперія Сефевідів припинила своє існування в 1736 році, вона залишила після себе значний та довготривалий вплив на Іран та світ. Сефевіди відродили Іран як економічну фортецю, що розташовувалась на перехресті Сходу та Заходу. Їм вдалося створити ефективну державу з чіткою бюрократією, яка ґрунтувалась на принципі «стримувань і противаг». Сефевіди прославились своїми архітектурними інноваціями, збудувавши величні мечеті, палаци та інші споруди, які й досі вражають уяву. Завдяки їхній підтримці мистецтв, перська культура пережила розквіт. Сефевіди відіграли ключову роль у поширенні шиїтського ісламу. Завдяки їхнім зусиллям, Іран став центром шиїтської віри, а шиїтський іслам утвердився в багатьох інших регіонах, таких як Кавказ, Месопотамія та Анатолія. Спадщина Сефевідів відчувається й досі. Їхні політичні, культурні та релігійні досягнення сформували сучасний Іран та сусідні країни.
Династія Афшаридів, заснована в 1736 році Надер Шахом, правила Іраном протягом короткого, але вельми бурхливого періоду середини 18 століття. Надер Шах, будучи вихідцем з племені афшарів, зумів завдяки своєму військовому таланту скинути останнього Сефевіда та проголосити себе шахом. Завдяки його блискавичним завоюванням, Імперія Афшаридів перетворилась на одну з наймогутніших у світі. В часи розквіту імперія Афшаридів охоплювала не лише сучасний Іран, але й Вірменію, Грузію, Азербайджан, частину Північного Кавказу, Афганістан, Бахрейн, Туркменістан, Узбекистан та Пакистан. Вона також включала частини Іраку, Туреччини, Об'єднаних Арабських Еміратів та Оману. За своїми масштабами імперія Афшаридів не поступалась імперії Сасанідів, яка вважалась однією з найвеличніших в історії Ірану.
Незважаючи на свою велич, династія Афшаридів проіснувала недовго. Після вбивства Надер Шаха в 1747 році імперія почала розпадатися, а її території були розділені між різними претендентами на трон. .

### Польська імперія (1410—1699)

Польська імперія в її найбільших масштабах, бл. 1635 рік

Річ Посполита, утворена в 1385 році об'єднанням Королівства Польського та Великого князівства Литовського, стала однією з наймогутніших держав в Європі. Важливим кроком до утвердження Речі Посполитої на міжнародній арені стала перемога над Тевтонським орденом в Грюнвальдській битві 1410 року.
Річ Посполита володіла значними територіями в Центральній і Східній Європі, роблячи її найбільшою державою на континенті того часу. Її вплив сягав від Балтійського до Чорного моря, охоплюючи Ліфляндію, Молдавію та Крим. В 15 столітті династія Ягеллонів, що правила Річчю Посполитою, зуміла посадити своїх представників на престоли Богемії та Угорщини, значно посиливши свою політичну вагу в Європі.
Незважаючи на велич та силу, Річ Посполита згодом занепала. Внутрішні конфлікти, ослаблення центральної влади та зовнішні загрози призвели до розділів держави в 18 столітті.
- конфедерації та федерації з огляду на широку автономію її регіонів. Важко, однак, рішуче назвати Річ Посполиту або конфедерацією, або федерацією, оскільки вона мала деякі якості обох;
- олігархія, оскільки лише шляхта — близько 15 % населення — мала політичні права;
- демократія, оскільки всі шляхти були рівні в правах і привілеях, а сейм міг накласти вето на короля з важливих питань, включаючи законодавство (прийняття нових законів), закордонні справи, оголошення війни та оподаткування (зміни існуючих податків або стягнення нових). Крім того, 9 % населення Співдружності, які користувалися цими політичними правами (шляхта)[22] становили значно більший відсоток, ніж у більшості європейських країн;[23] зазначають, що в 1789 році у Франції лише близько 1 % населення мали право голосу, а в 1867 році у Сполученому Королівстві лише близько 3 %.[22][23]
- виборна монархія, оскільки монарх, обраний шляхтою, був главою держави;
- конституційна монархія, оскільки монарх був зв'язаний pacta conventa та іншими законами, і шляхта могла не підкорятися указам короля, які вони вважали незаконними.

«Золотий вік» Речі Посполитої, що припав на 16 століття та правління двох останніх королів династії Ягеллонів, Сигізмунда I та Сигізмунда II, асоціюється з польським Відродженням.
Цей розквіт був зумовлений економічним процвітанням еліти, як дворянства, так і міського патриціату, в таких центрах, як Краків та Гданськ.
Краківський університет став одним з провідних центрів науки в Європі. Саме тут Микола Коперник сформулював геліоцентричну модель Всесвіту, яка стала революційним внеском в європейську науку. Після Люблінської унії 1569 року сфера впливу Речі Посполитої значно розширилась. В різні часи вона включала Швецію, Фінляндію, Дунайський регіон, а також Карибський басейн та Західну Африку.
Перемоги в Димитріадах, зокрема битва під Клушино 1610 року, дозволили польським військам вступити до Москви. Син Сигізмунда III, польський князь Владислав, навіть був ненадовго обраний царем Росії.
Битва під Віднем 1683 року стала поворотним моментом в історії Європи. Перемога очолюваних Польщею військ не лише врятувала Австрію від османського завоювання, але й ознаменувала кінець османської експансії на європейський континент.
Османська імперія протягом кількох століть вела активну експансію в Європу. Битва під Віднем стала кульмінацією цієї експансії. Для протистояння османській загрозі Священна Римська імперія, Річ Посполита та інші європейські країни об'єдналися в антиосманську коаліцію.

### Шведська імперія (1611—1721)

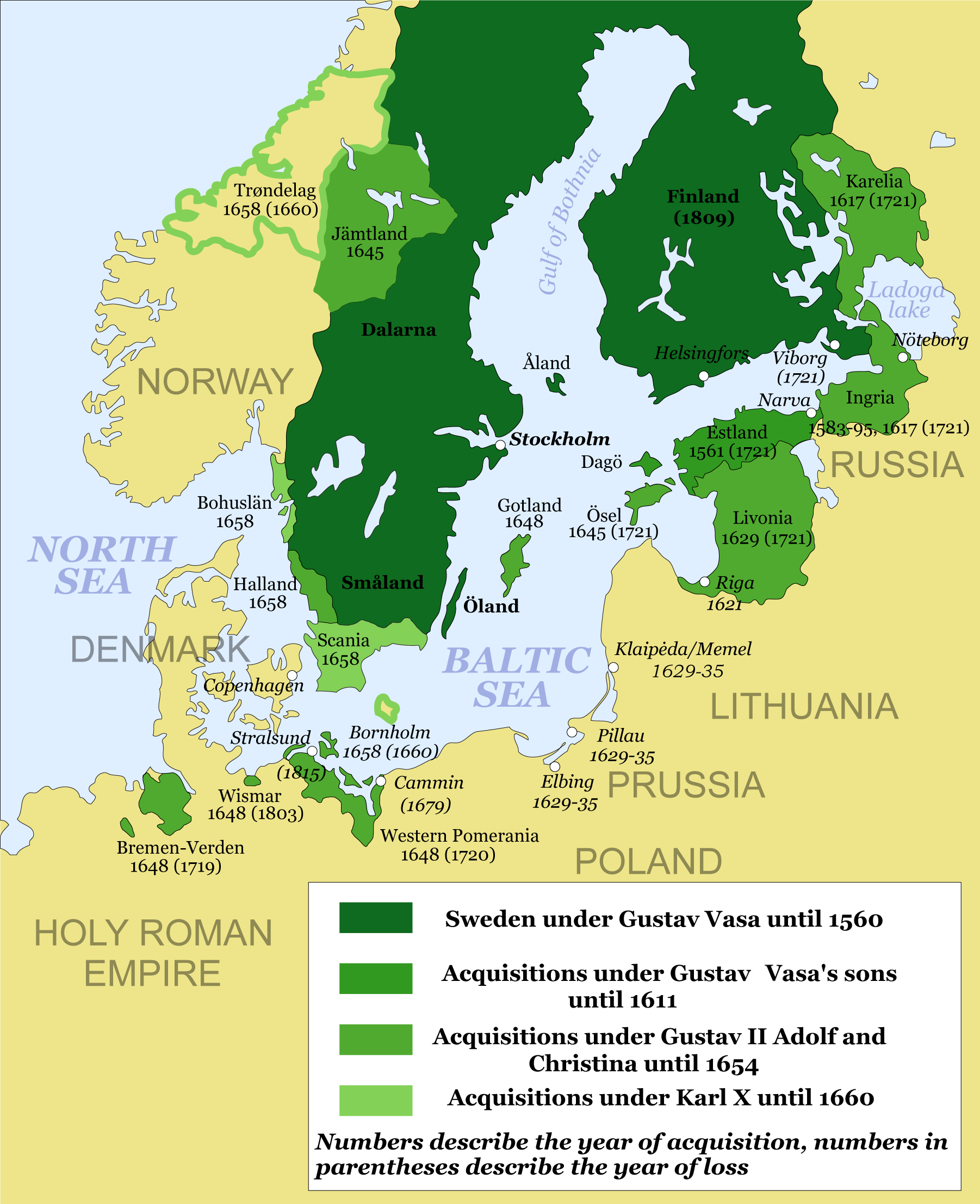
Утворення Шведської імперії, 1560—1660 рр

Швеція стала великою європейською державою за Акселя Оксенстерни та короля Густава Адольфа . В результаті придбання територій, захоплених у Росії та Речі Посполитої, а також участі у Тридцятилітній війні Швеція утвердилася як лідер протестантизму.
Середина 17-го та початок 18-го століть вважаються найуспішнішим періодом в історії Швеції як великої держави. Швеція також мала невеликий колоніальний період, який охоплював два етапи: з 1638 по 1663 рік та з 1784 по 1878 рік. Шведські колонії зосереджувалися в Новому Світі, з Новою Швецією в долині річки Делавер та претензіями на карибські острови.
Швеція також володіла фортами та торговими постами на західноафриканському узбережжі, але не для поселення.
Швеція досягла піку своєї могутності за правління Карла X (1622—1660). Роскілдський договір 1658 року закріпив за нею значні території, перетворивши Швецію на одну з найсильніших держав Європи. Проте півстоліття експансивних війн виснажили шведську економіку.
Син Карла X, Карл XI (1655—1697), присвятив своє життя відновленню економіки та модернізації армії. Завдяки його зусиллям Швеція володіла одним з найкращих арсеналів у світі, а також чисельною постійною армією та потужним флотом. Найбільшою загрозою для Швеції в той час була Росія, яка володіла значно більшою армією, але значно поступалася їй в оснащенні та бойовій підготовці. У 1700 році шведи розгромили росіян у битві під Нарвою, що стало однією з перших битв Великої Північної війни.
Ця перемога спонукала Карла XII до амбітної кампанії проти Росії в 1707 році. Проте вона закінчилася катастрофічною поразкою шведів у Полтавській битві 1709 року.
Шведська кампанія розпочалася успішно. Швеція окупувала значну частину Польщі, а Карл XII претендував на польський престол. Проте тривалий похід, виснажливі козацькі набіги, тактика випаленої землі, застосована царем Петром I, та суворий російський клімат значно ослабили шведську армію. В результаті шведи, деморалізовані та значно поступаючись чисельністю росіянам, зазнали нищівної поразки під Полтавою.
Швеція відіграла значну роль у Тридцятилітній війні (1618—1648), підкоривши протягом війни близько половини держав, що входили до Священної Римської імперії. Швеція пережила як злети, так і падіння протягом війни. Після поразки в битві при Нердлінгені (1634) довіра до Швеції з боку німецьких держав, які вона контролювала, була втрачена, і багато з них відмовилися від подальшої підтримки. Це залишило Швеції лише кілька провінцій на півночі Німеччини.
Ситуація змінилася на краще після того, як у 1635 році на боці Швеції вступила Франція. Це дало Швеції нову силу та дозволило їй і далі вести війну.
Тридцятилітня війна призвела до жахливих людських втрат, як серед мирного населення, так і серед військових. Коли війна закінчилася, німецькі землі зазнали значної депопуляції. За оцінками істориків, населення Священної Римської імперії внаслідок війни скоротилося на одну третину.

### Єгипет (1805—1882, 1882—1914)

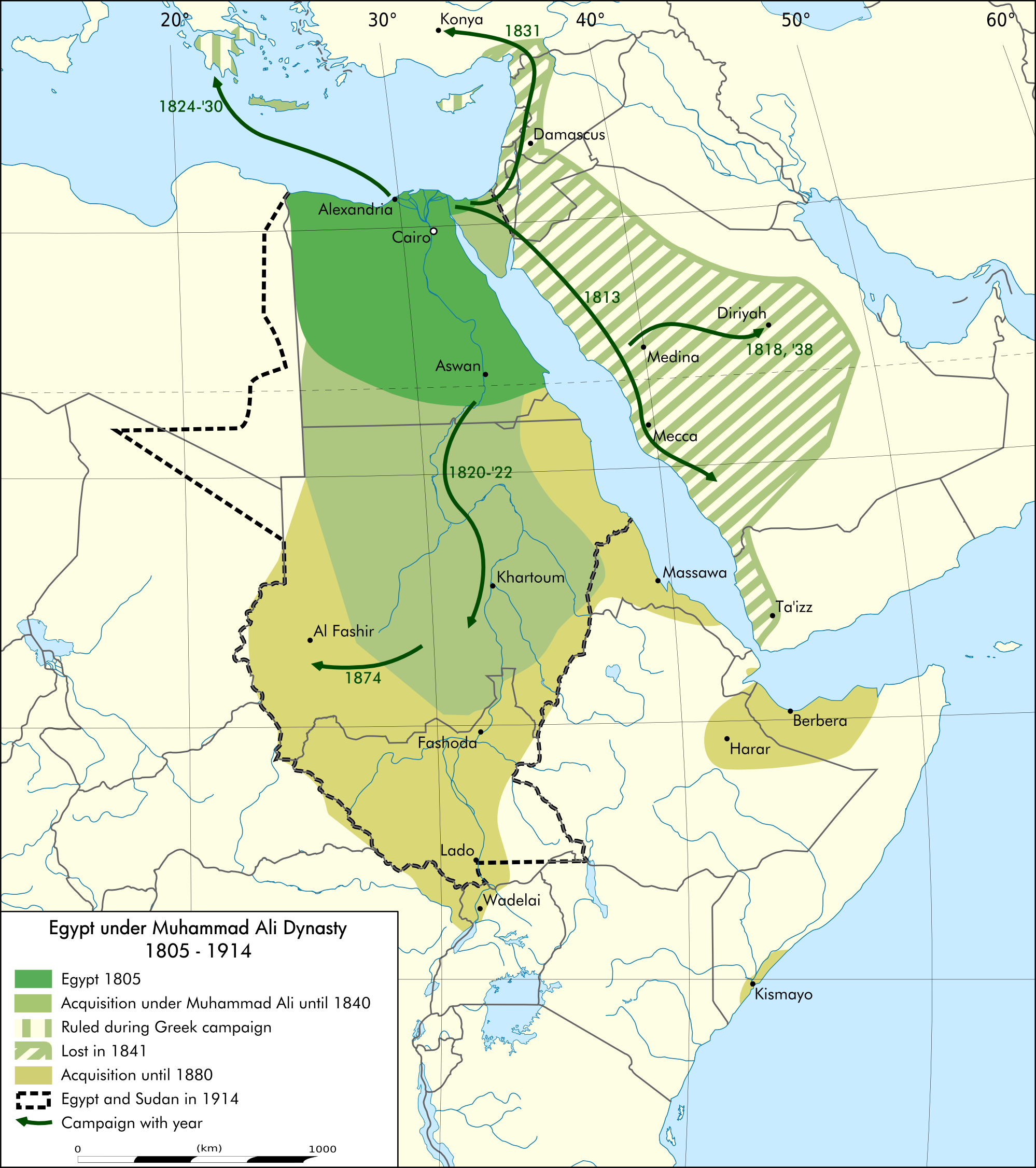
Провінції Єгипетської імперії хедивату в Африці, Азії та Європі

Після вигнання Наполеона Бонапарта з Єгипту на початку 19 століття, країна пережила період бурхливого розвитку та перетворилась на потужну світову та регіональну державу, відому як Єгипетський хедиват.
Хедиват значно розширив свої володіння, включивши до складу імперії сучасні Судан, Південний Судан, Еритрею, Джибуті, північне Сомалі, Ізраїль, Ліван, Йорданію, Сирію, Грецію, Кіпр, південну та центральну Туреччину, а також частини Лівії, Чаду, Центральноафриканської Республіки, Демократичної Республіки Конго, північно-західної Саудівської Аравії, частини Ємену та Королівства Хіджаз.
Завдяки успішній експансії та реформам, Єгипетському хедивату вдалося відродити колишню славу ісламської держави, ставши навіть сильнішим та більш процвітаючим, ніж згасаюча Османська імперія.
Єгипетський хедиват протягом 19 століття залишався регіональною імперією, але його вплив значно похитнувся після британської окупації країни в результаті англо-єгипетської війни.
Албанська династія Мухаммеда Алі, що правила Єгиптом протягом 19 століття, ініціювала ряд масштабних реформ у різних сферах життя країни. Ці реформи ґрунтувалися на залученні місцевого єгипетського населення, а не іноземців, як це було за часів османського панування. Реформи охопили соціальну, освітню, політичну, економічну, судову, стратегічну та військову сфери. Їхньою метою було модернізувати Єгипет та зробити його потужною та незалежною державою. Завдяки реформам в Єгипті виникла національна промисловість світового рівня. Єгипетська армія стала однією з найсильніших в ісламському світі, продемонструвавши свою доблесть на міжнародній арені. Єгипет також став однією з перших країн світу, яка запровадила залізничний транспорт. Це свідчить про те, що Єгипет за часів Мухаммеда Алі був на передовому країні світового прогресу.
Єгипет 19 століття пережив період значного економічного зростання. Цей прогрес був зумовлений реформуванням економіки, яке базувалося на розвиненому сільському господарстві та модернізованій промисловості. Було збудовано багато заводів, а також прокопано нові канали Нілу, щоб розширити площі родючої орної землі. Це призвело до значного збільшення врожайності та стимулювало розвиток сільського господарства. Важливим фактором економічного зростання стало також впровадження нових культур, таких як бавовна, манго та інші. Ці культури згодом стали основою експортного потенціалу Єгипту. Спадщина економічних реформ 19 століття відчувається і досі. Єгипет здобув репутацію одного з найкращих виробників високоякісної бавовни на світовому ринку.

## Потужні та сучасні великі держави

### Друга Британська імперія

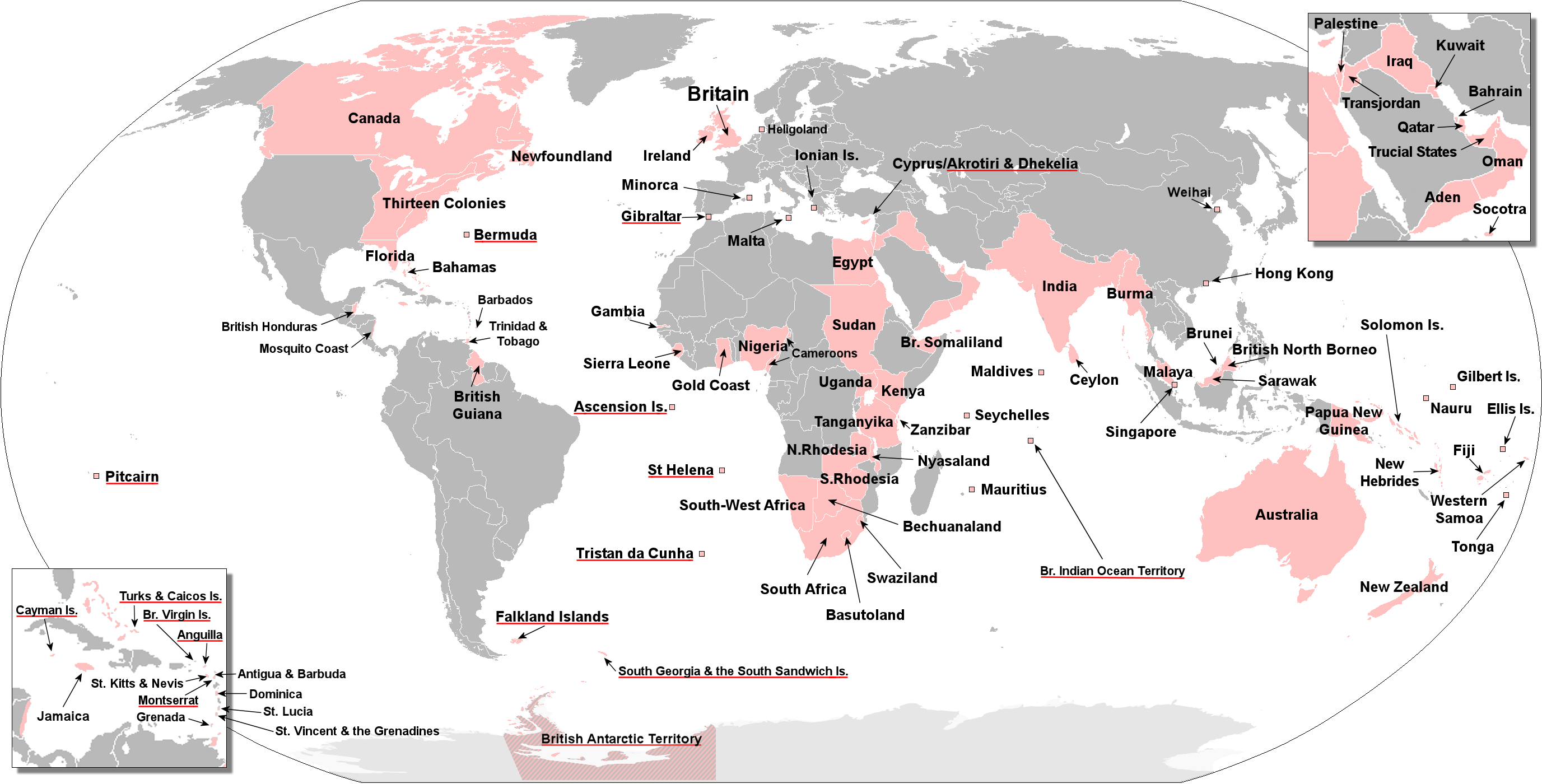
Британська імперія, 1600–тепер. До 1920 року вона стала найбільшою імперією в історії, становлячи приблизно 25 % поверхні світу та 25 % населення світу.

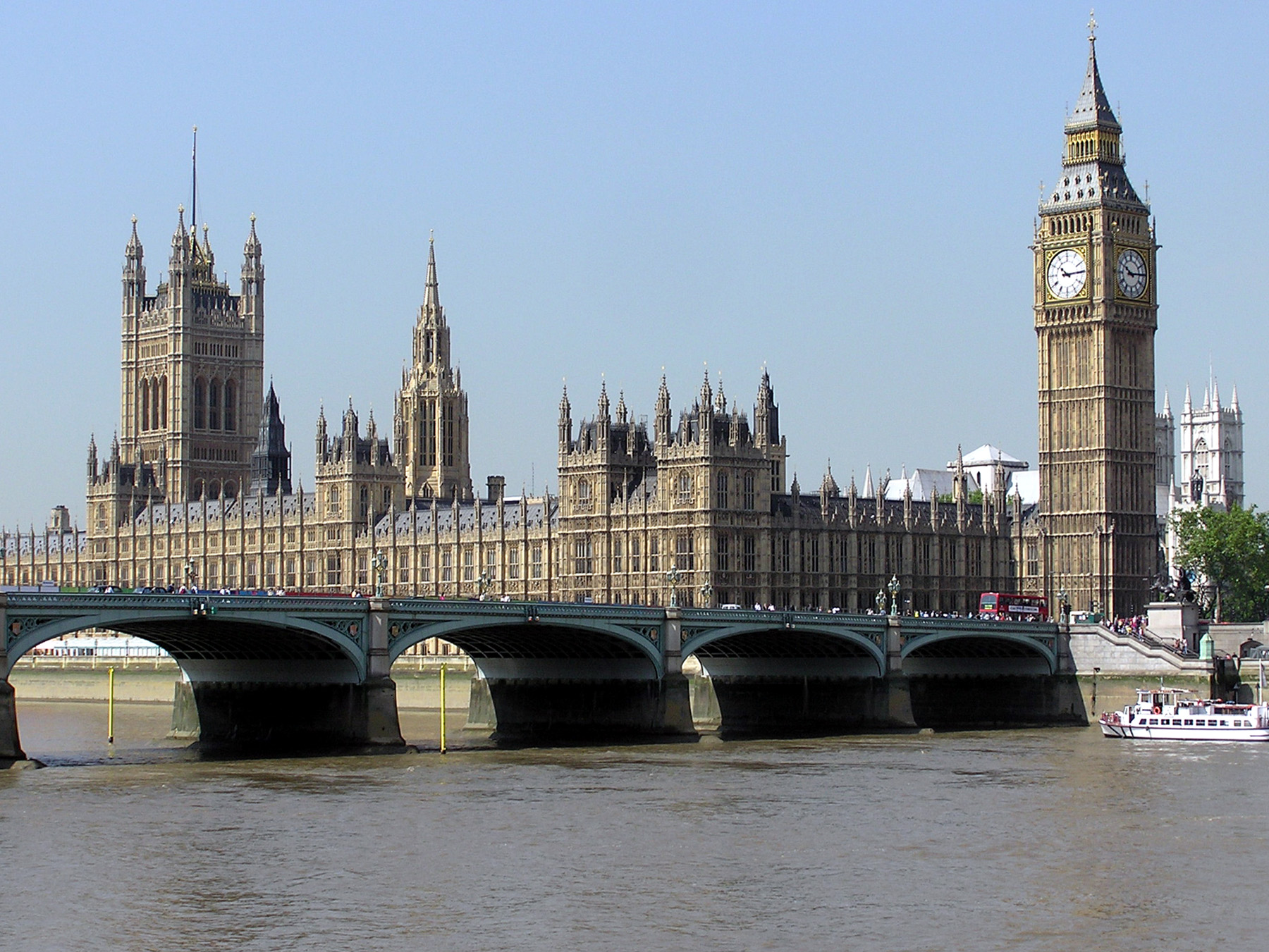
Вестмінстерський палац з вежею Єлизавети та Вестмінстерським мостом

Друга Британська імперія, сформована після 1800 року, стала однією з наймогутніших імперій в історії. Її володіння охоплювали значні території в Азії, на Близькому Сході та в Африці. Імперія включала колонії в Канаді, Карибському басейні, Індії, а також домініони в Австралії та Новій Зеландії. Британська експансія тривала й після 1815 року, коли після перемоги над Наполеоном Велика Британія заволоділа численними заморськими територіями в Африці та Азії.
Окрім колоніальних володінь, Британія також встановила неофіційні імперії вільної торгівлі в Південній Америці, Персії та інших регіонах.
Британська імперія протягом свого піку (1815—1914) була наймасштабнішою імперією в історії людства. Протягом понад століття вона домінувала на світовій арені, будучи беззаперечним лідером.
Період Pax Britannica (1815—1914) став часом безпрецедентної могутності Британської імперії. Її флот, Королівський флот, не мав собі рівних, що забезпечувало імперії неперевершене панування на морях.
19 століття стало для Великої Британії епохою бурхливого розвитку та безпрецедентної могутності. Британія стала першою країною світу, яка індустріалізувалася, ініціювавши промислову революцію завдяки вільній торгівлі та багатствам, здобутим після завоювання Бенгалії.
Швидке промислове зростання перетворило Велику Британію на лідера світового виробництва та фінансів. Її флот, який не мав собі рівних, забезпечив контроль над морями та торговельними шляхами, що дало імперії додаткові переваги.
Незважаючи на початкову реакцію проти колоніалізму, протягом 19 століття Британська імперія значно розширила свої володіння. Британія колонізувала значні частини Африки, Океанії та Південно-Східної Азії, а також встановила контроль над Індією. В результаті цих експансій Британська імперія стала наймасштабнішою в історії, охопивши близько чверті земної кулі.
Перемога в Першій світовій війні значно розширила Британську імперію. Британія отримала контроль над новими територіями, включаючи:
- Танзанія та Намібія (від Німецької імперії)
- Ірак та Палестина (включаючи Трансйорданію) (від Османської імперії)

В 1920 році Британська імперія досягла свого піку, ставши найбільшою імперією в історії. Її володіння охоплювали:
- 25 % земної поверхні
- 25 % населення світу

Імперія включала близько 500 мільйонів людей, що становило чверть населення світу. Британська імперія мала значний вплив на політику, економіку, культуру та мову в усьому світі. Через свої масштаби, почали називати «імперією над якою не сходить сонце»
Перша світова війна та подальші потрясіння 20-го століття стали каталізатором поступового розпаду Британської імперії. Війна спричинила значні політичні та соціальні зміни як у Великій Британії, так і в усьому світі. Ці зміни, поряд з економічними розладами, підготували ґрунт для деколонізації. До середини 20-го століття багато колоній значно розвинулися. Зростання національної самосвідомості та прагнення до самостійності стимулювали рухи за незалежність. Британський уряд, виснажений двома світовими війнами, постав перед фінансовими труднощами. Утримання імперії стало економічно обтяжливим. Зміна суспільного ставлення до колоніалізму також підштовхнула до деколонізації.
Британія вирішила зосередитися на внутрішньому відновленні, розвитку соціальних програм та протистоянні Радянському Союзу в Холодній війні.
Вплив і могутність Британської імперії значно ослабли після Другої світової війни. Цей занепад став особливо очевидним після двох ключових подій:
Поділ Індії в 1947 році: Розкол Індії на дві незалежні держави, Індію та Пакистан, ознаменував собою значну втрату для імперії. Індія, «перлина в короні» Британської імперії, була однією з найбагатших і найнаселеніших колоній.
Суецька криза 1956 року: Невдала інтервенція Британії, Франції та Ізраїлю в Єгипет під час Суецької кризи продемонструвала ослаблення імперської могутності. Світова спільнота засудила дії цих країн, що стало ударом по престижу Британії.
Співдружність Націй:
Після занепаду імперії була сформована Співдружність Націй. Ця організація об'єднує колишні колонії та інші суверенні держави, які визнають королеву Єлизавету II главою Співдружності.
Нова роль Британії:
У Співдружності Сполучене Королівство не має домінантного статусу. Вона є рівноправним членом з усіма іншими державами.

### Франція

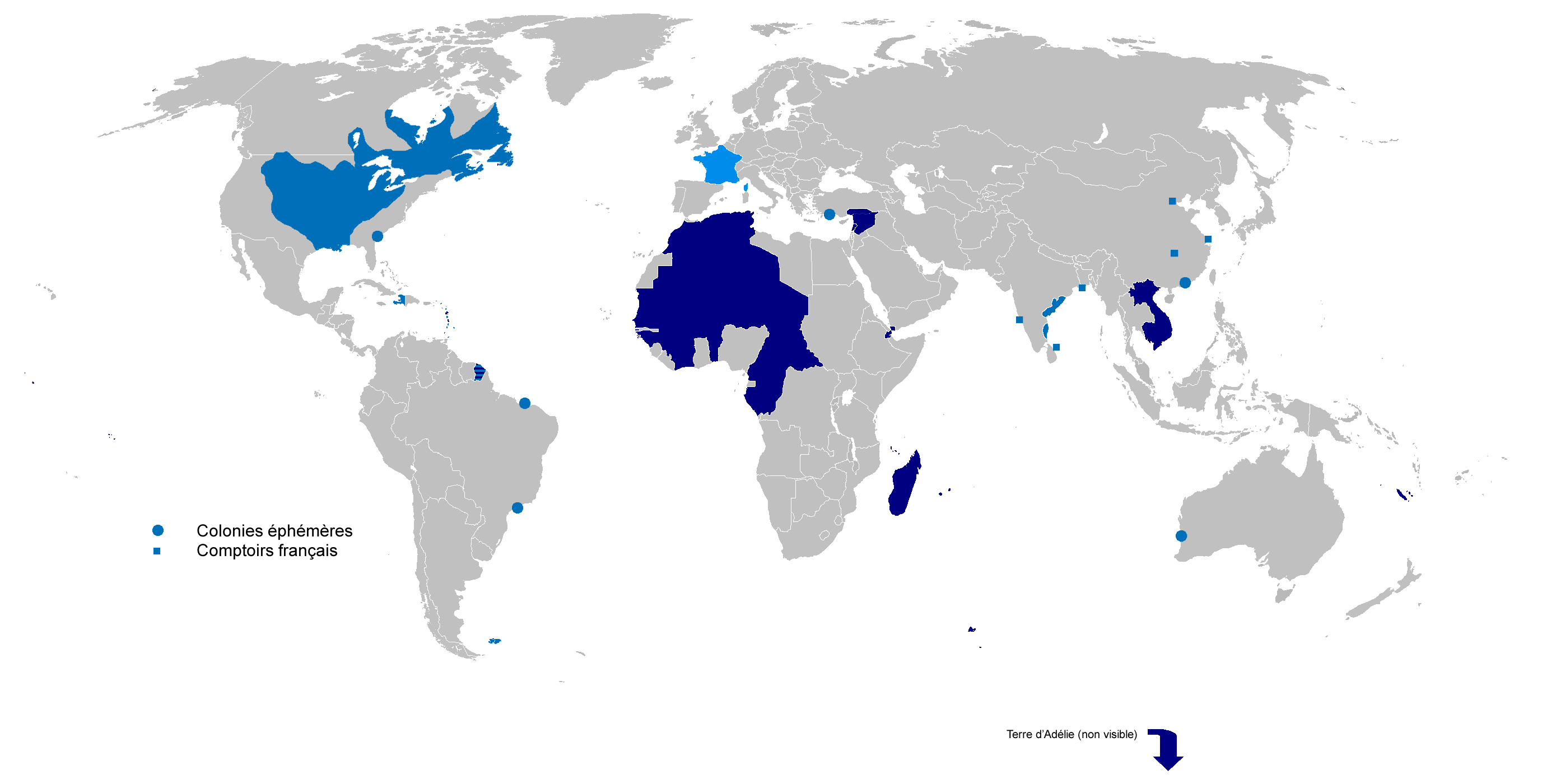
Французька імперія з її колоніями (темно-синій) і окупованими територіями (світло-блакитний) у 1812 р.

Франція протягом століть володіла однією з наймогутніших колоніальних імперій світу. Її вплив сягав найвіддаленіших куточків земної кулі.
- Сформована в 17 столітті.
- Досягла піку в 1680 році, охоплюючи 10 000 000 км².
- Друга за величиною імперія після Іспанської.

Друга колоніальна імперія:
- Розширена в 19—20 століттях.
- Стала другою за величиною після Британської.
- Досягла піку в 1920—1930-х роках, охоплюючи 13 500 000 км².
- Разом з метрополією Франція контролювала 10 % суші Землі.

Занепад імперії:
- Після Другої світової війни почався процес деколонізації.
- До кінця 1960-х років більшість колоній здобули незалежність.
- Деякі території, як Нова Каледонія, досі залишаються під французьким контролем.

Спадщина імперії:
- Французька мова та культура поширені в багатьох колишніх колоніях.
- Складні політичні та економічні відносини з колишніми колоніями.
- Триваючі дискусії про колоніальну спадщину.

Важливі моменти:
- Французька імперія була однією з наймогутніших в історії.
- Імперія пройшла через два періоди розквіту.
- Після Другої світової війни імперія розпалася.
- Спадщина імперії досі відчувається в багатьох країнах.

- Разом перша (переважно в Америці та Азії) і друга (переважно в Африці та Азії) колоніальні імперії Франції охоплювали 24 000 000 км². Це робить її другою за величиною імперією в історії, після Британської імперії. Пік імперії припав на 1920-ті та 1930-ті роки. Вона охоплювала 10 % суші Землі. Французька мова та культура поширені в багатьох колишніх колоніях. Складні політичні та економічні відносини з колишніми колоніями. Триваючі дискусії про колоніальну спадщину.

Колонії, які почала формувати Франція, охоплювали Північну Америку, Карибський басейн та Індію. Припинила існування після програшу у війнах з Великобританією в 18-му та на початку 19-го століть.
Друга колоніальна імперія:Сформована в 19-му столітті в Африці та Південно-Східній Азії. Деякі колонії збереглися після Другої світової війни.

### Пізня Іспанська імперія

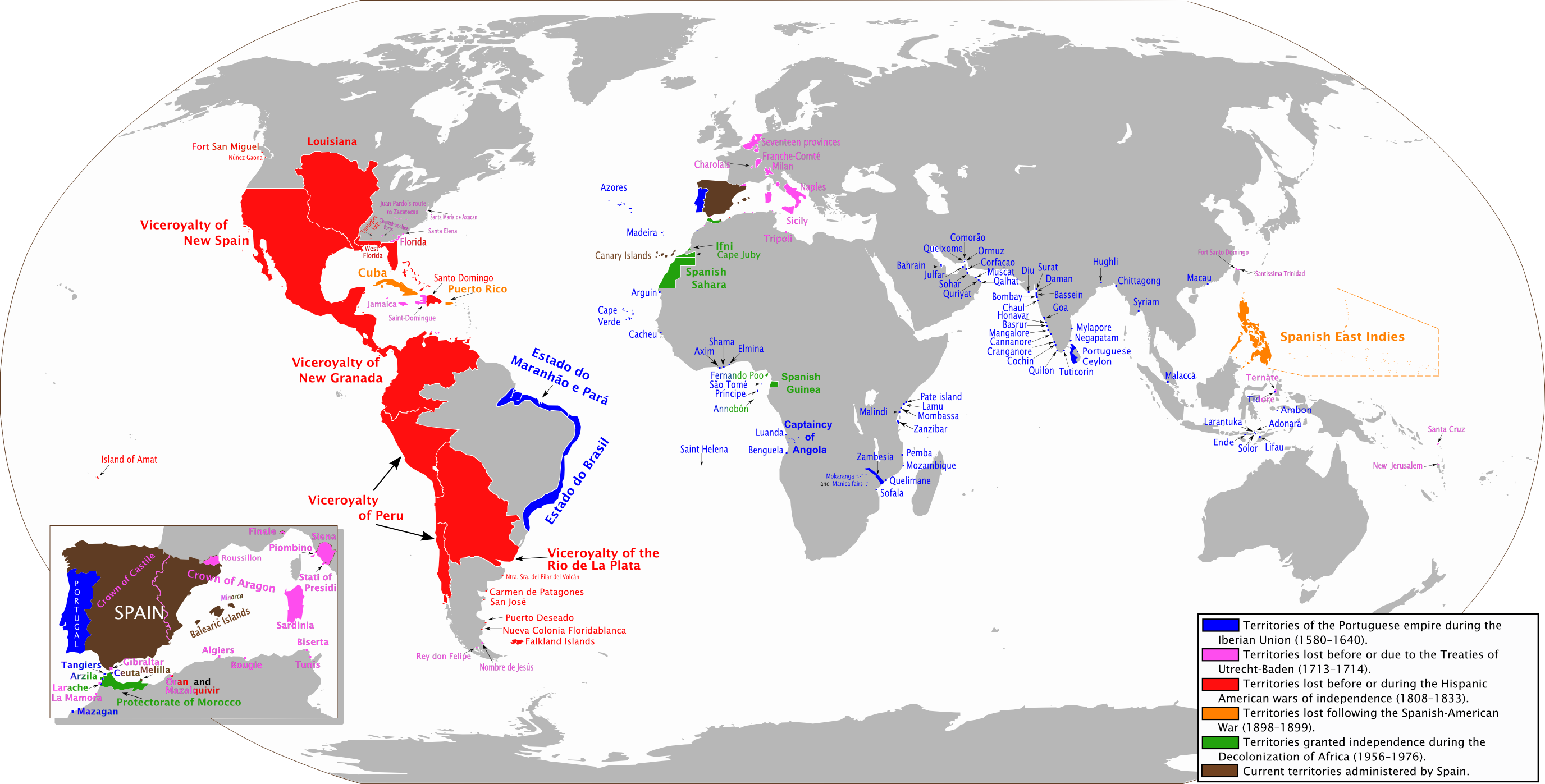
Території, що належали Іспанській імперії в різні періоди протягом понад 400 років

Династія Бурбонів повернулася до влади в Іспанії та її колоніях після наполеонівських війн. Проте війна на Піренейському півострові спричинила рухи за незалежність в Латинській Америці. До 1835 року більшість латиноамериканських колоній здобули незалежність. Іспанія зберегла лише кілька островів в Карибському басейні, Філіппіни та деякі тихоокеанські території. Війна 1898 року з США призвела до втрати Куби, Пуерто-Ріко та Філіппін. Іспанська імперія остаточно втратила статус світової держави. Іспанія мала невеликі володіння в Африці, які здобули незалежність у 20 столітті.
Канарські острови, Сеута, Мелілья та інші прибережні анклави в Північній Африці залишаються частиною Іспанії.

### Австрійська імперія (Австро-Угорська)
Імперія Габсбургів стала однією з наймогутніших держав Європи. Її вплив поширювався на Центральну Європу, Німеччину та Італію. У 19 столітті Габсбурги не змогли зупинити об'єднання Італії та Німеччини. Внутрішні конфлікти призвели до створення дуалістичної монархії: Австро-Угорщини.
Після Першої світової війни імперія розпалася.
Австрія та Угорщина стали незалежними.
Виникли нові держави: Польща, Чехословаччина та Королівство сербів, хорватів і словенців.

### Пруссія та Німеччина

Пруссія в Європі досягла найбільшого поширення в 1870 р

Після Віденського конгресу (1815) Пруссія стала найсильнішою державою з німецьким населенням. Канцлер Отто фон Бісмарк протягом 19 століття прагнув об'єднати німецькі князівства без Австрії.
Пруссія стала основою Північнонімецького союзу, сформованого в 1867 році. У 1871 році до союзу приєдналися південні німецькі держави, за винятком Австрії. Це призвело до створення Німецької імперії (Німецького Рейху).
.

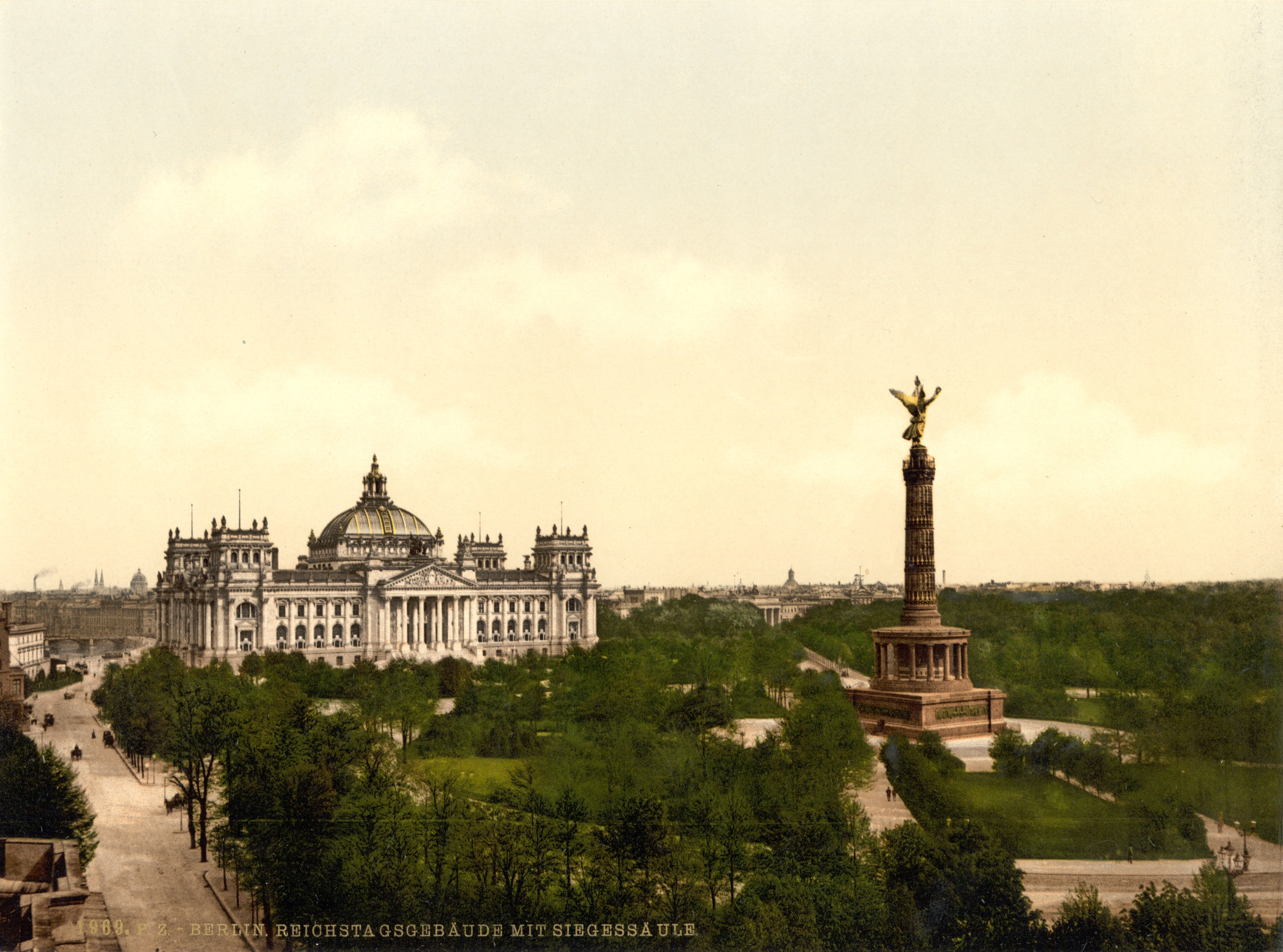
Рейхстаг у Берліні, 1900 рік

Після 1850 року Німеччина пережила стрімку індустріалізацію. Особливо успішними галузями стали вугілля, чавун, сталь, хімічна промисловість та залізниці.
Населення Німеччини зросло з 41 мільйона в 1871 році до 68 мільйонів в 1913 році. Країна перетворилася з переважно сільської на переважно міську.
Німецькі заводи були більшими та сучаснішими, ніж у Великобританії та Франції. Німеччина домінувала в галузі природничих наук, отримуючи 1/4 Нобелівських премій. До 1913 року Німеччина стала найбільшою економікою в континентальній Європі та третьою за величиною у світі.
Німеччина збудувала найдовшу мережу залізниць в Європі. Вона мала найсильнішу армію у світі та потужну промислову базу. Німецький флот став другим за величиною після британського.
Після відставки Бісмарка в 1890 році Німеччина взяла курс на Weltpolitik — войовничий курс, що призвів до Першої світової війни.

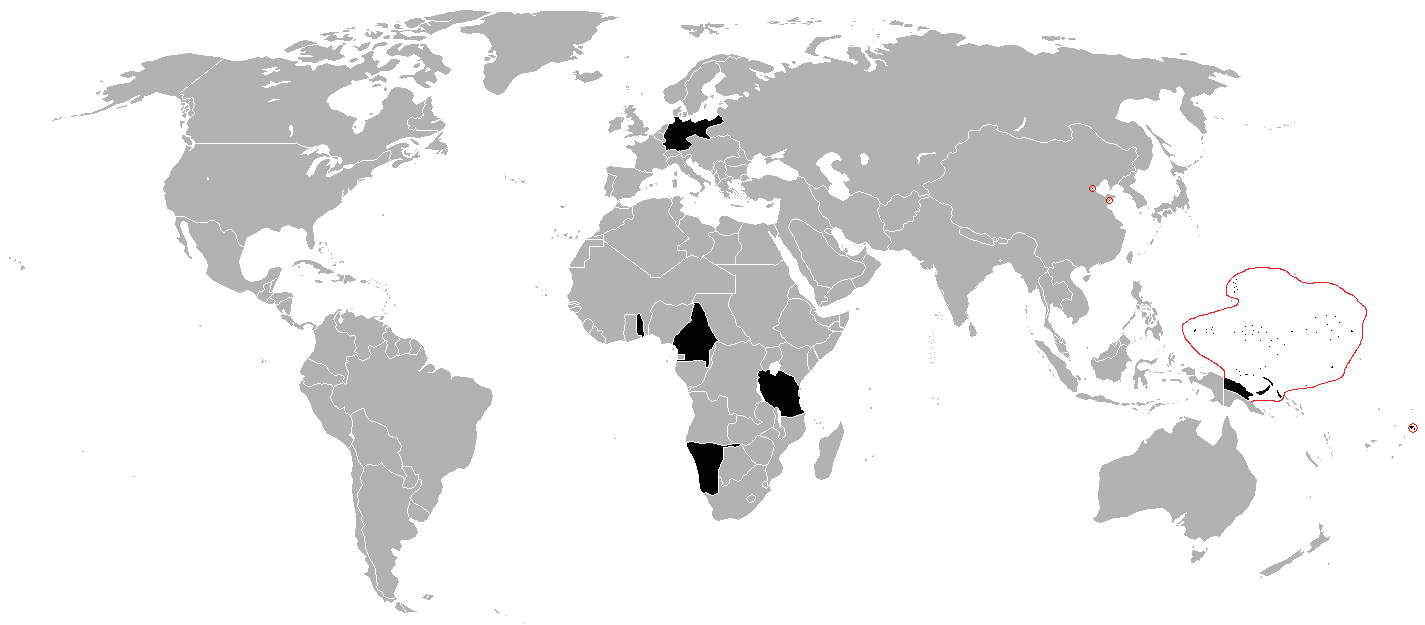
Німецькі колонії в 1914 році

Вільгельм II прагнув, щоб Німеччина мала колонії, як і інші європейські держави, Він хотів, щоб Німеччина мала «місце під сонцем», і суперничав з Великобританією.
Німецькі купці вже діяли по всьому світу, і Вільгельм II заохочував колоніальну експансію в Африці та Тихоокеанському регіоні. Німеччина змагалася з іншими європейськими державами за «незатребувані» території.
Британія підтримувала або принаймні не заперечувала колоніальні амбіції Німеччини. Вона розглядала Німеччину як противагу Франції, своєму старому супернику. Німеччина здобула колонії в Африці (Намібія, Камерун, Того, Руанда, Бурунді, Танзанія) та на Тихому океані.
Лише Того і Німецьке Самоа стали самодостатніми, інші потребували дотацій.
Німеччина вступила в Першу світову війну на боці Центральних держав. Вона окупувала Бельгію, частину Франції, а також здобула Україну та країни Балтії за Брест-Литовським договором.
Німеччина втратила статус великої держави після поразки у війні. За Версальським договором вона втратила частину своїх територій, всі заморські колонії, а також значно скоротила свою армію.
.   

Території, окуповані Німеччиною під час Другої світової війни в 1942 році. Німеччина (Рейх) зображена найтемнішим зеленим кольором.

Нацистська Німеччина прийшла до влади в 1933 році, змінивши Веймарську республіку. Її головною економічною проблемою було 30%-ве безробіття.
Економіст Яльмар Шахт запропонував схему фінансування дефіциту за допомогою векселів Mefo.Ці векселі використовувались для оплати капітальних проєктів, а потім погашались друкованими грошима. Гітлер та його команда розраховували на експансію, щоб покрити зростаючий державний борг.
Політика Шахта призвела до швидкого зниження безробіття. Економічне відновлення було нерівномірним, з коротким робочим днем і нестачею товарів.
Це призвело до невдоволення режимом вже в 1934 році.
У жовтні 1933 року авіаційний завод Junkers був націоналізований. Виробництво літаків різко зросло за співпраці з іншими виробниками та під керівництвом Герінга. Кількість працівників зросла з 3200 у 1932 році до 250 000 до 1942 року.
Виробництво літаків зросло з 100 одиниць на рік до понад 10 000. Німецькі літаки того часу вважалися одними з найдосконаліших у світі.
Нацисти створили складну бюрократичну систему для регулювання імпорту. Мета — захистити німецький ринок від іноземної конкуренції та покращити платіжний баланс. Нацисти заохочували розробку синтетичних замінників нафти та текстилю. Це було зроблено для зменшення залежності від іноземних ресурсів.
У 1933 році уряд уклав угоду з IG Farben, гарантуючи їм 5 % прибутку від заводу синтетичної олії. Будь-який додатковий прибуток мав йти до Рейху.
У 1939 році Німеччина змусила Румунію підписати торговельну угоду, щоб забезпечити постачання нафти.
Основні проєкти громадських робіт, які фінансувалися за рахунок дефіциту, включали будівництво мережі автобанів та програми покращення житла та сільського господарства, започатковані попереднім урядом. Кредити та субсидії приватним підприємствам. Субсидії на придбання та ремонт житла.
Позики до 1000 рейхсмарок для молодих пар арійського походження, які збираються одружитися. Зменшення суми повернення на 25 % за кожну народжену дитину.
Застереження про те, що жінка повинна залишатися без роботи, було скасовано до 1937 року. 
Гітлер прагнув, щоб у новій Німеччині кожен мав доступ до автомобіля. Він доручив Фердинанду Порше розробити KdF-wagen, доступний для людей. Прототип був представлений у 1939 році. Виробництво було перервано Другою світовою війною. Після війни автомобіль був перейменований у Volkswagen. Він став символом німецького економічного відновлення.

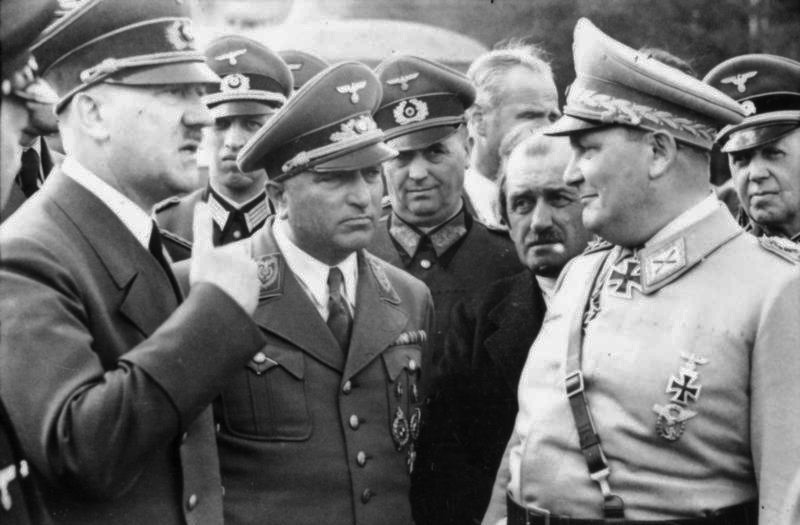
(зліва) Гітлер; Роберт Лей, голова Німецького трудового фронту ; Фердинанд Порше, виробник зброї; і Герман Герінг, голова Чотирирічного плану (1942)

Шість мільйонів людей були безробітними, коли нацисти прийшли до влади в 1933 році, а до 1937 року їх було менше мільйона.  Частково це сталося через усунення жінок з робочої сили. 
Між 1933 і 1938 роками реальна заробітна плата в Німеччині впала на 25 %. У травні 1933 року профспілки були розпущені, їхні активи конфісковані, а лідери заарештовані, навіть ті, хто намагався співпрацювати з нацистами. Нацисти створили нову організацію, Німецький трудовий фронт, очолювану Робертом Леем, функціонером нацистської партії.
Середня тривалість робочого тижня зросла з 43 годин у 1933 році до 47 годин у 1939 році.
На початку 1934 року увага зрушилася в бік переозброєння. До 1935 року військові витрати становили 73 відсотки державних закупівель товарів і послуг.  18 жовтня 1936 року Гітлер призначив Герінга повноважним представником чотирирічного плану, спрямованого на прискорення переозброєння.  План включав будівництво нових заводів, контроль над цінами та заробітною платою.
Великі витрати призвели до зростання дефіциту. Німеччині не вистачало ресурсів для реалізації всіх планів. Завдяки переозброєнню та обов'язковій військовій службі чисельність армії зросла до 750 000 чоловік. Переозброєння та інші економічні заходи призвели до різкого зниження безробіття.
Після тріумфу економічного успіху нацисти почали ворожу зовнішню експансійну політику.
Німеччина почала порушувати міжнародні угоди, окупувавши демілітаризовану Рейнську область у 1936 році. У 1938 році Німеччина анексувала Австрію та Судетську область Чехословаччини. У 1939 році Німеччина анексувала решту Чехословаччини та литовське місто Клайпеда. Ці дії призвели до Другої світової війни. Вони також призвели до створення Словацької Республіки.
Друга світова війна почалася в 1939 році, коли Німеччина разом з Радянським Союзом напала на Польщу . Після окупації Польщі Німеччина окупувала ряд європейських країн: 1940: Бельгія, Люксембург, Нідерланди, Данія, Норвегія, Франція, Британські Нормандські острови.1941: Естонія, Латвія, Литва, Греція, Югославія. 1943: Італія, Албанія, Чорногорія, Монако 1944: Угорщина.
Після поразки Франції уряд Віші й далі існував, але був під контролем Німеччини.

Напад на Радянський Союз у 1941 році став поворотним моментом у війні. Німецькі війська зазнали поразки під Москвою, що стало початком їхнього краху.
8 травня 1945 року нацистська Німеччина офіційно капітулювала. Це знаменувало кінець Другої світової війни в Європі та нацистського режиму.

### Сполучені Штати

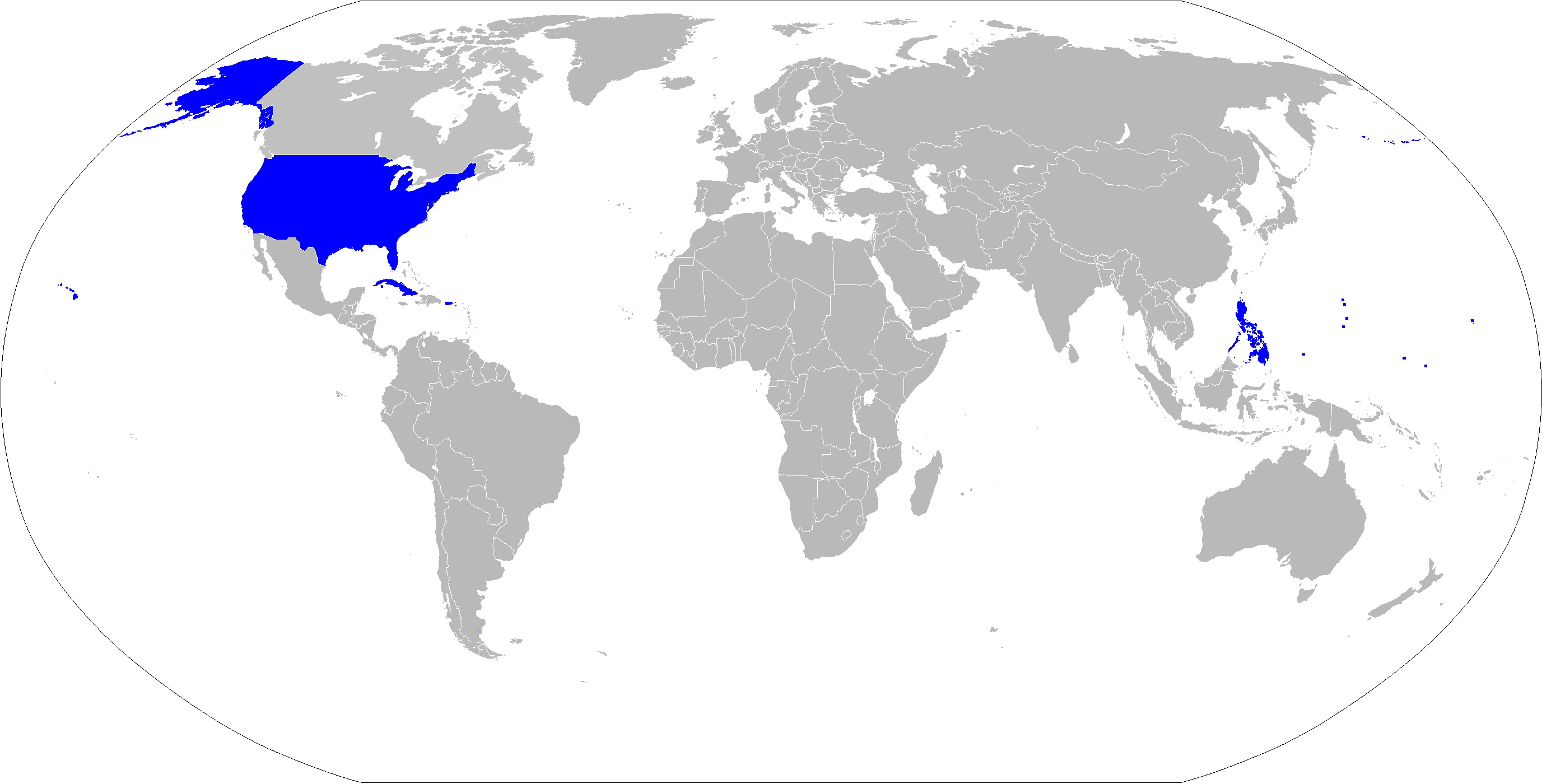
Найбільша територія Сполучених Штатів

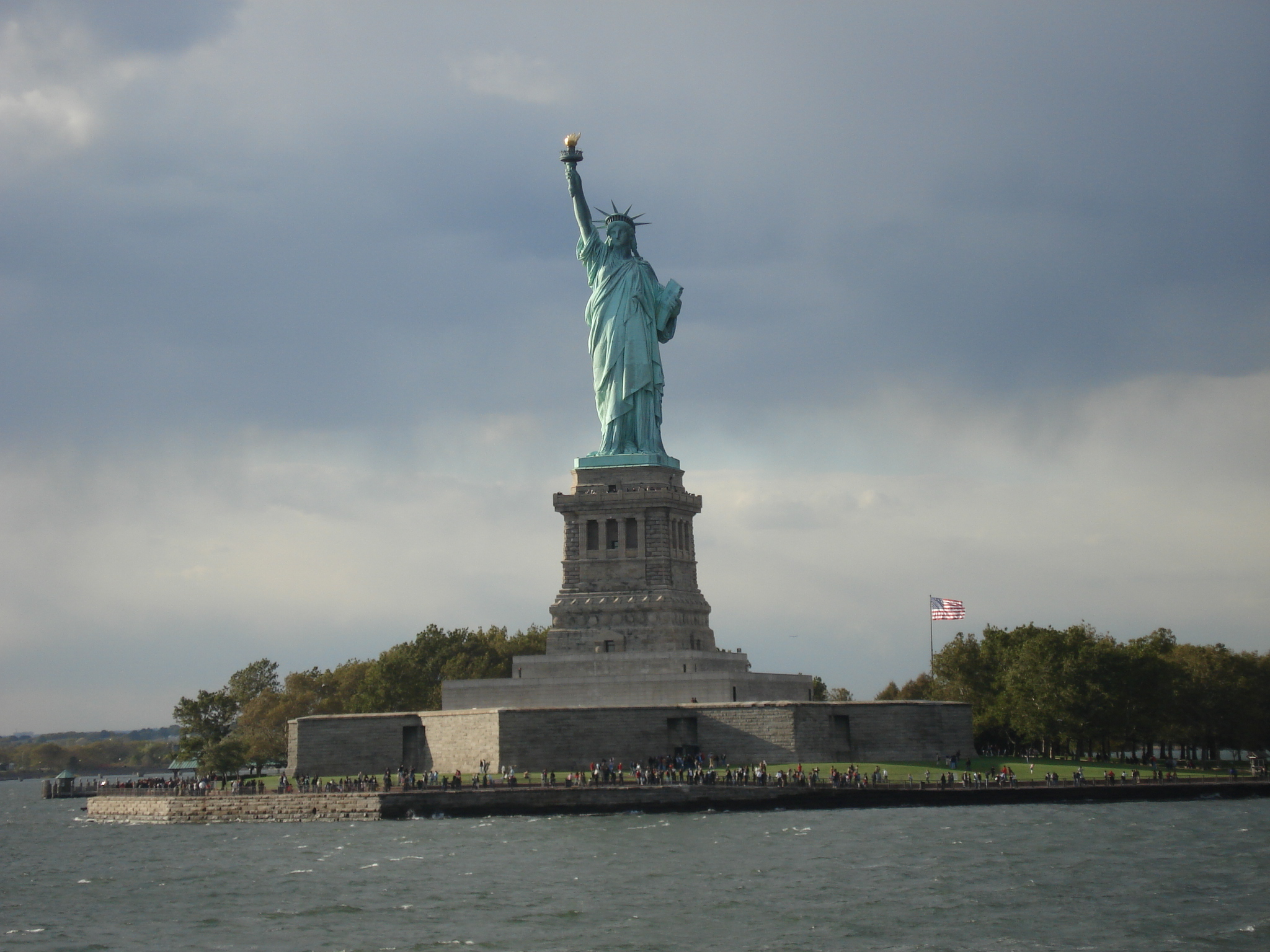
Статуя Свободи, символ американської культури

З часів Другої світової війни США домінують у світі в економічній, культурній та військовій сферах.
Сполучені Штати Америки засновані 1776 року тринадцятьма прибережними колоніями, які проголосили незалежність від Великої Британії. Після Війни за незалежність США та визнання суверенітету США в Паризькій угоді 1783 року країна почала розширюватися на захід. Договір 1783 року передав республіці, що зароджувалася, всі землі між Аппалачськими горами та річкою Міссісіпі. Американці масово мігрували на ці території в кінці 18 століття, що призвело до витіснення індіанських культур. Цей процес часто супроводжувався жорстокою депортацією та війнами за виселення корінних народів.
Конституційна конвенція 1787 року значно посилила експансіоністські прагнення. Ратифікація Конституції США перетворила країну з вільної конфедерації на федеративну республіку з сильним центром.
У 1803 році США придбали Луїзіану у Франції, подвоївши свою територію. Це розширення кордонів США на захід до Скелястих гір.

Американська влада та населення швидко зростали, так що до 1823 року президент Джеймс Монро почувався достатньо впевненим, щоб оприлюднити свою доктрину Монро, яка проголошувала Америку як безперечну сферу Сполучених Штатів і погрожувала військовими діями проти будь-якої європейської держави, яка намагалася б досягти успіхів у область.
Мексикано-американська війна 1846—1848 років стала поворотним моментом у становленні США як регіональної держави. Перемога над Мексикою та анексія значної частини її території продемонстрували зростаючу міць США. Придбання Аляски у 1867 році та Орегону у 1846 році ще більше розширили територію країни. Перемога в іспано-американській війні 1898 року ознаменувала початок перетворення США на світову державу.
США отримали контроль над Кубою, Пуерто-Ріко, Філіппінами та Гаваями, що значно розширило їх вплив у світі. Перемога в двох світових війнах остаточно закріпила статус США як світової держави.
Після Першої світової війни США стали провідною економічною державою світу.

### Російська імперія та Радянський Союз

Російська імперія (зелений) станом на 1866 рік, час максимального територіального розширення імперії

На початку 19 століття Російська імперія простягалася від Північного Льодовитого океану на півночі до Чорного моря на півдні, від Балтійського моря на заході до Тихого океану на сході.
З 125,6 мільйонами жителів, згідно з переписом 1897 року, Російська імперія була третьою за чисельністю населення країною світу після Цінського Китаю та Британської імперії. Імперія мала значні розбіжності в економічному, етнічному та релігійному становищі своїх підданих. Її уряд очолював імператор і був однією з останніх абсолютних монархій в Європі.
До початку Першої світової війни в серпні 1914 року Росія була однією з п'яти великих держав Європи.

Варшавський договір, договір про колективну оборону, підписаний у Варшаві, Польща, між Радянським Союзом і сімома іншими соціалістичними республіками Східного блоку Центральної та Східної Європи в травні 1955 року під час холодної війни.

Після Жовтневої революції, яка повалила Російську Республіку, Радянський Союз був створений Комуністичною партією Радянського Союзу .
Радянський Союз, подібно до Російської імперії, охоплював величезну територію, що простягалася від Східної Європи до Сибіру та від Північної Європи до Центральної Азії. Обидві держави були багатонаціональними, з численними етнічними групами, що жили в межах їхніх кордонів.
.
Після смерті першого радянського лідера Володимира Леніна в 1924 році Йосип Сталін зрештою виграв боротьбу за владу та провів країну шляхом широкомасштабної індустріалізації з командною економікою та політичними репресіями. 23 серпня 1939 року, не досягнувши угоди з західними державами, Радянський Союз уклав пакт про ненапад з нацистською Німеччиною. Цей пакт мав таємний протокол, що розділив Східну Європу на сфери впливу. Після початку Другої світової війни Радянський Союз, формально зберігаючи нейтралітет, окупував та анексував частини сусідніх держав: Східну Польщу,Країни Балтії, Північно-східну Румунію, Східну Фінляндію
У червні 1941 року німці вторглися, відкривши найбільший і найкривавіший театр війни в історії. Радянські військові втрати становили більшість втрат союзників під час конфлікту в процесі здобуття переваги над силами Осі в напружених боях, таких як Сталінград .
Радянські війська відіграли ключову роль у розгромі нацистської Німеччини, захопивши Берлін 9 травня 1945 року. Території, звільнені Червоною армією, перетворилися на сателітні держави Радянського Союзу, сформувавши Східний блок. Протистояння між Східним та Західним блоками, яке вилилося в Холодну війну, розпочалося в 1947 році. Західні країни, об'єднавшись в НАТО в 1949 році, протистояли Радянському Союзу та його союзникам.

Після смерті Сталіна в 1953 році під керівництвом Микити Хрущова настав період, відомий як десталінізація та хрущовська відлига .
Радянський Союз пережив період стрімкого розвитку, коли мільйони людей з сільської місцевості переїхали до міст, де працювали на нових промислових підприємствах. СРСР здобув значні перемоги в космічній гонці, запустивши перший штучний супутник, відправивши першу людину в космос і здійснивши першу посадку на іншу планету, Венеру. У 1970-х роках спостерігалося тимчасове потепління у відносинах з Сполученими Штатами, що отримало назву «розрядка». Введення радянських військ в Афганістан у 1979 році призвело до затяжної та виснажливої війни, що супроводжувалася ескалацією американської підтримки моджахедів.
У середині 1980-х останній радянський лідер Михайло Горбачов намагався й далі проводити реформи та лібералізувати економіку через свою політику гласності та перебудови. Мета полягала в тому, щоб зберегти Комуністичну партію, подолавши економічну стагнацію.
Правління Горбачова збіглося з закінченням Холодної війни.У 1989 році країни Варшавського договору у /Східній Європі скинули комуністичні режими. По всьому СРСР наростали націоналістичні та сепаратистські настрої. Горбачов ініціював референдум про збереження СРСР, який бойкотували деякі республіки. Більшість проголосували за збереження Союзу, але з оновленою федеративною структурою.
У серпні 1991 року група комуністів спробувала здійснити переворот. Переворот зазнав невдачі завдяки опору президента Росії Бориса Єльцина.
Комуністичну партію було заборонено.
Республіки на чолі з Росією та Україною проголосили незалежність. 25 грудня 1991 року Горбачов пішов у відставку. Радянський Союз розпався на 15 незалежних держав. Російська Федерація перейняла права та обов'язки СРСР і визнається його правонаступницею у міжнародних справах.
Радянський Союз створив багато значних соціальних і технологічних досягнень та інновацій щодо військової сили. Радянський Союз мав другу за величиною економіку світу та найбільшу армію. Він був однією з п'яти ядерних держав. СРСР був постійним членом Ради Безпеки ООН. Він також брав участь у ОБСЄ, ВФП, СЄВ та Варшавському договорі.
До свого розпаду СРСР зберігав статус світової наддержави поряд із Сполученими Штатами протягом чотирьох десятиліть після Другої світової війни.
Радянський Союз іноді називають «Радянською імперією» через його гегемонію в Центральній та Східній Європі та вплив на інші регіони світу. Ця гегемонія ґрунтувалася на військовій та економічній потузі, а також на проксі-конфліктах, впливі в країнах, що розвиваються, та фінансуванні наукових досліджень. Радянський Союз мав одну з найсильніших армій у світі, що дозволяло йому проєктувати силу та впливати на інші країни. Радянська економіка, хоча й не була такою ж розвиненою, як західні економіки, все ж таки була значною і давала СРСР можливість надавати допомогу та підтримку союзникам. Радянський Союз брав участь у численних проксі-конфліктах, таких як війна в Афганістані, де він підтримував одну з боків у конфлікті.
Радянський Союз надавав допомогу та підтримку країнам, що розвиваються, що давало йому можливість розширювати свою сферу впливу. Радянський Союз був лідером у наукових дослідженнях.

### Італійська імперія

Усі території, які будь-коли контролювали Італійська імперія в певний момент часу під час Другої світової війни.
Королівство Італія (темно-зелений), Італійська колоніальна імперія (світло-зелений) та окуповані Італією території (сірий).

Італійська колоніальна імперія була створена після того, як Королівство Італія приєдналося до інших європейських держав у створенні колоній за кордоном під час " боротьби за Африку ".
На відміну від інших європейських держав, таких як Франція, Іспанія, Португалія, Британія та Нідерланди, які вже протягом кількох століть володіли колоніальними імперіями, Італія як єдина держава з'явилася лише в 1861 році. Це означало, що Італія значно відстала в колонізації, коли більшість інших європейських держав вже поділили між собою найбагатші ресурсами та стратегічно важливі території. Однією з останніх зон, доступних для колонізації, був африканський континент.
Італія прагнула здогнати інші європейські держави, захопивши власні колонії в Африці. Це призвело до італійської колонізації Еритреї, Сомалі та Лівії в кінці 19 століття та на початку 20 століття
З початком Першої світової війни в 1914 році Італія анексувала Еритрею та Сомалі та захопила контроль над частинами Османської імперії, включаючи Лівію, хоча зазнала поразки в спробі завоювати Ефіопію . Фашистський режим Муссоліні, який прийшов до влади в 1922 році, мав на меті розширити імперію Італії. Ця експансіоністська політика ґрунтувалася на ідеї про те, що Італія, як велика нація, має право на володіння колоніями та на верховенство в Європі.
Одним із найважливіших кроків у цій політиці стало завоювання Ефіопії в 1935—1936 роках. Це сталося через 40 років після невдалої спроби Італії захопити Ефіопію. Завоювання Ефіопії стало кульмінацією імперських амбіцій Муссоліні. 9 травня 1936 року, після завоювання Ефіопії, була офіційно проголошена «Італійська імперія». Ця імперія включала в себе метрополію Італію, а також колонії в Африці, Європі та Азії.
Італія виступила на боці нацистської Німеччини під час Другої світової війни, але Британія незабаром захопила італійські заморські колонії. Італійська імперія, проголошена в 1936 році, проіснувала лише до 1943 року. До цього часу Італія сама була окупована союзними військами, що призвело до краху імперії. 8 вересня 1943 року фашистський режим Муссоліні впав, що стало знаменною подією в історії Італії. Після падіння фашизму в Ітлії спалахнула громадянська війна. З одного боку була Італійська Соціальна Республіка, маріонеткова держава, створена нацистами. З іншого боку був Італійський Рух Опору, який боровся за звільнення Італії від окупації та за демократію.

### Японська імперія

Японська імперія в 1942 році. Імперія до 1905 року позначена темно-зеленим кольором, придбання до 1930 року — світлішим зеленим, а окуповані/поступлені території — найсвітлішим зеленим.

Офіціна назва Японської імперії, Імперія Великої Японії, проте у народі її називали Велика Японія (Дай Ніппон). Існувала з 1868 по 1947 роки. Виникла після реставрації Мейдзі, яка модернізувала Японію та скасувала феодальну систему. Припинила своє існування після поразки у Другій світовій війні.

Швидка індустріалізація та мілітаризація імперської Японії під гаслом Fukoku Kyōhei (富国強兵, «Збагачуй країну, зміцнюй армію») призвела до становлення Японії як великої держави, що зрештою завершилося її членством в альянсі Осі та завоюванням значної частини Азійсько-Тихоокеанського регіону
Її розміри сягали 7 400 000 квадратних кілометрів. Це робило її дванадцятою за величиною імперією за всю історію людства.
У серпні 1914 року колишній президент Сполучених Штатів Вільям Говард Тафт назвав Японію та свою країну єдиними двома великими державами, не залученими до Першої світової війни.
Перемоги у війнах проти Китаю (1894—1895) та Росії (1904—1905) вивели Японію на світову арену як одну з найсильніших держав. Ці перемоги значно розширили територію імперії та збільшили її вплив у регіоні. Пік могутності Японської імперії припав на період Другої світової війни. Захопивши значні території в Азії та Тихоокеанському регіоні, Японія створила «Сферу спільного процвітання Великої Східної Азії».
Зазнавши багатьох поразок і атомних бомбардувань Хіросіми та Нагасакі, Японська імперія капітулювала перед союзниками 2 вересня 1945 року.
Японія пережила період окупації союзними державами. США відіграли ключову роль у реформуванні країни. За підтримки США була розроблена нова конституція. Її прийняття 3 травня 1947 року офіційно припинило існування Японської імперії. Процеси окупації та реконструкції тривали протягом 1950-х років. Ці дії суттєво вплинули на формування сучасної Японії. За результатами реформ виникла національна держава з офіційною назвою «Ніппон-коку» («нація Японії») або просто «Японія».

## Великі держави після холодної війни

### Сполучені Штати

Члени НАТО та їхні партнери (НАТО — військовий альянс, частиною якого є Сполучені Штати).

Сполучені Штати були першою з двох наддержав світу під час холодної війни .
Сполучені Штати Америки стали визнаною єдиною наддержавою світу. Цей статус ґрунтується на ряду факторів, включаючи військову міць, економічну потужність та політичний вплив. Територія США становить близько 9,37 мільйонів квадратних кілометрів, що робить її третьою або четвертою за величиною країною світу. У 1990 році населення США становило 248,7 мільйона людей, що робило її четвертою за чисельністю населення країною.
У середині-кінці 20 століття політичний статус США визначався як сильно капіталістична федерація та конституційна республіка. Сполучені Штати Америки після Другої світової війни володіли значним впливом на світовій арені. Це підтверджувалося постійним місцем країни в Раді Безпеки ООН, а також тим фактом, що два її союзники, Велика Британія та Франція, також мали такі місця. США мали тісні зв'язки з капіталістичною Європою, Латинською Америкою, Британською Співдружністю та кількома країнами Східної Азії, такими як Південна Корея, Тайвань та Японія.
Політична та економічна сила Сполучених Штатів також є основною рушійною силою їх могутності. Багато держав у всьому світі протягом 20-го століття приймали економічну політику Вашингтонського консенсусу, іноді всупереч бажанням свого населення. Сполучені Штати Америки — це економічний гігант. Їхня економіка становить приблизно чверть світового ВВП, роблячи її безперечним лідером за цим показником. США також є найбільшим імпортером та другим за величиною експортером у світі.
Незважаючи на те, що населення країни становить лише 4,2 % від загальносвітового, США володіють понад 30 % загального багатства світу. Це найбільша частка, що належить будь-якій країні. Економічна міць США ґрунтується на значних ресурсах корисних копалин, енергії, металів та лісу. Тут також розташована велика модернізована сільськогосподарська промисловість і потужна промислова база. Долар США — домінуюча резервна валюта світу, що підкреслює його стійкість та надійність. Економічна система США ґрунтується на капіталістичній теорії, де виробництво визначається попитом та пропозицією. Іншими словами, виробляють те, що хочуть купити люди. Америка співпрацює з іншими великими економіками в рамках G7. Рецепти економічної політики США часто використовуються як «стандартні» пакети реформ для країн, що розвиваються, які переживають економічні кризи. Ці пакети реформ пропагуються міжнародними установами, розташованими у Вашингтоні, округ Колумбія, такими як МВФ, Світовий банк, а також Міністерство фінансів США.

Країни з військовими базами США станом на 2016 рік

Збройні сили Сполучених Штатів — це передові військово-морські сили з найвищими військовими витратами у світі. Військово-морські сили Сполучених Штатів є найбільшими військово-морськими силами світу, з найбільшою кількістю авіаносців, баз у всьому світі (особливо в неповному «кільці», що межує з державами Варшавського договору на заході, півдні та сході). Сполучені Штати Америки володіли значною військовою потугою протягом першої половини Холодної війни. Їхній ядерний арсенал був найпотужнішим у світі, а армія та військово-повітряні сили — одними з найчисленніших. Додаткову військову міць надавали союзники США в Західній Європі, які також володіли ядерною зброєю. Розгалужена розвідувальна мережа ЦРУ давала США значну інформаційну перевагу.
Американізація — це процес поширення американської культури та впливу на інші країни. Цей вплив може проявлятися в різних сферах, включаючи музику, телебачення, фільми, мистецтво, моду, політику та економіку. Різноманітні музичні стилі, що зародилися в США, такі як джаз, блюз, рок-н-рол, хіп-хоп, стали популярними та вплинули на музику в багатьох країнах світу. Голлівудські фільми та телешоу є одними з найпопулярніших у світі, і вони часто пропагують американські цінності та культуру. Американські художники, дизайнери та фотографи вплинули на мистецтво та моду в усьому світі. США є однією з найпотужніших країн світу, і їх політична та економічна система часто використовується як модель для інших країн.
Важливо усвідомлювати вплив американізації та критично оцінювати його наслідки. Цей вплив може бути як позитивним, так і негативним. З одного боку, американізація може призвести до культурної гомогенізації, коли різні культури стають схожими одна на одну. З іншого боку, американізація може також стимулювати культурний обмін та інновації.
Після розпаду Радянського Союзу наприкінці Холодної війни США опинились на вершині світового порядку, ставши єдиною наддержавою. Цей період, що тривав з 1993 по 2001 рік, характеризувався беззаперечним домінуванням Америки на політичній, економічній та культурній аренах. Однак війна з тероризмом, економічна криза 2008 року та пандемія COVID-19 суттєво підірвали довіру до США як світового лідера. Ці події оголили слабкі сторони американської системи та продемонстрували, що гегемонія США не є непорушною.
У березні 2003 року Сполучені Штати, посилаючись на невиконання Іраком резолюцій ООН щодо роззброєння, очолили міжнародну коаліцію для вторгнення в цю країну. Тодішній президент Іраку Саддам Хусейн відмовився співпрацювати з інспекторами ООН, які намагалися перевірити, чи Ірак демонтував свій потенціал зброї масового знищення.
Після місяця боїв коаліційні сили здолали іракські війська та воєнізовані формування, захопивши Багдад. Проте, невдовзі в Іраку розгорнулося повстання, яке значно затягнуло американську військову присутність в країні.
Сполучені Штати здобули статус наддержави після розпаду Радянського Союзу. Їхні сильні сторони, такі як значне населення, геополітичне положення, багатство природних ресурсів, військова потужність, технологічне лідерство, якісна система освіти, культурний вплив, розвинена система кібербезпеки, широка мережа союзників, здатність проєктувати силу на глобальному рівні, ефективні розвідувальні служби, розвинена система дослідницьких інститутів та чітка глобальна стратегія, зробили їх домінуючою силою у світі.
Однак, США також мають ряд слабких сторін, таких як політична поляризація, економічні проблеми, зростання боргів, соціальна нерівність та ослаблення довіри до урядових інститутів.

### Китай

Країни, які підписали документи про співпрацю, пов'язані з ініціативою «Один пояс, один шлях», яка є глобальною стратегією розвитку інфраструктури, прийнятою урядом Китаю в 2013 році для інвестування в майже 150 країнах і міжнародних організаціях

Китай здобув статус великої держави під час Другої світової війни, ставши одним із чотирьох «поліцейських» та головних союзників. Після Корейської війни та радянсько-китайського розколу Китайська Народна Республіка перетворилась на одного з трьох ключових гравців у триполярній геополітичній системі часів пізньої холодної війни.
Сьогодні Китай володіє другим за величиною населенням у світі після Індії, другою за величиною економікою за номінальним ВВП (після США) та найбільшою економікою за ПКС.
Ініціатива «Один пояс, один шлях» розглядається як геостратегічна спроба Китаю посилити свою роль у світі та кинути виклик гегемонії США. Китай також став співзасновником Азіатського банку інфраструктурних інвестицій та Нового банку розвитку, що кидає виклик домінуючому положенню Світового банку та МВФ у сфері фінансування розвитку. У 2015 році Китай запустив стратегічний план «Made in China 2025» для подальшого розвитку свого виробничого сектору. Ефективність та практичність цих програм у просуванні глобального статусу Китаю все ще залишаються предметом дискусій.
За даними The Economist, за паритетом купівельної спроможності (ППС) Китай вже став найбільшою економікою світу у 2013 році. За деякими прогнозами, за номінальним ВВП Китай може обігнати США вже у 2028 році (за умови зміцнення юаня). Аналітики Bloomberg LP дають більш обережні прогнози: Китай може стати лідером за розміром економіки до 2030 року, але й існує ймовірність, що цього ніколи не станеться.
Китай все частіше з'являється на сторінках світових ЗМІ як нова наддержава. Експерти визнають його стрімке економічне зростання та військову міць. «Піднесення Китаю» стало однією з найобговорюваніших тем 21 століття. Деякі науковці прогнозують, що Китай може стати другою наддержавою поряд зі Сполученими Штатами, маючи подібний рівень впливу на світову політику. Інші ж вважають, що дві країни можуть налагодити міцні партнерські відносини для спільного вирішення глобальних проблем.
Ще у 2004 році Баррі Бузан, відомий політолог, стверджував, що Китай має найбільший потенціал стати супердержавою, здатною кинути виклик гегемонії США. Він описував Китай як «наймоднішу» потенційну супердержаву, чий рівень автономії від існуючого міжнародного порядку робить його найімовірнішим політичним конкурентом США. Однак Бузан також зазначав, що на шляху досягнення цієї мети Китай стикається з серйозними викликами, пов'язаними з його внутрішнім розвитком. Крім того, зростання могутності Китаю може призвести до створення контркоаліції з боку інших азіатських держав, що прагнуть стримати його вплив.
Економічне зростання: Китай уклав масштабні торговельні та інвестиційні угоди з Латинською Америкою та Африкою, утвердивши себе як наддержава нарівні з ЄС та США. Його економіка стрімко зростає, а частка торгівлі у ВВП постійно збільшується. «Консультативний стиль»: Китай використовує «консультативний стиль» дипломатії, що дозволяє йому налагоджувати політичні та економічні зв'язки з багатьма країнами, включаючи ті, які США вважають «ізгоями». Шанхайська організація співробітництва: ШОС, заснована Росією та країнами Центральної Азії, може з часом стати «НАТО Сходу», що свідчить про зростаючий вплив Китаю в регіоні.
Історик Тімоті Гартон Еш ще у 2011 році прогнозував, що Китай здолає США за ВВП (з урахуванням паритету купівельної спроможності) вже до 2016 року. Це свідчило про початок нового світового порядку на початку ХХІ століття, де домінують не одна, а одразу декілька наддержав.
Однак на той час Китай все ще поступався США за м'якою силою та проєкцією влади, а також мав значно нижчий ВВП на душу населення.
Варто зазначити, що дослідницький центр Pew Research Center у 2009 році оприлюднив дані, згідно з якими люди в 15 із 22 країн світу вірили, що Китай вже обійшов або ось-ось обійде США як провідну світову наддержаву.
У 2011 році перший прем'єр-міністр Сінгапуру Лі Куан Ю поділився своїми думками щодо зростання впливу Китаю на світовій арені. Він не давав остаточної відповіді, чи зможе Китай витіснити США з позиції наймогутнішої країни, але підкреслив, що китайські лідери прагнуть до цього.
Лі Куан Ю описує вражаюче економічне зростання Китаю, яке перетворило бідну країну на другу за величиною економіку світу. Він риторично запитує, як же Китай, маючи такі успіхи, не може прагнути до першості в Азії, а з часом і в усьому світі.
Стратегія Китаю, на думку Лі Куан Ю, ґрунтується на його численній та висококваліфікованій робочій силі, яка дає країні конкурентну перевагу.
Водночас, він не прогнозує погіршення відносин між Китаєм та США в найближчий час. Китай, на його думку, прагне уникати будь-яких кроків, які можуть зашкодити цій співпраці, адже США все ще залишаються сильнішою та технологічно розвиненішою країною.
Лі Куан Ю вважає, що Китай щиро зацікавлений у розвитку в рамках глобальної системи, створеної США, але очікує на момент, коли стане досить сильним, щоб кинути виклик існуючому політичному та економічному порядку.
Китай стрімко розвивається, стаючи ймовірно найпотужнішою економікою світу. Це контрастує зі Сполученими Штатами, де спостерігаються ознаки занепаду: слабке економічне відновлення, фінансові проблеми, високий дефіцит, що наближається до рівня ВВП, зростання безробіття, посилення політичної поляризації та надмірне регулювання. На тлі цих факторів США втрачають статус світового лідера, поступаючись місцем Китаю. Цей зсув у глобальному балансі сил матиме значні наслідки для геополітичного ландшафту та світового порядку.

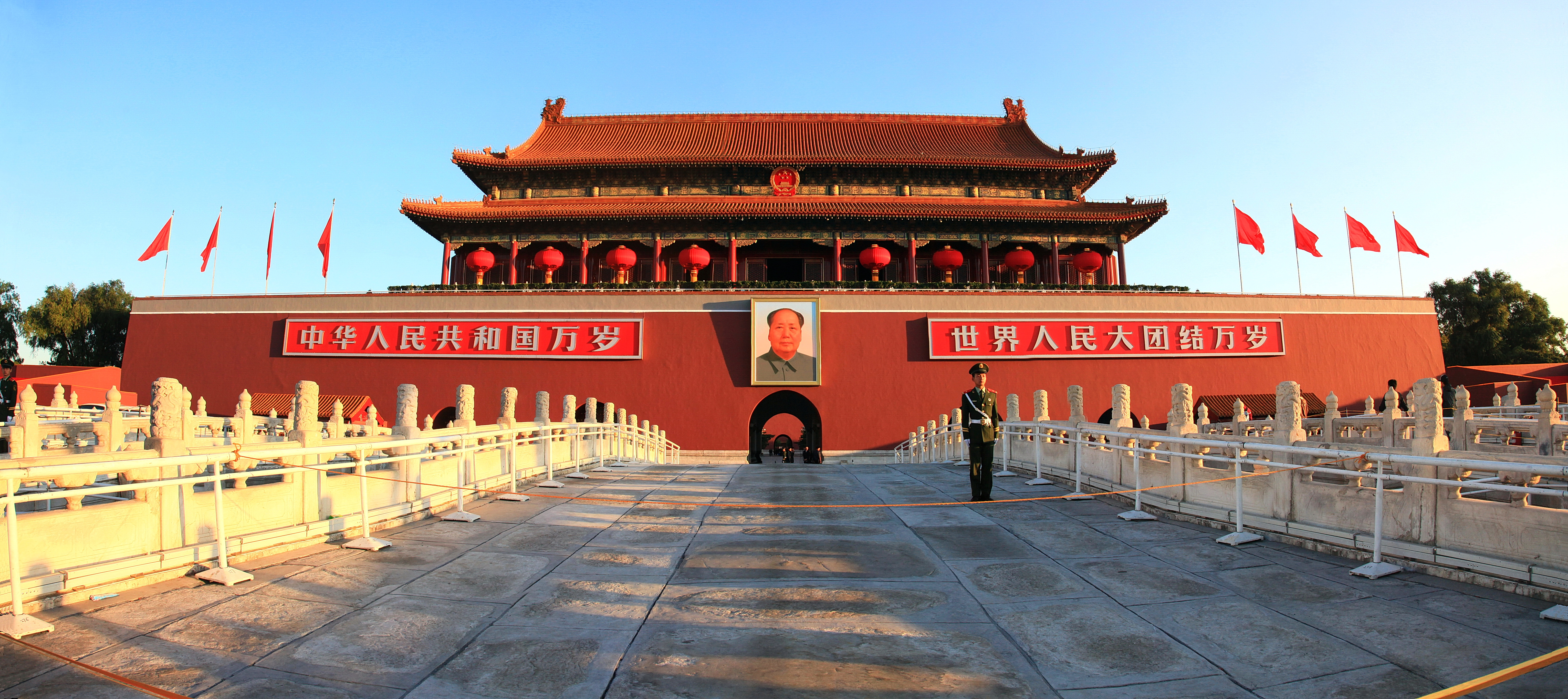
Тяньаньмень, «Ворота небесного спокою», є передніми воротами імперського міста Пекіна, вперше побудованого за правління імператора Юнле, який також замовив Енциклопедію Юнле та подорожі зі скарбами Мін. Як національний символ Китаю, на площі Тяньаньмень зображено гігантський портрет голови Мао Цзедуна з двома гігантськими плакатами: на лівому написано "Хай живе Китайська Народна Республіка " (中华人民共和国万岁; Zhōnghuá Rénmín Gònghéguó wànsuì), а на правому написано: «Хай живе велика єдність народів світу» (世界人民大团结万岁; Shìjiè rénmín dà tuánjié wànsuì).

Існує думка, що Китай вже досяг статусу наддержави. Це твердження ґрунтується на зростаючому політичному впливі Китаю та його лідерстві в багатьох економічних секторах, що значно посилило позиції країни на міжнародній арені. Хоча військова міць Китаю все ще не до кінця сформована, його дії свідчать про прагнення до глобального домінування. Прикладом цього може бути те, що США не змогли перешкодити своїм союзникам приєднатися до Азіатського банку інфраструктурних інвестицій, а також ініціатива «Один пояс, один шлях» та активна роль Китаю у вирішенні питання з Boeing 737 MAX. Ці події розглядаються як зміна світового порядку, який існував після закінчення холодної війни. Професор Øystein Tunsjø прогнозує, що конкуренція між Китаєм і США буде лише посилюватися, що призведе до зменшення розриву між ними. При цьому розрив між цими двома країнами та рештою країн світу буде лише збільшуватися. Економічний кореспондент Пітер С. Гудмен і голова Пекінського бюро в Китаї Джейн Перлез також стверджують, що Китай використовує свою економічну та військову міць для тиску на інші країни, щоб змінити існуючий світовий порядок на користь своїх інтересів, шкодячи при цьому США та їхнім союзникам.
Біла книга з оборони Китаю, опублікована у 2019 році, чітко окреслює зростаючу стратегічну конкуренцію між Китаєм та Сполученими Штатами. Ентоні Х. Кордесман, експерт з питань оборони, зазначає, що хоча документ позиціонує Китай і США як конкуруючі супердержави, він доволі стримано описує ставлення до США, на противагу жорсткій риториці США щодо китайських військових розробок. Кордесман стверджує, що Біла книга слугує своєрідним попередженням, яке формуватиме китайсько-американські відносини в майбутньому. Зростання могутності Китаю робить його значно сильнішим за Росію практично у всіх аспектах, окрім ядерного арсеналу.
Дослідницький центр США опублікував доповідь 19 серпня 2019 року, де стверджується, що США втратили домінуюче становище в Індо-Тихоокеанському регіоні. У доповіді йдеться про те, що війна з тероризмом відволікла увагу США від зростаючої ролі Китаю в Тихому океані. За цей час військова міць США в регіоні значно зменшилась, натомість Китай з 11 вересня 2001 року значно посилив свою армію. Це дає йому можливість кинути виклик США в Індо-Тихоокеанському регіоні. Питання про те, чи зможе Китай витіснити США з позиції світового лідера, є ключовим у дискусії про занепад Америки. .
19 серпня 2019 року американський дослідницький центр оприлюднив доповідь, де йдеться про втрату США домінуючого становища в Індо-Тихоокеанському регіоні. Згідно з доповіддю, війна з тероризмом відволікла увагу США від зростання впливу Китаю в Тихому океані. За цей час військова міць США в регіоні значно зменшилась, натомість Китай з 11 вересня 2001 року значно посилив свою армію. Це дає йому можливість кинути виклик США в Індо-Тихоокеанському регіоні.
Питання про те, чи зможе Китай витіснити США з позиції світового лідера, є ключовим у дискусії про занепад Америки.

### Об'єднане Королівство

Змінна геометрія англосфери, згідно з Джеймсом Беннетом (The Anglosphere Challenge) [ невдала перевірка ]
Core Anglosphere
Middle Anglosphere (states where English is one of several official languages)
Outer sphere (English-using states of other civilisations)
Periphery (states where English is widely used but is not an official governmental language)

Сполучене Королівство, офіційно відоме як Сполучене Королівство Великої Британії та Північної Ірландії, — це суверенна держава, розташована на північному заході Європи, біля узбережжя континенту. До складу Сполученого Королівства входять:
- Острів Велика Британія;
- Північно-східна частина острова Ірландія;
- Багато менших островів, що входять до складу Британських островів.

Північна Ірландія має спільний кордон з Республікою Ірландія, а з усіх інших боків Сполучене Королівство омивається Атлантичним океаном. На сході воно межує з Північним морем, на півдні — з Ла-Маншем, а на південному заході — з Кельтським морем. Завдяки цьому Сполучене Королівство має 12-ту за довжиною берегову лінію у світі. Ірландське море розділяє Великобританію та Ірландію. Загальна площа Сполученого Королівства становить 242 500 квадратних кілометрів, а населення за оцінками на 2020 рік становить 68 мільйонів людей.
Острови Мен, Гернсі та Джерсі, хоча й розташовані поблизу, не входять до складу Сполученого Королівства. Їхніми оборонними та міжнародними питаннями опікується британський уряд. Окрім цих островів, існує також 14 заморських територій, які є останніми рештками Британської імперії. У 1920-х роках, під час свого розквіту, Британська імперія охоплювала майже чверть світової суші та третину населення планети, ставши найбільшою імперією в історії. Вплив Британії й досі відчувається в мові, культурі, правових та політичних системах багатьох колишніх колоній. 
Велика Британія є однією з найрозвиненіших країн світу. Її економіка посідає п'яте місце за номінальним ВВП та десяте за ПКС. За рівнем людського розвитку Британія знаходиться на 13-му місці. У 19-му та на початку 20-го століття Сполучене Королівство стало першою індустріально розвиненою країною та світовим лідером. Сьогодні воно й далі залишається однією з найвпливовіших держав світу, маючи значний економічний, культурний, військовий, науковий, технологічний та політичний вплив. Британія володіє ядерною зброєю і має четвертий за величиною військовий бюджет у світі. Вона є постійним членом Ради Безпеки ООН з 1946 року.
Велика Британія бере активну участь у міжнародних організаціях. Вона є членом таких організацій, як: Співдружність Націй; Рада Європи; G7; Група десяти; G20;ООН; НАТО;AUKUS; Організація економічного співробітництва та розвитку (ОЕСР);Інтерпол;Світова організація торгівлі (СОТ).
З 1973 року до 2020 року Британія також була членом Європейських співтовариств (ЄС) та його наступника, Європейського Союзу (ЄС). Однак у 2016 році на референдумі британці проголосували за вихід з ЄС, і цей процес завершився в 2020 році.
Після Другої світової війни Британія втратила свою велич і стала «наддержавою в занепаді». Проте, дослідження 2019 року показало, що вона й далі залишається найпотужнішою країною Європи та другою за могутністю країною світу після США. Після Суецької кризи вплив Британії на світовій арені значно зменшився. Вже наприкінці 20-го століття, за часів правління Маргарет Тетчер та Тоні Блера, країна пережила економічне зростання та культурний розквіт, особливо у США. Відносини між Британією та США традиційно вважаються одними з найміцніших у світі. Проте, за часів президентства Барака Обами США почали зближуватися з Німеччиною. Незважаючи на суперечливі погляди Дональда Трампа, він назвав британсько-американські відносини «просто важливими», а адміністрація Джо Байдена підкреслила, що США не мають ближчого союзника, ніж Британія.
Велика Британія визнана «культурною супердержавою», а Лондон — світовою культурною столицею. Опитування BBC 2013—2014 років показало, що Британія посідає 3 місце за позитивним іміджем у світі, хоча війна в Іраку 2003 року негативно вплинула на її сприйняття за межами англосфери. Британія має «надзвичайно міцні» відносини з Італією та Нідерландами. Проте, її рішення вийти з Європейського Союзу (ЄС) викликало різку критику з боку інших великих європейських держав.

### Франція
Французька Республіка вважається великою державою. Франція зберігає свій багатовіковий статус світового центру мистецтва, науки та філософії .Франція — це культурна супердержава, яка посідає п'яте місце за кількістю об'єктів всесвітньої спадщини ЮНЕСКО. У 2018 році країну відвідали понад 89 мільйонів туристів, що робить її одним із найпопулярніших туристичних напрямків світу.
Франція — це розвинена країна з п'ятою за величиною економікою світу. За сукупним багатством домогосподарств вона посідає четверте місце у світі.
Франція має високі показники в рейтингах освіти, охорони здоров'я, тривалості життя та людського розвитку.
Вона відіграє важливу роль у світових справах. Франція — один із п'яти постійних членів Ради Безпеки ООН, офіційно володіє ядерною зброєю, є засновником і провідним членом Європейського Союзу та єврозони.
Франція — це трансконтинентальна країна з заморськими територіями в Америці, Атлантичному, Тихому та Індійському океанах. Завдяки цьому вона має найбільшу виняткову економічну зону у світі.
В Європі Франція межує з Бельгією, Люксембургом, Німеччиною, Швейцарією, Монако, Італією, Андоррою та Іспанією.
Загальна площа країни становить 643 801 км², а населення — понад 68 мільйонів людей.

Франція має розвинену змішану економіку з високим доходом, яка характеризується значною залученістю уряду, економічною різноманітністю, кваліфікованою робочою силою та високим рівнем інновацій. Французька економіка протягом двох століть залишається однією з найсильніших у світі. Зараз вона посідає восьме місце за паритетом купівельної спроможності, п'яте за номінальним ВВП і друге в Європейському Союзі за обома показниками.
Франція визнана економічною супердержавою. Вона є членом Групи семи провідних промислово розвинених країн, Організації економічного співробітництва та розвитку (ОЕСР) і Групи двадцяти найбільших економік.
Економіка Франції диверсифікована. Сектор послуг генерує дві третини ВВП та займає дві третини робочої сили. Промисловість становить п'яту частину ВВП і дає роботу такій же частці людей. Франція — це третій за величиною виробник в Європі після Німеччини та Італії. Вона посідає восьме місце у світі за часткою світового промислового виробництва (1,9 %). Первинний сектор (сільське господарство) дає менше 2 % ВВП. Проте, сільське господарство Франції одне з найдорожчих в ЄС, і воно лідирує за загальним обсягом виробництва.
Франція — це п'ята за величиною торгова країна світу та друга в Європі. У 2018 році експорт становив понад п'яту частину ВВП. Членство Франції в єврозоні та єдиному європейському ринку дає їй доступ до капіталу, товарів, послуг і кваліфікованої робочої сили. Незважаючи на протекціонізм у деяких галузях, Франція загалом відіграє провідну роль у просуванні вільної торгівлі та комерційної інтеграції в Європі. У 2019 році Франція була лідером в Європі за обсягом прямих іноземних інвестицій. Ці інвестиції в основному йдуть у виробництво, нерухомість, фінанси та страхування. Паризький регіон має найвищу концентрацію транснаціональних компаній у Європі.
Франція має найбільшу вагу в індексі EURO STOXX 50, який об'єднує 50 найбільших компаній єврозони. Станом на серпень 2020 року на частку Франції припадало 36,4 % загальних активів, що трохи більше, ніж у Німеччини (35,2 %).
Французькі компанії є лідерами у багатьох галузях. AXA — одна з найбільших страхових компаній світу, а Air France — одна з найвідоміших авіакомпаній.
Франція також славиться своїми розкішними та споживчими товарами. L'Oreal — найбільша косметична компанія світу, а LVMH і Kering — два лідери на ринку люкс. У сфері енергетики та комунальних послуг GDF-Suez і EDF — одні з найбільших енергетичних компаній світу. Areva — важливий гравець на ринку ядерної енергетики, а Veolia Environnement — лідер у сфері екологічних послуг та управління водними ресурсами. Французькі компанії також є лідерами в будівельній галузі (Vinci SA, Bouygues, Eiffage), виробництві шин (Michelin), зовнішній рекламі (JCDecaux) та банківській справі (BNP Paribas, Credit Agricole, Société Générale). Capgemini і Atos — одні з найбільших технологічних консалтингових компаній світу.

Carrefour, Total, Danone, Sanofi, Publicis, Groupe PSA, Accor та Alstom — це вісім французьких компаній, які є лідерами у своїх галузях на світовому та європейському ринках.
- Carrefour — друга за величиною група роздрібної торгівлі у світі за доходами.
- Total — четверта за величиною приватна нафтова компанія у світі.
- Danone — п'ята за величиною харчова компанія у світі та найбільший у світі постачальник мінеральної води.
- Sanofi — п'ята за величиною фармацевтична компанія у світі.
- Publicis — третя за величиною рекламна компанія у світі.
- Groupe PSA — 6-й у світі та 2-й у Європі найбільший автовиробник.
- Accor — провідна європейська готельна група.
- Alstom — один із провідних світових конгломератів залізничного транспорту.

Історично уряд Франції відігравав активну роль в економіці, дотримуючись доктрини дирижизму. Ця політика включала індикативне планування та націоналізацію, що сприяло тридцятирічному періоду безпрецедентного економічного зростання після Другої світової війни, відомому як «Trente Glorieuses».
На піку дирижизму, у 1982 році, на державний сектор припадала п'ята частина зайнятих у промисловості та понад чотири п'ятих кредитного ринку. Проте, з кінця 20-го століття, Франція почала послаблювати регулювання та приватизувати державні підприємства.
В результаті більшість провідних французьких компаній тепер перебувають у приватній власності. Державний контроль залишається значним лише у сферах транспорту, оборони та радіомовлення.
Політика, спрямована на стимулювання економічного динамізму та приватизацію, позитивно вплинула на економічний статус Франції на світовій арені. За Індексом інновацій Bloomberg 2020 року вона входить до 10 найінноваційніших країн світу. Згідно зі Звітом про глобальну конкурентоспроможність 2019 року, Франція посідає 15-те місце за конкурентоспроможністю, піднявшись на два місця з 2018 року.
За даними МВФ, Франція посідає 30 місце у світі за ВВП на душу населення з показником близько 45 000 доларів США на osobu. Це свідчить про високий рівень життя в країні.
Франція також має дуже високий рівень людського розвитку, посідаючи 23 місце в Індексі людського розвитку. Це свідчить про те, що люди в цій країні мають доступ до якісної освіти, охорони здоров'я та інших важливих ресурсів.
Рівень публічної корупції у Франції є одним із найнижчих у світі. З 2012 року, коли був створений Індекс сприйняття корупції, Франція стабільно входить до 30 найменш корумпованих країн. У 2021 році вона посіла 22 місце, піднявшись на одне місце порівняно з попереднім роком.
Франція інвестує значні кошти в дослідження та розробки. За цим показником вона посідає друге місце в Європі та 12 місце у світі. Ці інвестиції сприяють розвитку інновацій та нових технологій.
Франція також є другим за величиною вкладником у Європейське космічне агентство після Німеччини. Це свідчить про те, що країна відіграє важливу роль у розвитку космічних досліджень.
В цілому, економічні показники Франції свідчать про те, що це одна з найрозвиненіших країн світу. Вона має високий рівень життя, дуже високий рівень людського розвитку, низький рівень корупції та значні інвестиції в дослідження та розробки.
Фінансові послуги, банківська справа та страхування відіграють значну роль в економіці Франції.
AXA, французька компанія, є другою у світі страховою компанією за загальними небанківськими активами станом на 2020 рік. Це свідчить про те, що Франція є одним із лідерів світового страхового ринку.
У 2011 році три найбільші фінансові установи Франції — Crédit Agricole, Groupe Caisse D'Epargne і Groupe BPCE — знаходились у власності їхніх клієнтів. Це свідчить про високий рівень розвитку та конкурентоспроможності французького банківського сектору.
Згідно зі звітом S&P Global Market Intelligence за 2020 рік, два провідні французькі банки, BNP Paribas і Crédit Agricole, входять до 10 найбільших банків світу за розміром активів. Це свідчить про те, що французькі банки є одними з найсильніших та найстабільніших у світі.
Société Générale та Groupe BPCE, два інших французьких банки, також входять до 20 найбільших банків світу за розміром активів. Це свідчить про те, що французький банківський сектор є одним із найрозвиненіших і найконкурентніших у світі.

Париж — одне з найважливіших міст світу та лідер за багатьма економічними показниками.
Він має один із найбільших міських ВВП у світі та найбільший у Європі. За даними 2021 року, місто генерує 984 мільярди доларів США за ринковими обмінними курсами, що становить близько 1/3 економіки Франції.
Париж є домом для багатьох великих світових компаній. Він посідає перше місце в Європі та третє у світі за кількістю компаній, включених до рейтингу Fortune Global 500.
Париж — це не лише центр бізнесу, але й важливий центр досліджень та інновацій. У місті розташовані штаб-квартири багатьох наукових та дослідницьких організацій.
Париж також є популярним туристичним центром. Щорічно місто відвідують мільйони людей, що робить туризм важливою частиною економіки міста.
Паризька фондова біржа — одна з найстаріших у світі. Її заснував у 1724 році король Людовік XV.
У 2000 році Паризька біржа об'єдналася з біржами Амстердама та Брюсселя, утворивши Euronext. Цей об'єднаний майданчик став лідером європейського фондового ринку.
У 2007 році Euronext об'єдналася з Нью-Йоркською фондовою біржею, утворивши NYSE Euronext. Ця нова біржа стала найбільшою у світі за обсягом торгів.
Сьогодні Euronext Paris, французька філія Euronext, є другою за величиною фондовою біржею Європи після Лондонської фондової біржі. Вона відіграє важливу роль у фінансуванні французької економіки та є одним із ключових центрів торгівлі цінними паперами в Європі.

### Росія
Російська Федерація, володіючи понад 30 % світових природних ресурсів, з часів імперії була імперією та регіональною державою. Протягом більшої частини радянської епохи вона була однією з двох світових наддержав.
Після розпаду Радянського Союзу Росія втратила статус наддержави, але останнім часом її знову розглядають як потенційного кандидата на відновлення цього статусу в 21 столітті. Деякі вже вважають її наддержавою.
У 2009 році Уго Чавес, покійний президент Венесуели, який мав теплі стосунки з Кремлем, заявив, що Росія є наддержавою, посилаючись на ослаблення американського впливу на світові справи. Він також запропонував зробити рубль глобальною валютою.
Прем'єр-міністр Ізраїлю Біньямін Нетаньяху назвав Росію важливою наддержавою, високо оцінивши її ефективність як союзника Ізраїлю.
У 2005 році Стівен Роузфілд, професор економіки в Університеті Північної Кароліни в Чапел-Хілл, у своїй публікації «Росія в 21 столітті: Блудна супердержава» передбачив, що Росія стане наддержавою до 2010 року. Він також передбачив нову гонку озброєнь, але зазначив, що це матиме жахливі наслідки для глобальної безпеки та свободи російського народу.
Натан Сміт з National Business Review стверджує, що, незважаючи на значний потенціал, Росія не виграла нову «холодну війну» у 1980-х роках. Тому, на його думку, статус наддержави для неї є неточним.
Дмитро Медведєв висловив занепокоєння щодо майбутнього Росії. Він застерігає, що якщо російська еліта не консолідується, Росія може розпастися як єдина держава.
Володимир Путін також поділяє цю думку. Він стверджує, що втрата Кавказу призведе до від'єднання інших територіальних регіонів від Росії.
Ці твердження свідчать про те, що статус Росії як наддержави не є стійким. Її майбутнє залежить від здатності еліти консолідуватися та вирішити внутрішні проблеми.
Після невдалих дій Росії під час вторгнення в Україну 2022 року деякі аналітики почали ставити під сумнів її військову міць та статус потужної держави.

### Німеччина
Федеративна Республіка Німеччина — це потужна держава з однією з найсильніших економік світу. Вона володіє найбільшою економікою в Європі, третьою за величиною за номінальним ВВП та п'ятою за ПКС.
Німеччина є лідером у багатьох промислових, наукових та технологічних секторах. Вона також є третім за величиною експортером та імпортером товарів у світі.
Як розвинена країна, Німеччина пропонує своїм громадянам високий рівень життя. Вона має систему соціального забезпечення, загальну систему охорони здоров'я, захищає довкілля та надає безкоштовне навчання в університетах.
Німеччина відіграє важливу роль у міжнародних відносинах. Вона є членом ООН, НАТО, G7, G20 та OECD.
Крім того, Німеччина пишається своєю багатою культурою та історією. На її території розташовано 46 об'єктів Всесвітньої спадщини ЮНЕСКО, що є третім показником у світі.
Німеччина — економічний лідер з людським обличчям. Соціальна ринкова економіка країни спирається на висококваліфіковану робочу силу, низький рівень корупції та високі інновації. Це робить Німеччину третім за величиною експортером та імпортером товарів, а також найбільшою економікою Європи та четвертою за величиною у світі. Її економіка диверсифікована, з потужним сектором послуг, розвиненою промисловістю та ефективним сільським господарством. Низкий рівень безробіття свідчить про стабільність та процвітання. Таким чином, Німеччина поєднує економічну міць із соціальним забезпеченням, пропонуючи високий рівень життя своїм громадянам.
Німеччина відіграє ключову роль в єдиному європейському ринку, який об'єднує понад 450 мільйонів споживачів. За даними Міжнародного валютного фонду, у 2017 році на Німеччину припадало 28 % економіки єврозони, що робить її економічним локомотивом Європи.
У 2002 році Німеччина, разом з іншими країнами ЄС, запровадила спільну європейську валюту — євро. Монетарну політику для країн, що використовують євро, встановлює Європейський центральний банк, штаб-квартира якого знаходиться у Франкфурті, Німеччина.
Німеччина славиться своїми сучасними та інноваційними автомобілями, а її автомобільна промисловість визнана однією з найконкурентоспроможніших у світі. За обсягами виробництва вона посідає четверте місце.
Серед 10 найпоширеніших німецьких експортних товарів знаходяться:
- Транспортні засоби (автомобілі, літаки, судна)
- Машини та обладнання
- Хімічні продукти
- Електроніка
- Електричне обладнання
- Фармацевтичні препарати
- Транспортне обладнання (залізничні вагони, локомотиви)
- Метали
- Харчові продукти
- Гума та пластмаси

.
Німеччина є домом для 29 компаній зі списку Fortune Global 500, що свідчить про її сильну економіку та потужний бізнес-сектор. 40 найбільших німецьких компаній входять до індексу DAX, яким керує Франкфуртська фондова біржа. Серед відомих німецьких брендів можна виділити Mercedes-Benz, BMW, Volkswagen, Audi, Siemens, Allianz, Adidas, Porsche, Bosch та Deutsche Telekom.
Берлін стає все більш популярним центром для стартапів та компаній, що фінансуються венчурним капіталом, роблячи його одним із лідерів ЄС у цій сфері.
Німеччина також відома своїм Mittelstand — моделлю, що описує велику частку спеціалізованих малих і середніх підприємств. Ці компанії часто є лідерами ринку у своїх сегментах і роблять значний внесок у німецьку економіку. .
Німеччина визнає важливість досліджень та розробок для своєї економіки. У 2018 році вона посіла четверте місце у світі за кількістю опублікованих науково-технічних досліджень. За рейтингом Global Innovation Index 2019 та 2020 років Німеччина посідає 9 місце.
Серед ключових дослідницьких установ Німеччини можна виділити Товариство Макса Планка, Асоціацію Гельмгольца, Товариство Фраунгофера та Асоціацію Лейбніца.
Німеччина також є найбільшим учасником Європейського космічного агентства, що свідчить про її прагнення до інновацій та дослідження нових горизонтів.своєї економіки. У 2018 році вона посіла четверте місце у світі за кількістю опублікованих науково-технічних досліджень. За рейтингом Global Innovation Index 2019 та 2020 років Німеччина посідає 9 місце.

### Японія

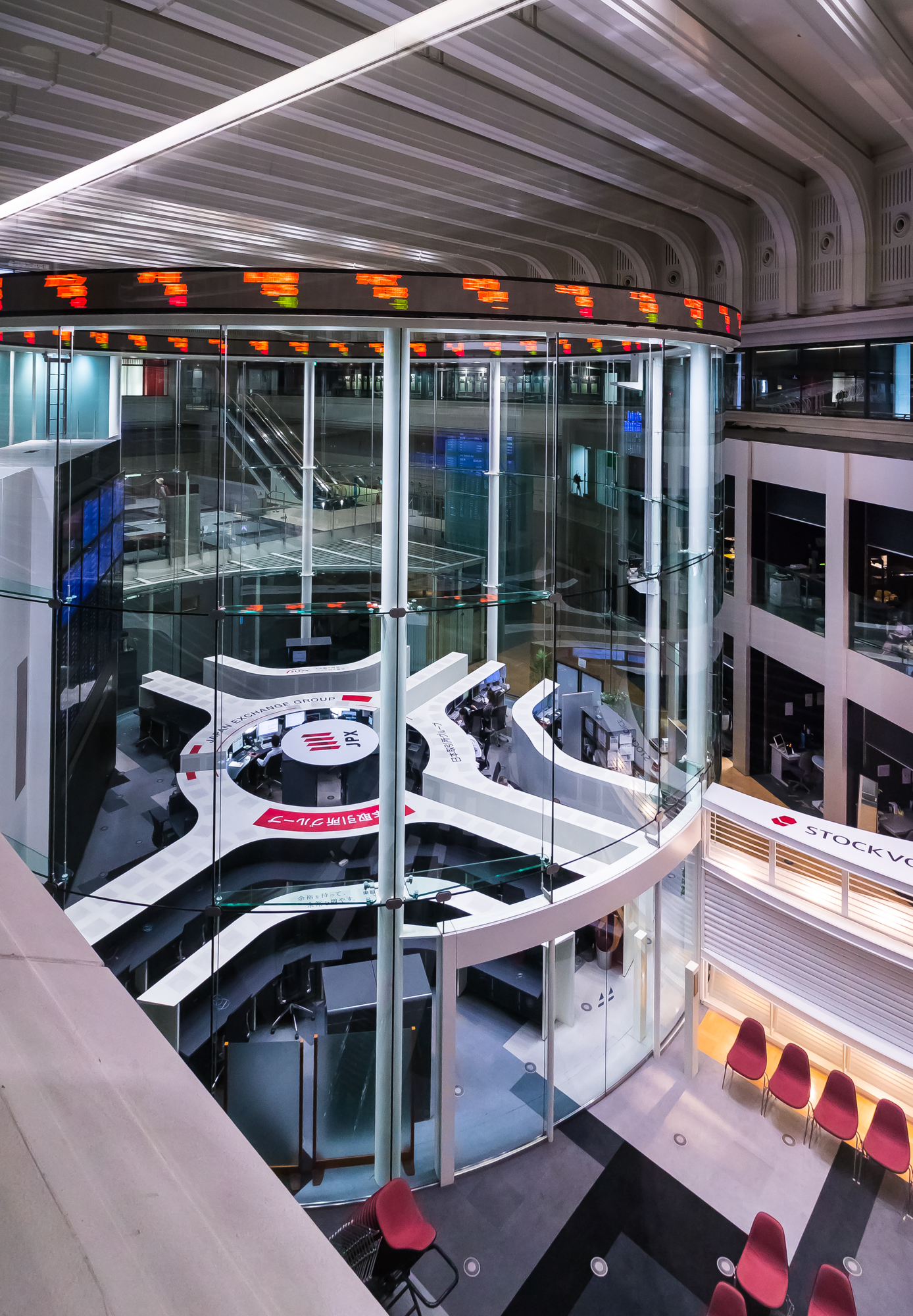
Токійська фондова біржа, третя за величиною фондова біржа у світі за ринковою капіталізацією, а також 2-й за величиною фондовий ринок в Азії

Японія — це велика держава, яка відіграє активну роль у світовій спільноті. Вона є членом ООН, ОЕСР та Групи семи, а також має одні з найсильніших військових сил у світі.
Після Другої світової війни Японія пережила бурхливий економічний розвиток, ставши другою за величиною економікою світу до 1990 року. Наразі японська економіка посідає четверте місце за номінальним ВВП та ПКС, а також є третьою за обсягом загального багатства.
Японія також має високий рівень життя, що підтверджується «дуже високим» індексом людського розвитку.
Хоча у 1980-х роках багато хто віщував Японії статус наддержави, ґрунтуючись на її потужному населенні, значному ВВП та стрімкому економічному зростанні, цього не сталося. Економіка Японії не змогла обігнати США, як очікувалося.
Однак Японія безперечно є культурною наддержавою. Її вплив на світ у сфері їжі, музики, відеоігор, манги, аніме та фільмів є колосальним. У 2021 році US News & World Report визнав Японію найвпливовішою країною Азії в культурному плані та п'ятою у світі.
Японія не лише культурна, але й технологічна наддержава. Вона є лідером у таких галузях, як:
- Автомобільна промисловість: Японські автовиробники, такі як Toyota, Honda, Nissan та Mazda, відомі своїми інноваціями, якістю та надійністю.
- Електроніка: Японські компанії, такі як Sony, Panasonic та Sharp, колись домінували на ринку електроніки. Їхній вплив дещо зменшився у 2010-х роках, але вони й далі залишаються важливими гравцями.
- Робототехніка: Японія є світовим лідером у галузі робототехніки, як у дослідженнях, так і в розробці.

Станом на 2022 рік 47 японських компаній входять до списку Fortune Global 500. Це свідчить про силу та динамічність японської економіки.
Серед найвідоміших японських брендів можна виділити:
- Toyota
- Honda
- Sony
- Soft Bank
- Subaru
- Nissan
- Mazda
- Canon Inc.
- Uniqlo
- Nintendo

Незважаючи на пацифістську конституцію 1947 року, Японія володіє четвертою за потужністю армією у світі.
Сили самооборони Японії (JSDF) добре оснащені та мають висококваліфікований персонал. Пацифістська конституція стримує військовий потенціал JSDF, обмежуючи їх можливості самообороною.
Зростає тиск щодо внесення змін до конституції. У 2015 році прийнято закон, який дозволяє JSDF брати участь у колективній самообороні союзників. Колишній прем'єр-міністр Сіндзо Абе планував легітимізувати JSDF у конституції до 2020 року.
Роль JSDF в міжнародній безпеці ймовірно буде розширюватися. Японія прагне до балансу між пацифізмом та відповідальністю за регіональну безпеку.
Японія — це країна, яка й далі буде відігравати важливу роль у світовій безпеці, адже її військова потужність постійно зростає.

### Індія

ВВП на душу населення в Індії з 1600 року. Індія залишалася однією з найбагатших країн світу з 1 року нашої ери до Британської Індії.

Індія — це динамічна країна, яка протягом останніх років дедалі чіткіше заявляє про себе на світовій арені. Її чисельність населення, економічний та військовий потенціал дають підстави вважати, що Індія має всі шанси стати однією з найвпливовіших країн світу.
Донедавна Індію не визнавали світовою державою, зважаючи на її колоніальне минуле та складний шлях до незалежності. Проте останніми десятиліттями країна пережила значне економічне зростання та розширила свою військову міць. Не існує єдиної думки щодо того, чи є Індія вже великою державою, чи лише наближається до цього статусу. Багато експертів визнають, що Індія володіє всіма необхідними характеристиками для того, щоб стати світовим лідером.
Індія має одну з найбільших економік світу та постійно нарощує свій військовий потенціал. Вона володіє однією з найчисельніших армій та одним із найвищих військових бюджетів. Індійська культура стає дедалі популярнішою в усьому світі. Боллівудські фільми та індійська кухня вже давно стали невід'ємною частиною світової культури.
Індія прагне до більшого впливу на міжнародній арені. Вона не є постійним членом Ради Безпеки ООН, але активно співпрацює з іншими країнами з питань глобальної безпеки та економічного розвитку.
Індія протягом останніх років стає все більш помітною на світовій арені. Її динамічна економіка, чисельність населення та зростаюча військова міць дають підстави вважати, що Індія має всі шанси стати однією з найвпливовіших країн світу.
Аніл Гупта, відомий індійський економіст, прогнозує, що Індія має всі шанси стати наддержавою найближчим часом. Він вірить, що демократичні інституції країни, сприятливі для бізнесу, ресурси та енергоефективність стануть ключовими факторами на цьому шляху.
До 2025 року Індія може стати повноцінною економічною наддержавою. Країна може служити прикладом того, як поєднувати швидке економічне зростання з справедливістю, залученням найменш захищених верств населення та раціональним використанням ресурсів, зокрема енергетичних.
У 2015 році Індія ненадовго стала економікою світу з найшвидшим зростанням. З 2018 року темпи зростання індійської економіки впали нижче, ніж у Китаї.
Економісти Гарвардського університету прогнозують, що Індія стане світовим лідером за темпами економічного зростання. Її очікуване зростання на 7 % до 2024 року обіцяє випередити Китай, перетворюючи Індію на локомотив світової економіки.
Індія вже вирвалася вперед, ставши центром глобального економічного зростання.
Протягом наступного десятиліття вона очікує зберегти лідерство за цим показником.
Стрімке зростання впливу Індії на світовій економічній арені. Потужний стимул для розвитку інших країн світу завдяки індійському економічному зростанню.: Велика та молода робоча сила, що володіє значним потенціалом. Зростання середнього класу, який стимулює внутрішній попит. Сприятливий діловий клімат, що сприяє залученню інвестицій. Активний розвиток інфраструктури, що покращує умови для ведення бізнесу.
У 2007 році Робін Мередіт зазначала, що доходи європейців та американців значно вище, ніж у китайців та індійців.
Сотні мільйонів людей у цих країнах живуть у бідності.
Згідно зі звітом Світового банку, економічне зростання Китаю та Індії стало найважливішим фактором у скороченні глобальної бідності за останні два десятиліття.
Емі Чуа підкреслює, що Індія досягла значних успіхів у вирішенні своїх внутрішніх проблем. Деякі з досягнень Індії, такі як демонтаж кастової системи та підтримка демократії, є історично безпрецедентними.

Фарід Закарія стверджує, що Індія володіє значним потенціалом, який може вивести її вперед у порівнянні з Китаєм. Цей потенціал ґрунтується на двох ключових факторах:
1. Молоде населення: Індія має значну частку молоді у своїй демографії, що контрастує з старінням населення в інших індустріальних країнах. Ця молодь буде складати робочу силу країни, забезпечуючи їй необхідні людські ресурси для економічного зростання.
2. Англомовне населення: Індія володіє другим за чисельністю англомовним населенням у світі. Це дає їй перевагу в глобалізованому світі, де англійська мова є lingua franca бізнесу та торгівлі.
Закарія також підкреслює стійкість індійської демократії, яка проіснувала вже 60 років. Він вважає, що демократія може забезпечити довгострокову стабільність, що є важливою для економічного розвитку.
Клайд В. Престовіц, визнаний економіст і колишній радник з торгівлі, вірить, що Індія має всі шанси стати домінуючою силою в 21 столітті. Він стверджує, що протягом цього століття Індія не лише обійде інші країни за розміром економіки, але й перетвориться на справжню наддержаву.
Звіт Інституту цінності бізнесу IBM під назвою «Століття Індії: визначення місця Індії в глобальній економіці, що швидко змінюється» дійсно прогнозує Індії одне з найвищих темпів зростання у світі протягом найближчих років.

### Бразилія
Колишній президент США Барак Обама визнавав Бразилію як велику державу та «екологічну наддержаву». Цей унікальний екологічний статус накладає на країну відповідальність за збереження Амазонки. Бразилія відіграє ключову роль у дискусіях щодо зміни клімату та приймала Конференцію ООН зі сталого розвитку.

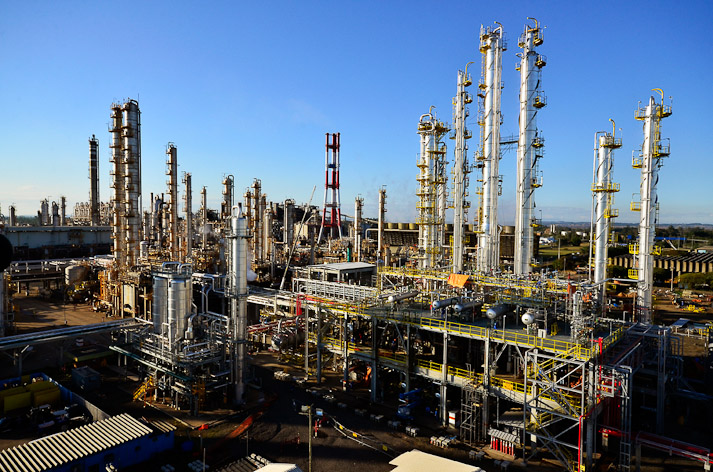
Завод Braskem, найбільша нафтохімічна компанія Латинської Америки

Економіка Бразилії протягом історії залишається найпотужнішою в Латинській Америці та Південній півкулі за номінальним ВВП. Вона посідає третє місце за величиною на американському континенті. За типом, бразильська економіка класифікується як змішана з середнім рівнем доходу.
Згідно з даними Міжнародного валютного фонду (МВФ) за 2022 рік, Бразилія знаходиться на 10 місці за розміром валового внутрішнього продукту (ВВП) і на 8 місці за паритетом купівельної спроможності.
Країна є членом таких економічних організацій:
- МЕРКОСУР
- ПРОСУР
- G8+5
- G20
- Світова організація торгівлі (СОТ)
- Паризький клуб
- Кернська група

.
Бразилія — безперечний гігант Південної та Латинської Америки. Її велич підкреслює площа у 8,5 мільйонів квадратних кілометрів, що робить її п'ятою за величиною країною світу. Населення Бразилії також вражає — понад 217 мільйонів людей, що ставить її на сьоме місце за цим показником.
.Бразилія активно співпрацює з міжнародною спільнотою, будучи членом численних організацій. Країна відіграє значну роль у реформуванні Ради Безпеки ООН, прагнучи до розширення її складу.
З цією метою Бразилія об'єдналася з Німеччиною, Індією та Японією, сформувавши альянс G4. Ці країни спільно лобіюють одне одного на отримання постійних місць у Раді Безпеки. Їхня пропозиція передбачає збільшення кількості членів Ради, включаючи як постійних, так і непостійних.
Ініціативу G4 підтримала широка коаліція держав з усіх регіональних груп ООН, що свідчить про її значущість та актуальність.
Бразилія, як член-засновник ООН, має багату історію участі в миротворчих операціях. Країна брала участь у 33 таких місіях, надавши понад 27 000 військових. Наразі Бразилія задіяла понад 2200 військових, спостерігачів та поліцейських на трьох континентах, роблячи значний внесок у підтримку миру та безпеки у світі.
З 2004 року Бразилія відіграє ключову роль у Місії ООН зі стабілізації на Гаїті (MINUSTAH), очолюючи її військовий компонент. Генерал-майор бразильської армії Фернандо Родрігес Гуларт обіймає посаду командувача силами місії. За кількістю наданих військовослужбовців, Бразилія є лідером серед країн-учасниць МООНСГ, маючи 2200 активних військових.

### Італія
.Італія, безперечно, велична європейська держава, чий потенціал порівнянний з Німеччиною, Францією та Великобританією. Проте, через хронічну політичну нестабільність, значний державний борг, спад економічної продуктивності та низькі темпи зростання протягом останнього десятиліття, Італія, на жаль, не досягає свого повного потенціалу.
Додатковим фактором, що стримує розвиток країни, є глибокий розрив в економічному розвитку між центром та півднем країни.
Внаслідок цих проблем Італія, хоч і вважається однією з «великих» європейських держав, по суті, є найслабшою серед них.
Італія — велична європейська держава, що володіє неабиякими ресурсами та впливом. Її економіка — одна з найрозвиненіших у світі, з високим ВВП, багатством та сильним промисловим сектором. Італія також є культурною наддержавою, батьківщиною Папи Римського та центром католицького світу.
Вона відіграє значну роль у підтримці міжнародної безпеки, зокрема в Середземномор'ї. Італія володіє потужними збройними силами, включаючи два авіаносці та закордонні військові бази.
В країні також розвинені наука та дослідження. Італія розробила власні ПРО, ракети-носії, брала участь у проєктах з вивчення космосу та володіє одним з центрів глобальної супутникової навігації.
Таким чином, Італія — це не лише велична історія, культура та мистецтво, але й потужна економічна, політична та військова сила на світовій арені.
Італія по праву вважається однією з найрозвиненіших країн світу. Її економіка посідає 8 місце за номінальним ВВП, роблячи Італію третьою економікою в ЄС. За показниками багатства та золотого резерву центрального банку країна також посідає високі місця — 6 та 3 відповідно.
Італійці можуть пишатися високою якістю життя, тривалістю життя, рівнем охорони здоров'я та освіти.
Країну визнають як велику державу, що відіграє значну роль у регіональних та глобальних економічних, військових, культурних та дипломатичних питаннях.
Італія — один із засновників та провідних членів ЄС, а також учасник багатьох інших міжнародних організацій, таких як ООН, НАТО, ОЕСР, ОБСЄ, СОТ, G7, G20, Середземноморський союз, Латинський союз, Рада Європи та Шенгенська зона.
Історія Італії багата на винаходи та відкриття. Країна протягом століть залишається світовим центром мистецтва, музики, літератури, філософії, науки, техніки та моди. Італійський вплив відчутний у багатьох сферах, включаючи кіно, кухню, спорт, юриспруденцію, банківську справу та бізнес.
Не дивно, що Італія володіє найбільшою кількістю об'єктів Всесвітньої спадщини ЮНЕСКО (58) і посідає 5 місце за популярністю серед туристів.
Італія не лише володіє потужною економікою та багатою культурою, але й активно розвиває науку. Країна робить значний внесок у наукові дослідження та керує кількома постійними дослідницькими станціями в Антарктиді.
В Італії розташований космічний центр Брогліо, який свідчить про розвиток національної космічної програми. Країна є одним з основних донорів Європейського космічного агентства та Міжнародної космічної станції, роблячи значний внесок у дослідження космосу.

## Дивитись також
- Холодна війна 1947—1989
- Концерт Європи після 1814 року
- Дипломатична історія Першої світової війни
- Дипломатична історія Другої світової війни
- Європейський баланс сил
- Зовнішня політика Російської імперії
- Велика східна криза, 1875—1878
- Історичний рецидив
- Історіографія Британської імперії
  - Історія зовнішніх відносин Великобританії
  - Pax Britannica
  - Хронологія британської дипломатичної історії
- Історія колоніалізму
- Історія зовнішніх відносин Франції
- Історія зовнішньої політики Німеччини
- Історія глобалізації
- Міжнародні відносини (1648—1814)
- Міжнародні відносини (1919—1939)
- Міжнародні відносини (1814–1919)
- Список давніх великих держав
- Список найбільших імперій
- Список середньовічних великих держав
- Першість серед європейських монархій
- Середня потужність
- Новий імперіалізм
- Потенційна наддержава
- Влада (міжнародні відносини)
- Хронологія європейського імперіалізму
- Хронологія дипломатичної історії Сполучених Штатів

## Подальше читання
- Бенкс, Артур. (1988) Всесвітній атлас військової історії 1861—1945
- Кембриджський атлас сучасної історії (1912) онлайн . 141 карта
- Кетчпол, Браян. (1982) Карта Історія сучасного світу
- Купер, Ф. (2008). Імперії та політична уява у світовій історії . Princeton [ua]: Princeton University Press.
- Деніелс, Патрісія С. і Стівен Г. Гіслоп, Альманах всесвітньої історії (3-є видання 2014 р.); 384 стор добре ілюстровано
- Дойл, MW (1986). Імперії . Ітака, Нью-Йорк: Cornell University Press.
- Фаррінгтон, К. (2003). Історичний атлас імперій . Лондон: Mercury.
- Гренвіль, JAS (1994) Історія світу в двадцятому столітті (1994). онлайн
- Хейвуд, Джон. (1997) Атлас всесвітньої історії онлайн
- Йоффе, Йозеф. Міф про занепад Америки: політика, економіка та півстоліття фальшивих пророцтв (WW Norton & Company, 2014).
- Кіндер, Герман і Вернер Гільгеманни. The Penguin Atlas of World History (2 т., 2004); розширений тематичний атлас. уривок тому 1 також див. уривок тому 2
- Лангер, Вільям, ред. (1973) Енциклопедія всесвітньої історії (1948 і пізніші видання) онлайн
  - Стернс, Пітер, ред. Енциклопедія всесвітньої історії (2007), 1245 pp; оновлення Langer
- Пелла, Джон і Ерік Рінгмар, (2019) Історія міжнародних відносин Онлайн [Архівовано 16 серпня 2019 у Wayback Machine.] </link>
- О'Брайан, Патрік К. Атлас всесвітньої історії (2007) онлайн
- Пастор, Роберт, ред. Столітня подорож Як великі держави формують світ (2000)
- Атлас всесвітньої історії Ренда МакНеллі (1983), карти № 76–81. Опубліковано в Британії як Історичний атлас Хамліна онлайн
- Робертс, Дж. М. та Одд Арне Вестад, ред. The Penguin History of the World (6-е видання, 2014 р.) 1280 стор. уривок
- Робертсон, Чарльз Грант. Історичний атлас сучасної Європи з 1789 по 1922 роки з історичним і пояснювальним текстом (1922) онлайн